# Alexandre le Grand dans l'art

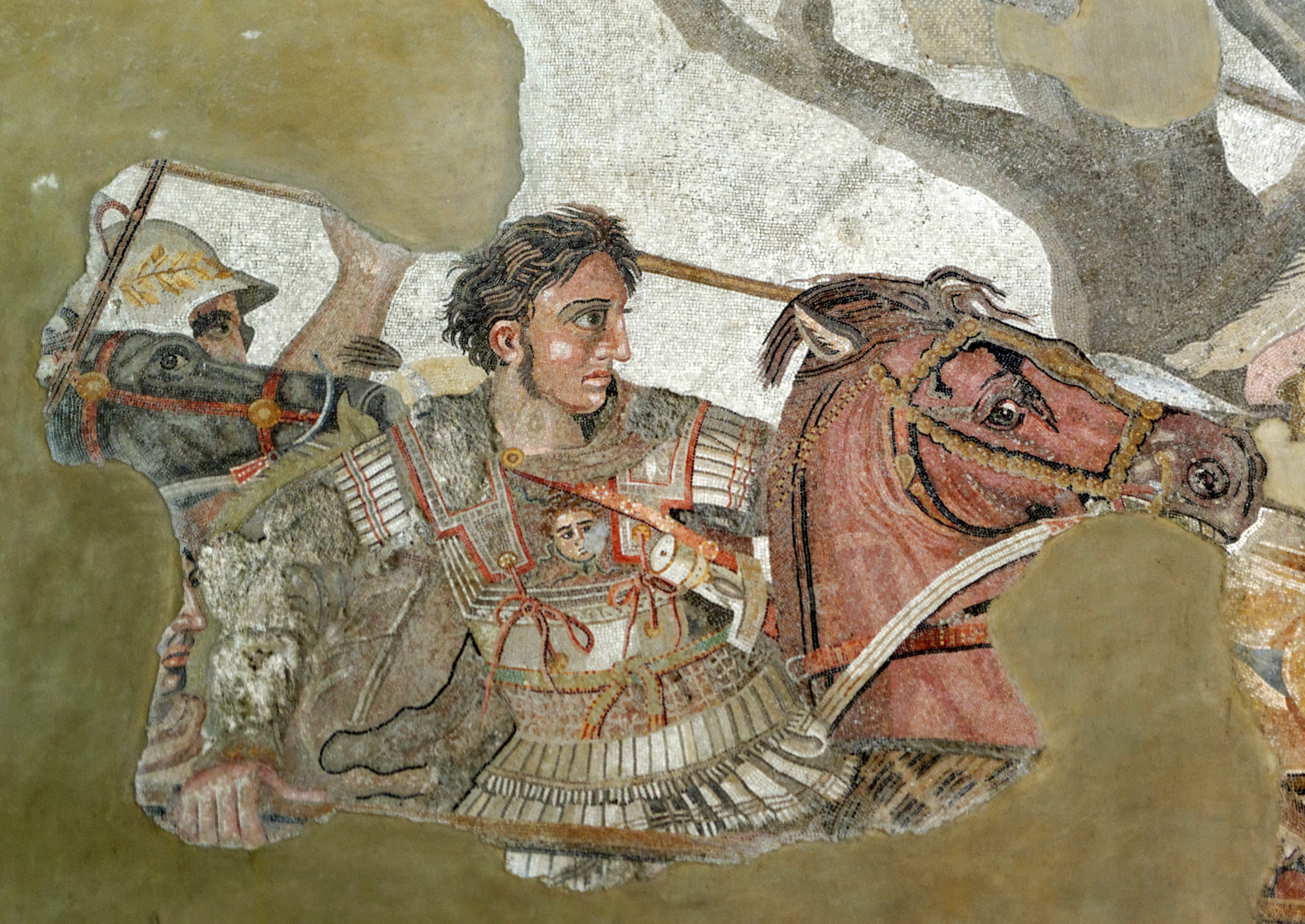
Détail de la mosaïque d'Alexandre de Pompéi, musée archéologique de Naples.

Alexandre le Grand (356-323 av. J.-C.) qui bénéficie à travers l'histoire, les cultures et les religions d'une grande postérité, a été le sujet de très nombreuses œuvres d'art de l'Antiquité jusqu'à nos jours, faisant de lui l'une des principales figures politiques dans l'art occidental. La plupart des œuvres contemporaines ou originales ont disparu, même si de nombreuses copies ont été réalisées à l'époque romaine, particulièrement dans le domaine de la sculpture. Au Moyen Âge, dans la lignée du Roman d'Alexandre, l'épopée d'Alexandre s'incarnent dans de nombreuses publications littéraires pour devenir l'un des mythes les plus diffusés dans le temps et dans l'espace. À l'époque moderne, Alexandre est un thème privilégié dans la peinture. De nos jours il fait partie de la culture populaire en tant que sujet de romans historiques, de chansons ou de jeux vidéo.

## Sculpture

### Sculpture antique
Le fait qu'Alexandre soit érigé en modèle par les dirigeants gréco-romains a créé une large demande pour des copies d'originaux sculptés de son vivant ou pour de nouvelles œuvres, de sorte qu'Alexandre est la figure historique grecque la plus représentée dans l'art sculptural. 
Une comparaison entre les sources littéraires et archéologiques a permis d'établir avec précision la séquence des portraits originaux. Le premier d'entre eux est réalisé par Léocharès sur ordre de Philippe II, vers 340 av. J.-C., alors qu'Alexandre est âgé de 16 ans ; il sert vraisemblablement de modèle à l’Alexandre de l'Acropole (musée de l'Acropole d'Athènes) dans lequel Alexandre est caractérisé par des traits d’éphèbe : menton arrondi, joues plates et cheveux bouclés et ébouriffés de type anastole (bombés sur le front). En commémoration de la bataille de Chéronée (338), Léocharès a réalisé le Philippeion d'Olympie qui comporte une sculpture chrysoéléphantine de la famille royale. Euphranor a réalisé un groupe sculptural représentant Philippe et son fils montés sur un quadrige afin de commémorer, là aussi, la victoire de Chéronée ; il aurait servi de modèle pour l’Alexandre Rondanini (glyptothèque de Munich). Au début de son règne, Alexandre est sculpté par Lysippe, son portraitiste officiel qui aurait été le seul avoir finalement le droit de le représenter en sculpture. Plutarque écrit à ce sujet : « Aussi Alexandre ordonna-t-il que le seul Lysippe fit ses statues : parce que cet artiste était, à ce qu'il paraît, le seul qui pût imprimer sur le bronze le caractère du prince, et reproduire l'âme en même temps que la figure d'Alexandre. Les autres, en voulant imiter l'inflexion de son cou, la vivacité et la limpidité de son regard, ne conservaient pas ce qu'il y avait de viril et de léonin dans sa personne ». 
Seules des copies hellénistiques et romaines de Lysippe subsistent de nos jours. Le portrait d'Alexandre jeune de l'Albertinum, à Dresde, serait une copie du plus ancien, vers 338-336. Le fils de Cratère a commandé à Lysippe une statue à Delphes représentant son père et Alexandre dans une chasse au lion. Cette statue est connue par une mosaïque découverte à Pella.

Sculptures antiques représentant Alexandre
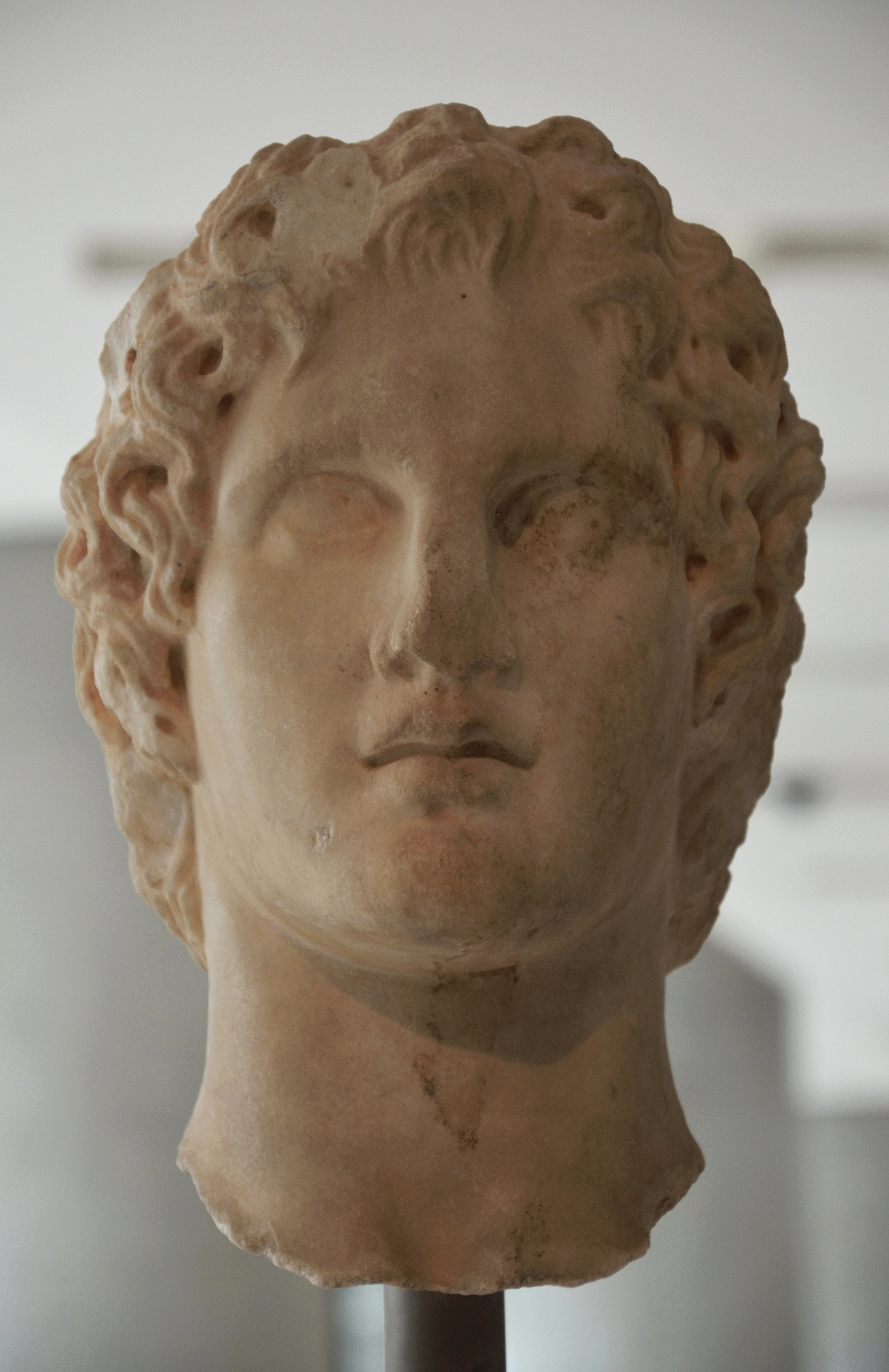
Portrait juvénile d'Alexandre attribué à Léocharès, musée de l'Acropole d'Athènes.
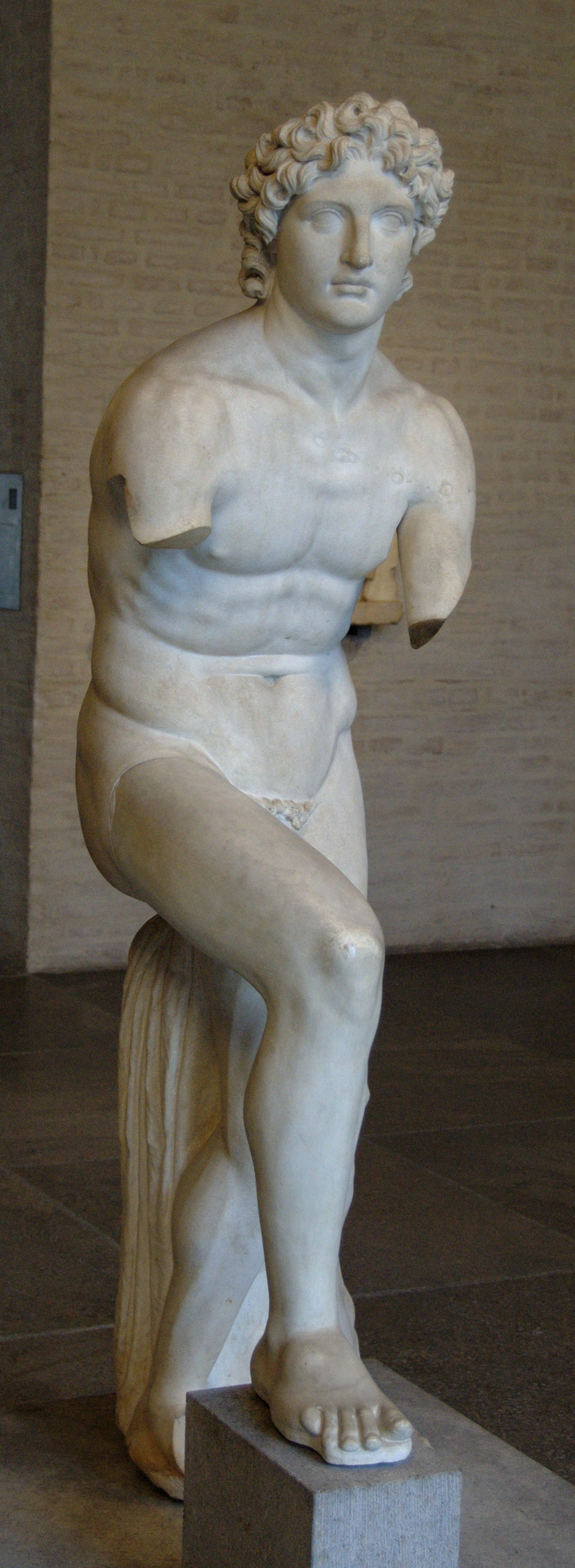
Alexandre Rondanini, glyptothèque de Munich.
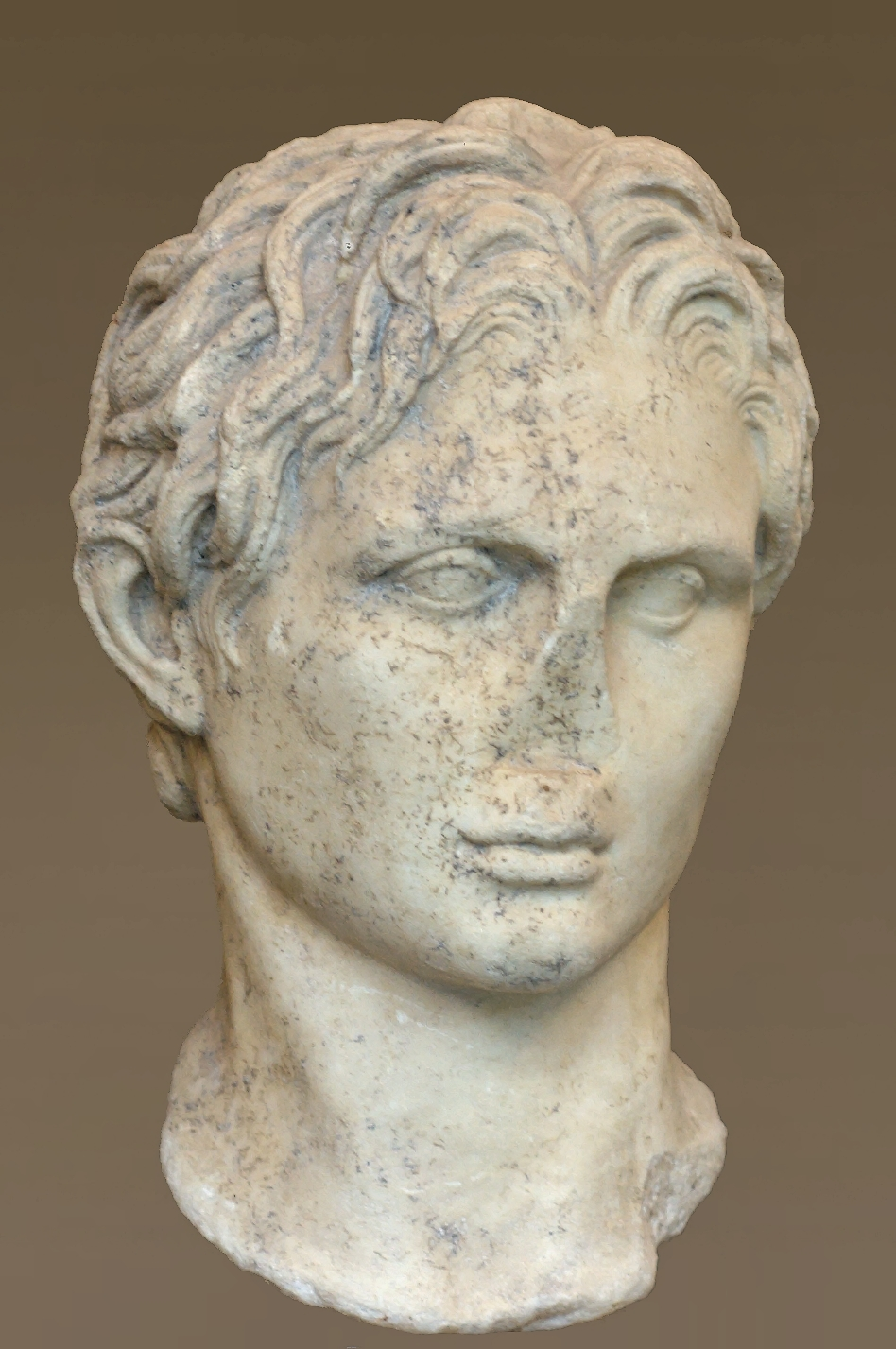
Portrait d'Alexandre, copie d'un original de Lysippe, glyptothèque de Munich.
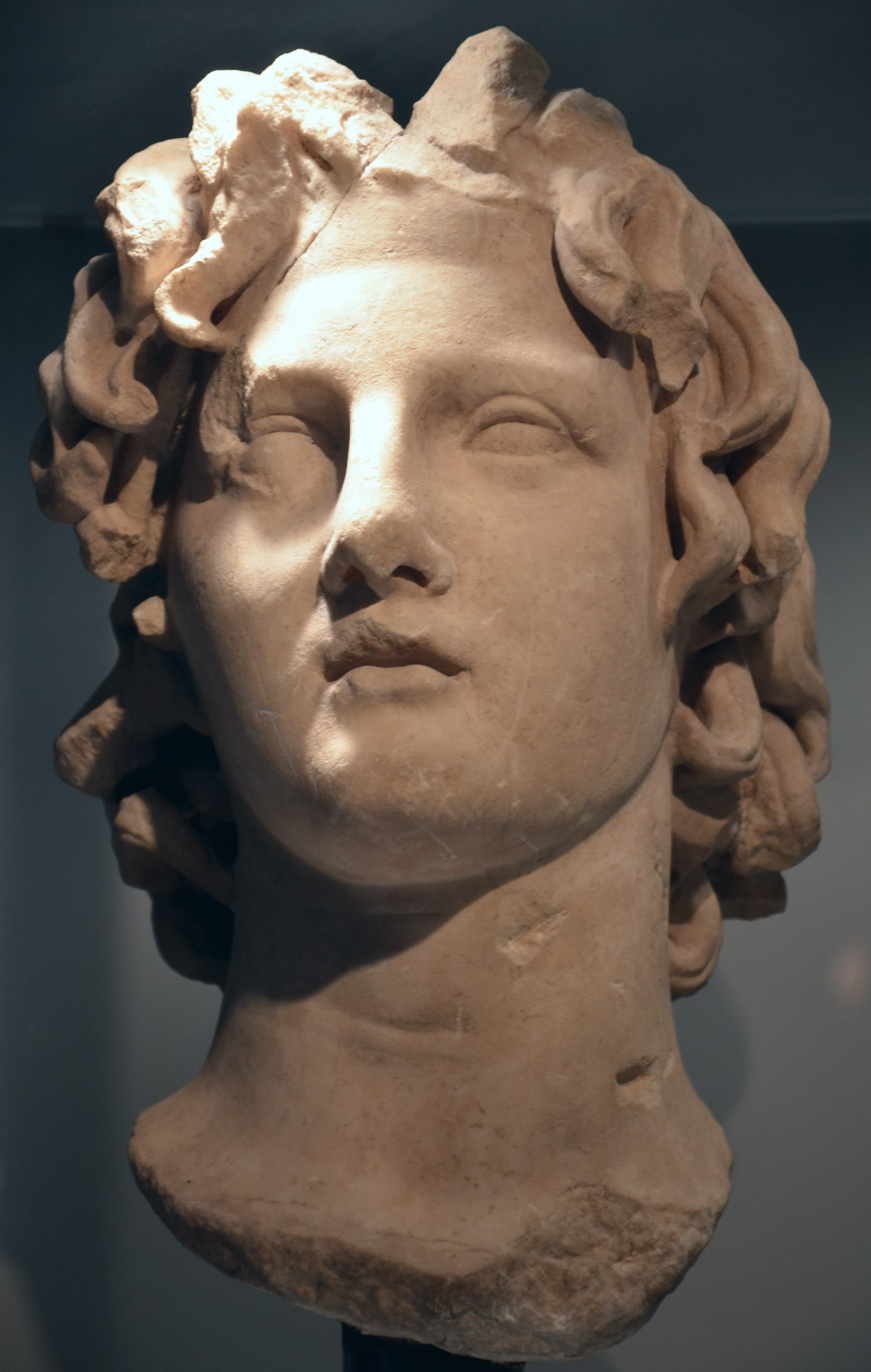
Portrait d'Alexandre, copie romaine d'un original de Lysippe, glyptothèque de Copenhague.
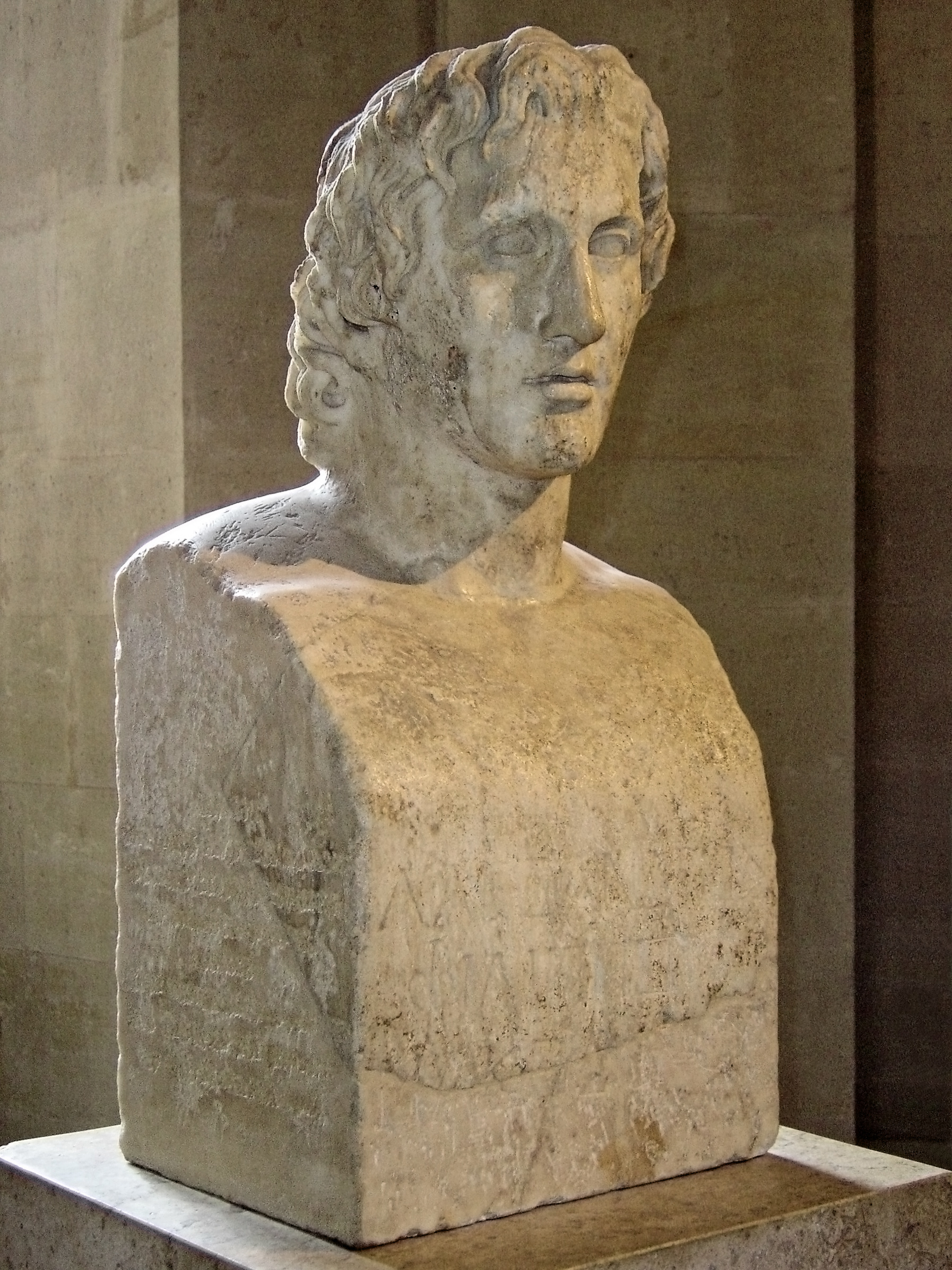
Pilier hermaïque d'Alexandre, copie romaine d'époque impériale d'une sculpture en bronze de Lysippe, musée du Louvre.
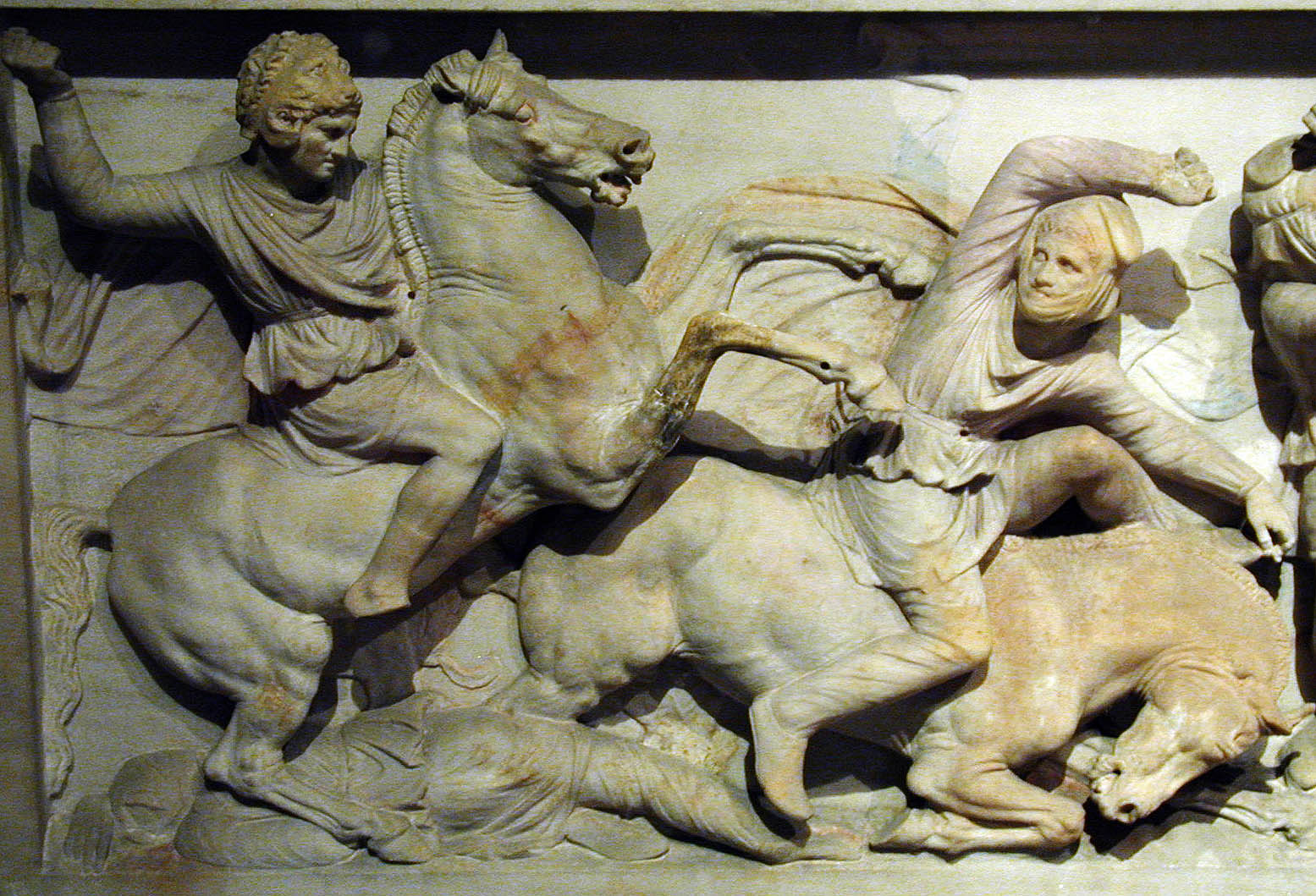
Détail du sarcophage d'Alexandre (ici, en cavalier). Musée archéologique d'Istanbul.
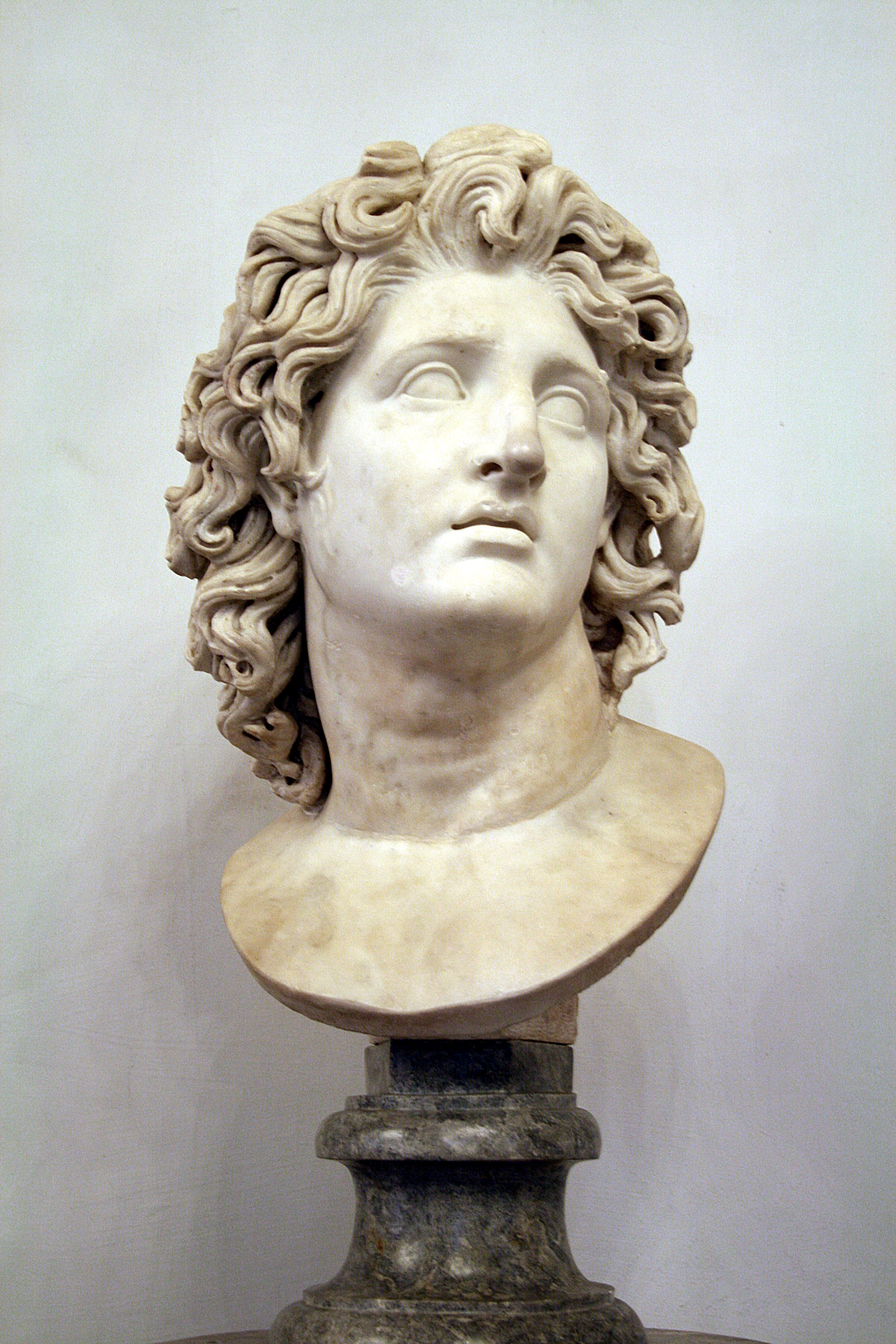
Buste d'Alexandre en Hélios, copie romaine d'un original hellénistique, musées du Capitole, Rome.
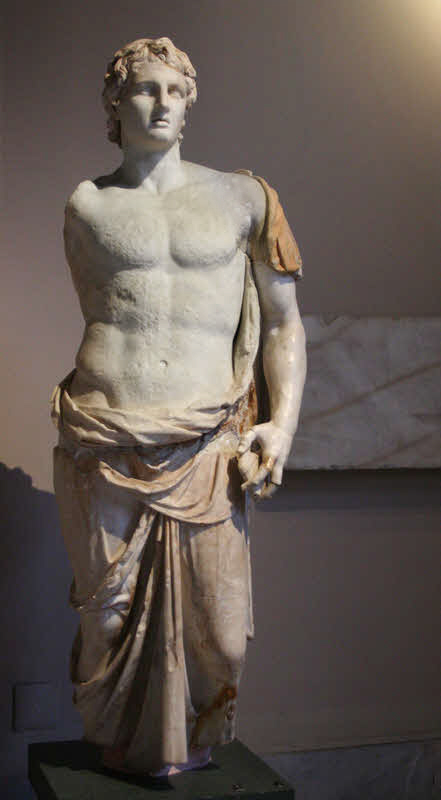
Portrait d'Alexandre en Apollon, époque hellénistique, musée archéologique d'Istanbul.
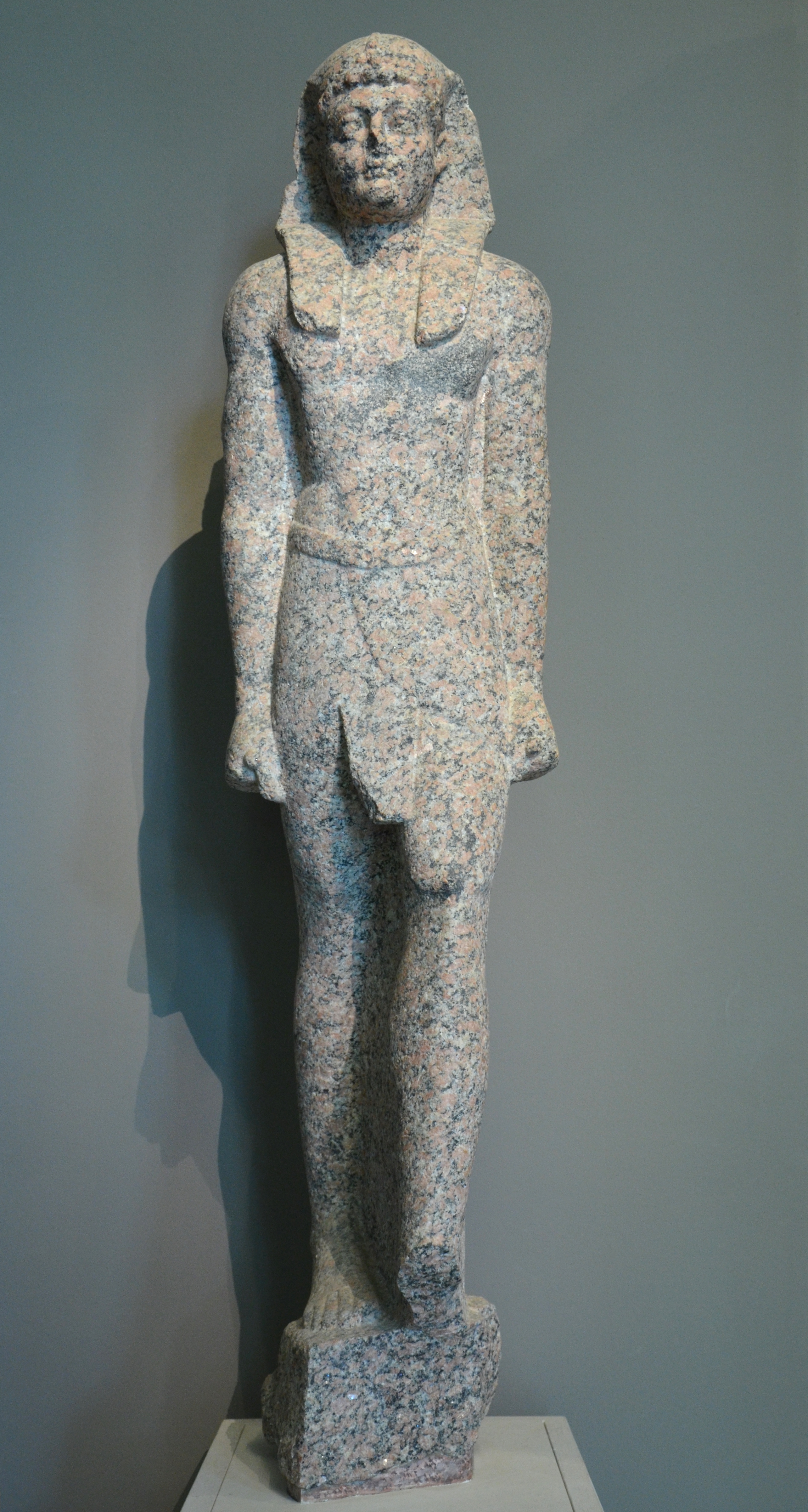
Alexandre en pharaon, vers 300 av. J.-C.
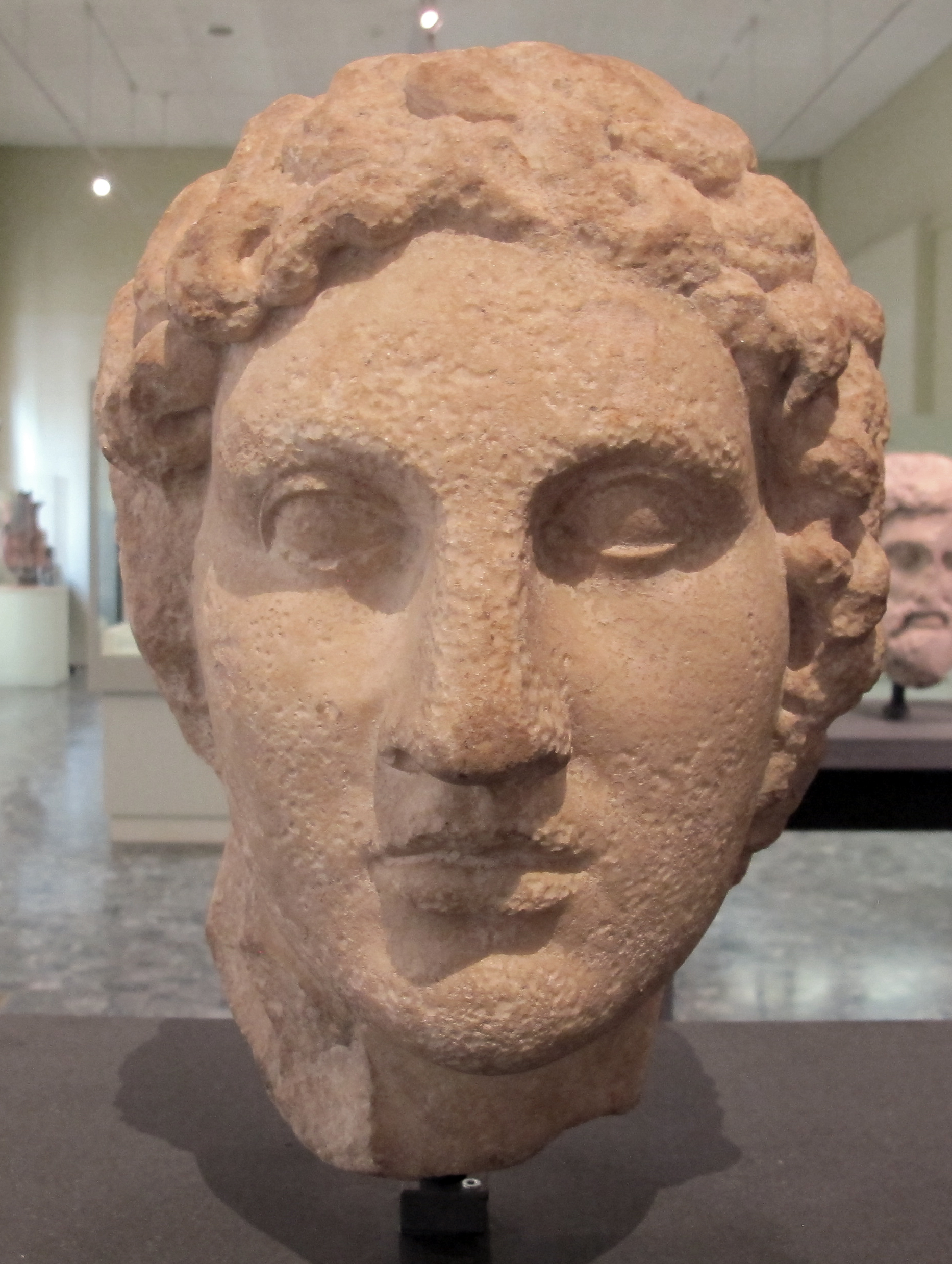
Portrait d'Alexandre, Égypte ptolémaïque, IIIe siècle av. J.-C., Musée d'art et d'histoire de Genève.
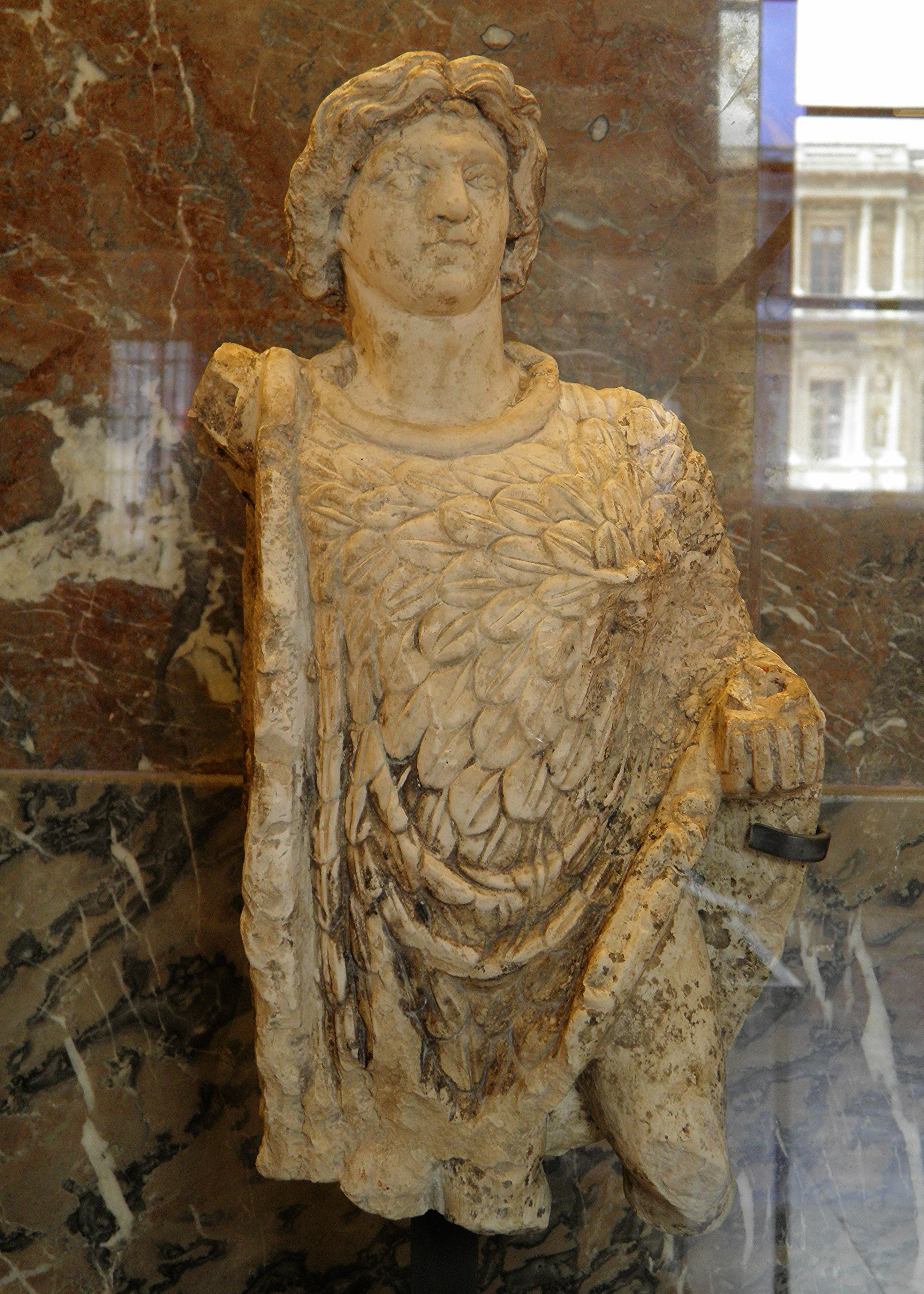
Alexandre portant l'égide, Égypte ptolémaïque, musée du Louvre.
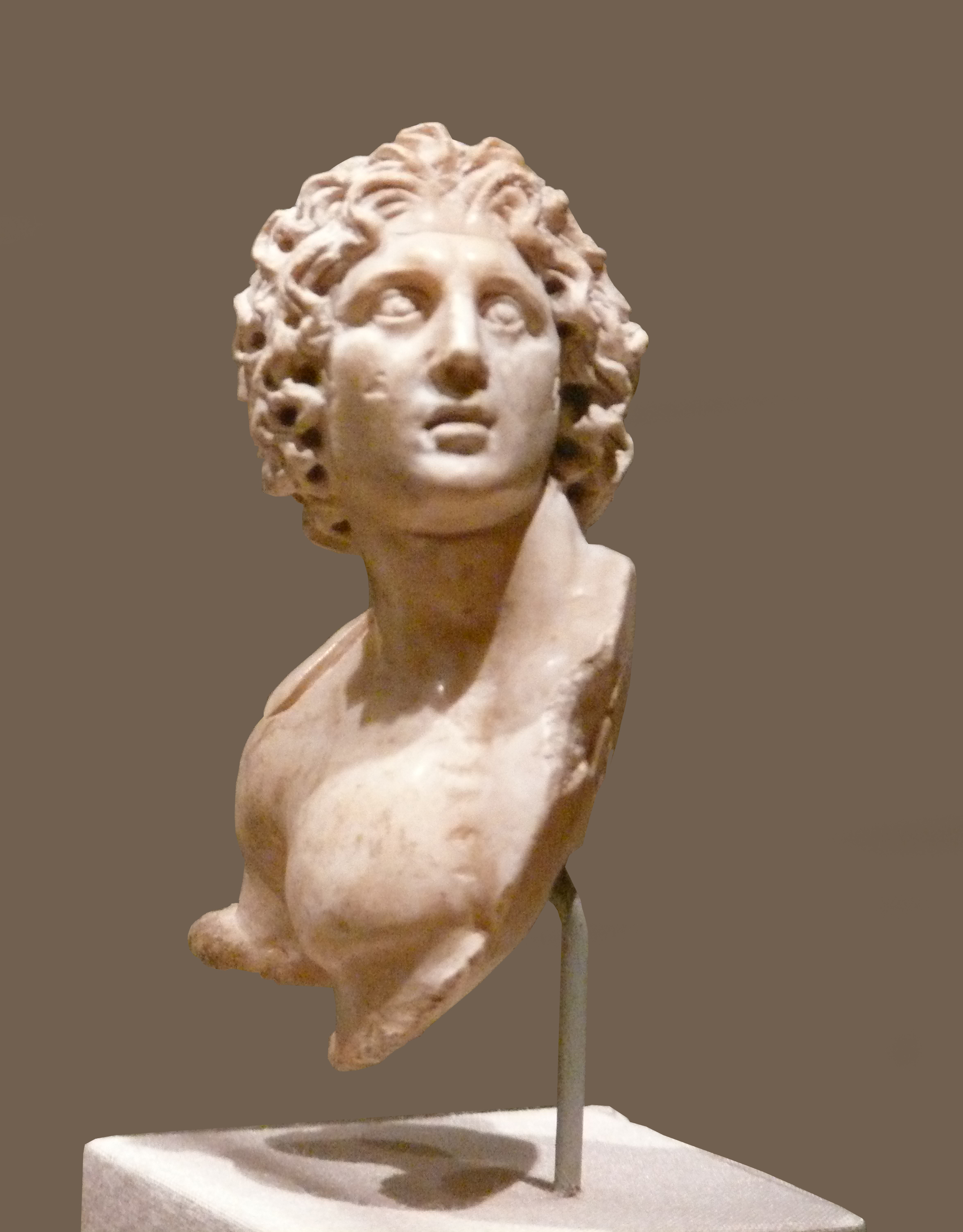
Buste d'Alexandre, Égypte ptolémaïque, vers le Ier siècle av. J.-C.
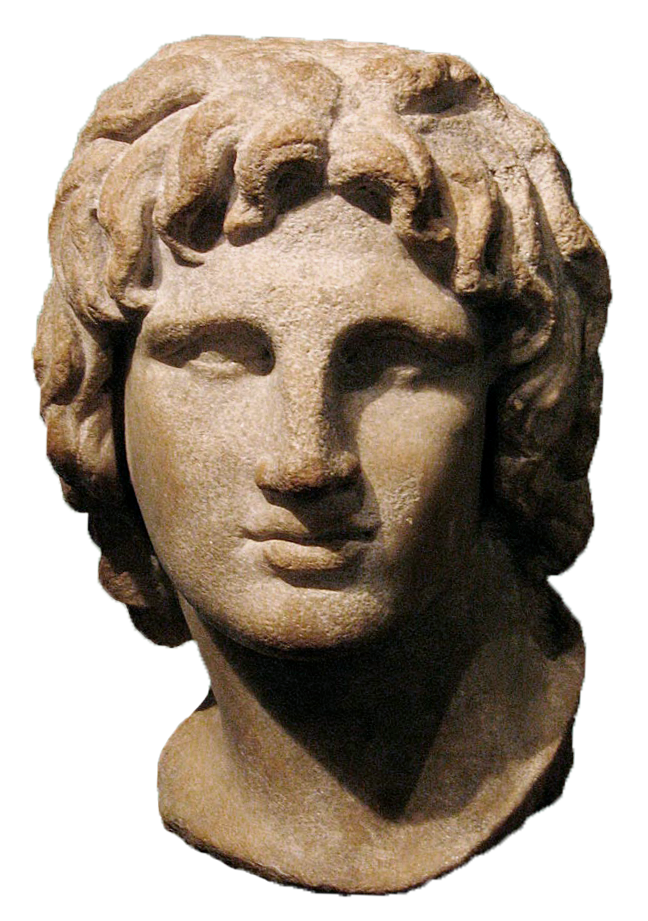
Buste d'Alexandre, vers le IIe siècle av. J.-C., British Museum.
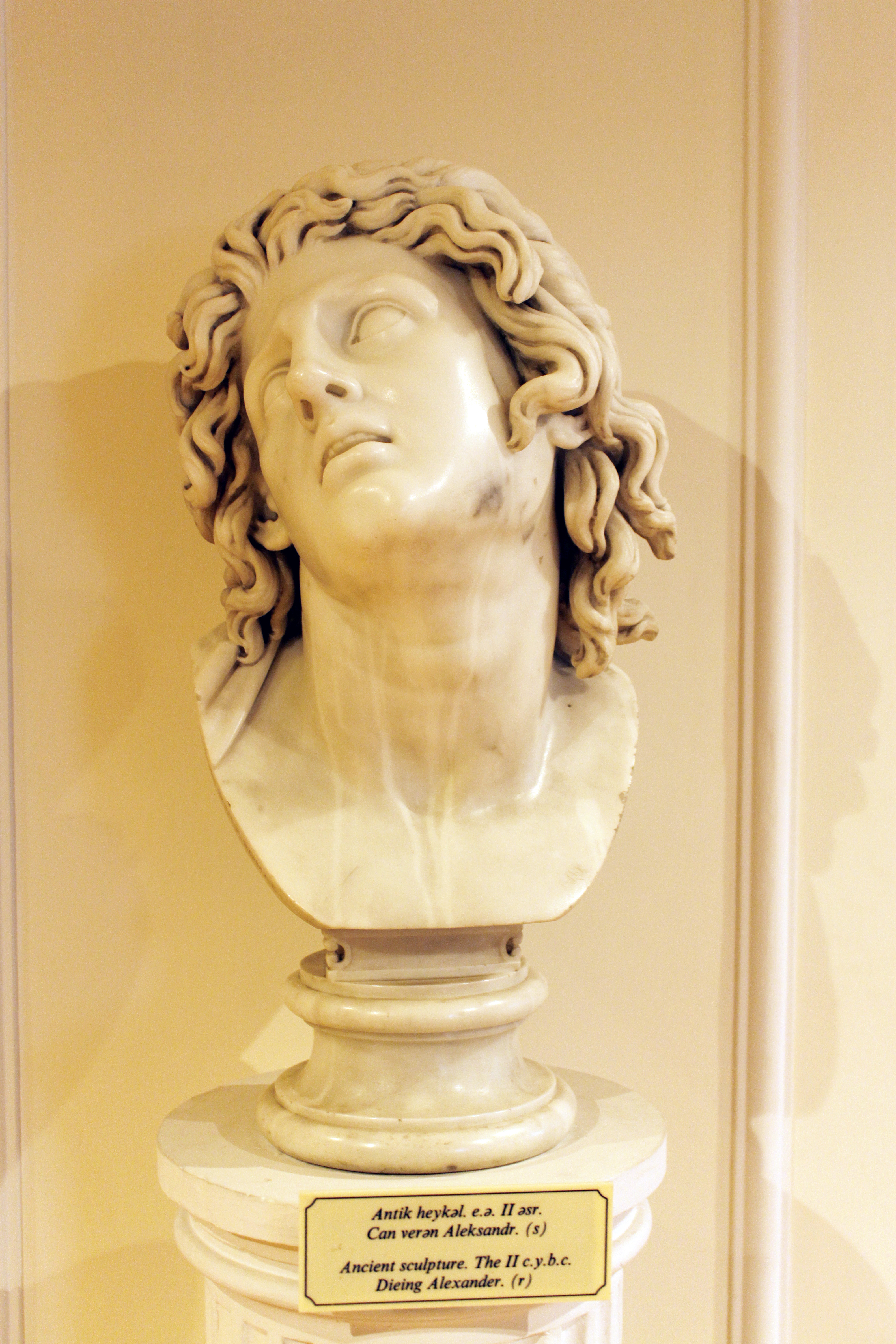
Alexandre mourant, copie romaine d'une sculpture du IIe siècle av. J.-C., musée national d'art d'Azerbaïdjan.
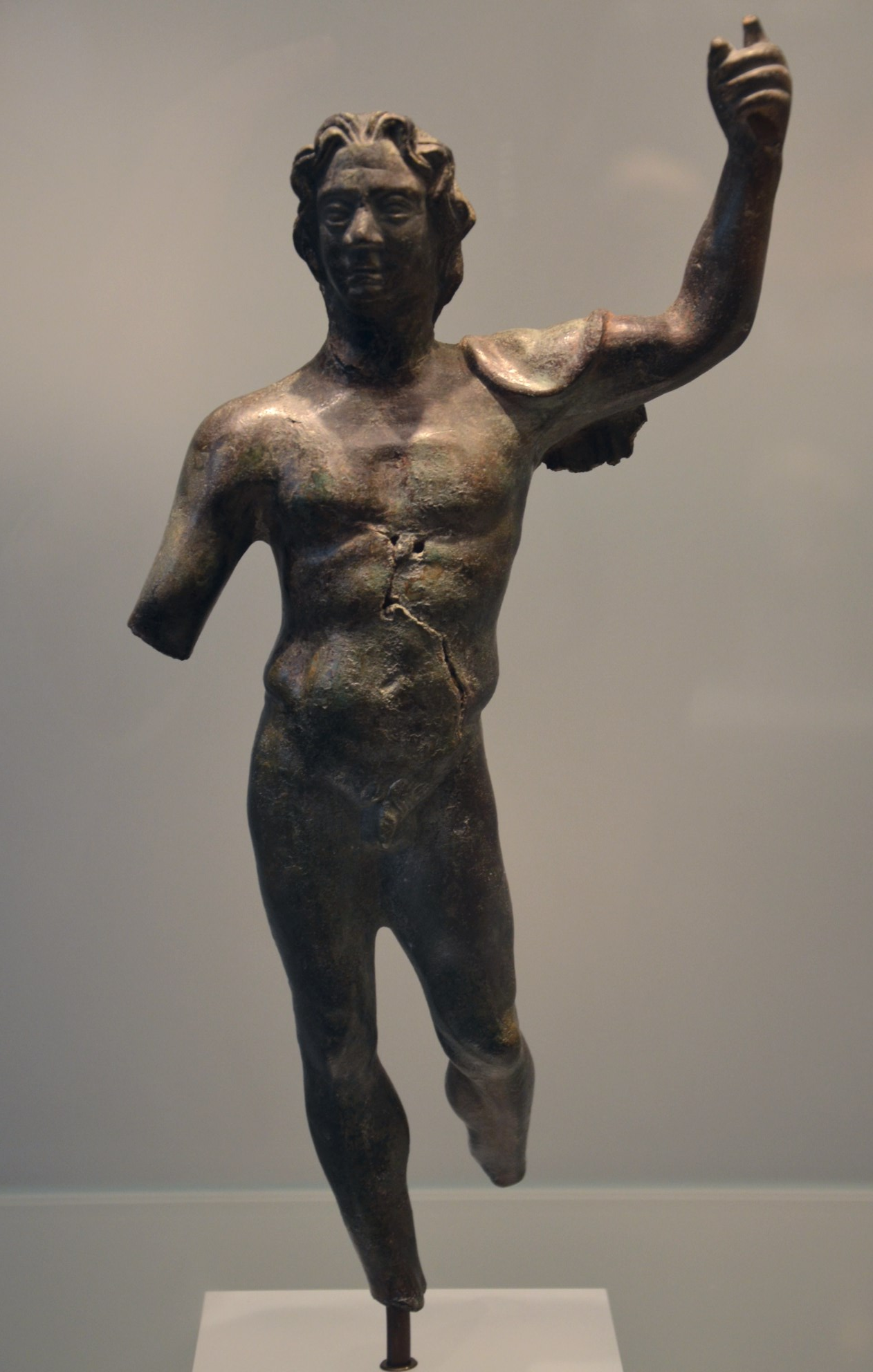
Statuette de bronze d'Alexandre, glyptothèque de Copenhague.

### Sculpture médiévale
Au Moyen Âge, la figure d'Alexandre se rencontre dans la sculpture au travers du sujet de l'« ascension d'Alexandre » qui serait monté au ciel sur un char tiré par deux griffons, comme écrit dans le Roman d'Alexandre,. Ce thème sert à illustrer le péché d'Orgueil ; car Alexandre, après un vol de sept jours, comprend que sa mission est impossible et revient sur Terre en reconnaissant son erreur. Ce thème est courant sur des ivoires, des tissus et des sculptures dans l'Empire byzantin. Le relief de la basilique Saint-Marc de Venise, une œuvre du XIe siècle originaire de Constantinople ressemble aux représentations des triomphes des empereurs romains et byzantins. Alexandre, portant le costume d’empereur byzantin, est représenté debout sur son char tiré par deux griffons. Le char monte vers le ciel grâce aux efforts des oiseaux pour attraper la nourriture qu'Alexandre tend au bout de bâtons.
Ce thème se rencontre également sur des chapiteaux romans dans l'abbaye de Conques, dans plusieurs cathédrales en Italie, comme celles de Narni et de Fidenza, et dans des églises le long du Rhin à Remagen, à Fribourg-en-Brisgau et à Bâle, mais aussi en Angleterre et en Espagne.

Sculptures représentant l'« ascension d'Alexandre »
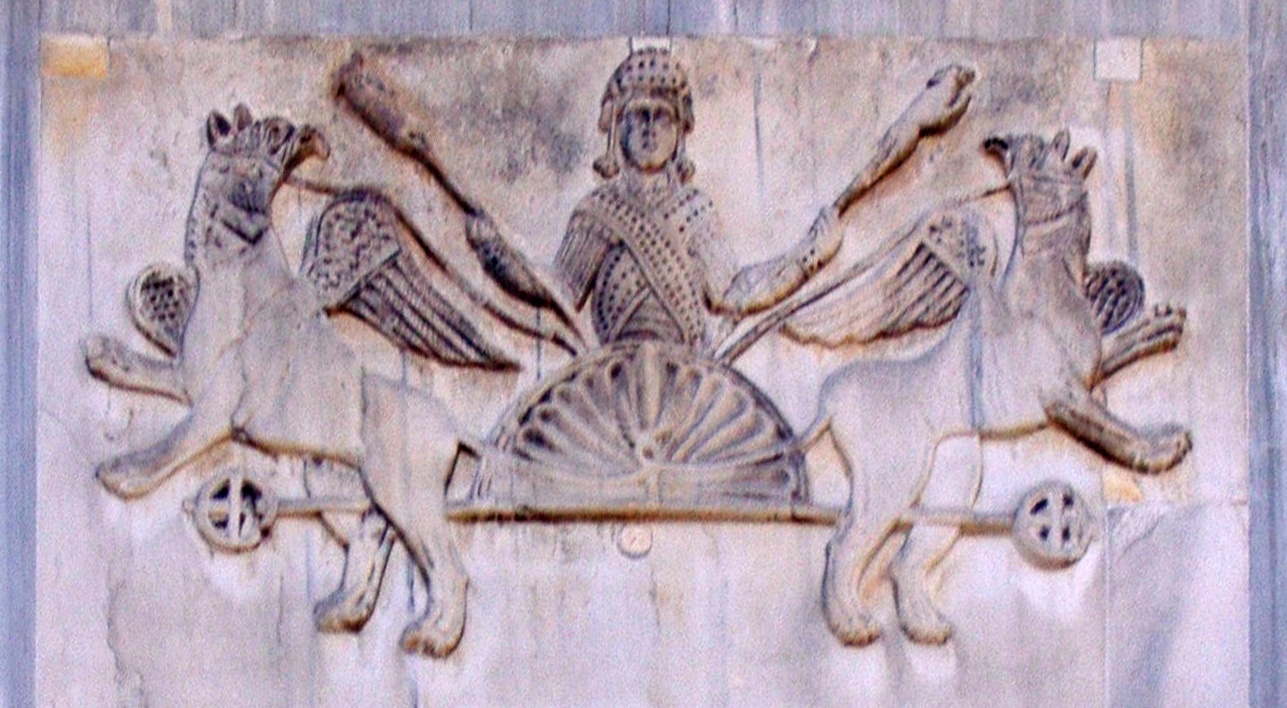
Basilique Saint-Marc, Venise, XIe siècle, originaire de Constantinople.
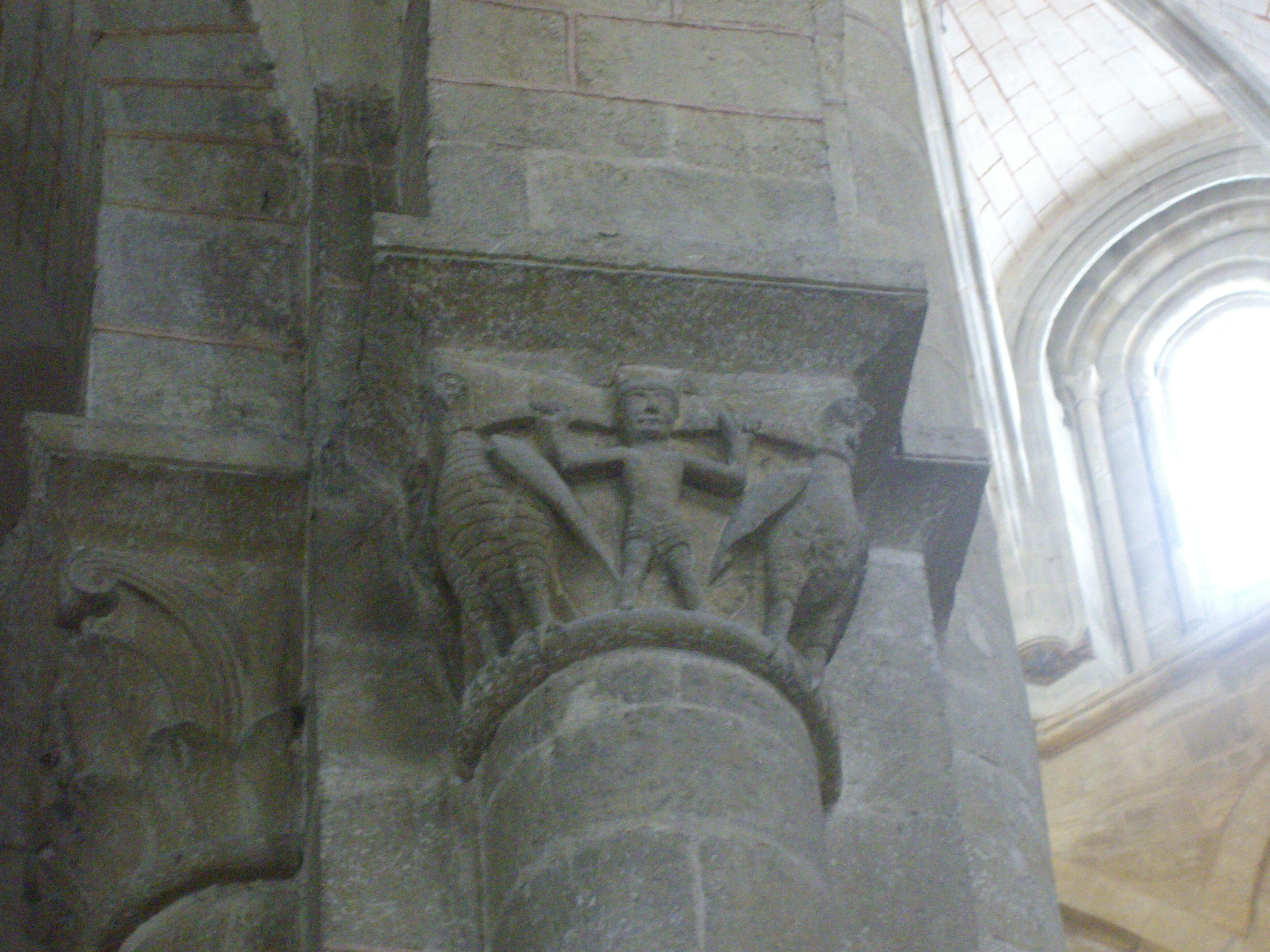
Abbaye de Conques, XIe siècle.
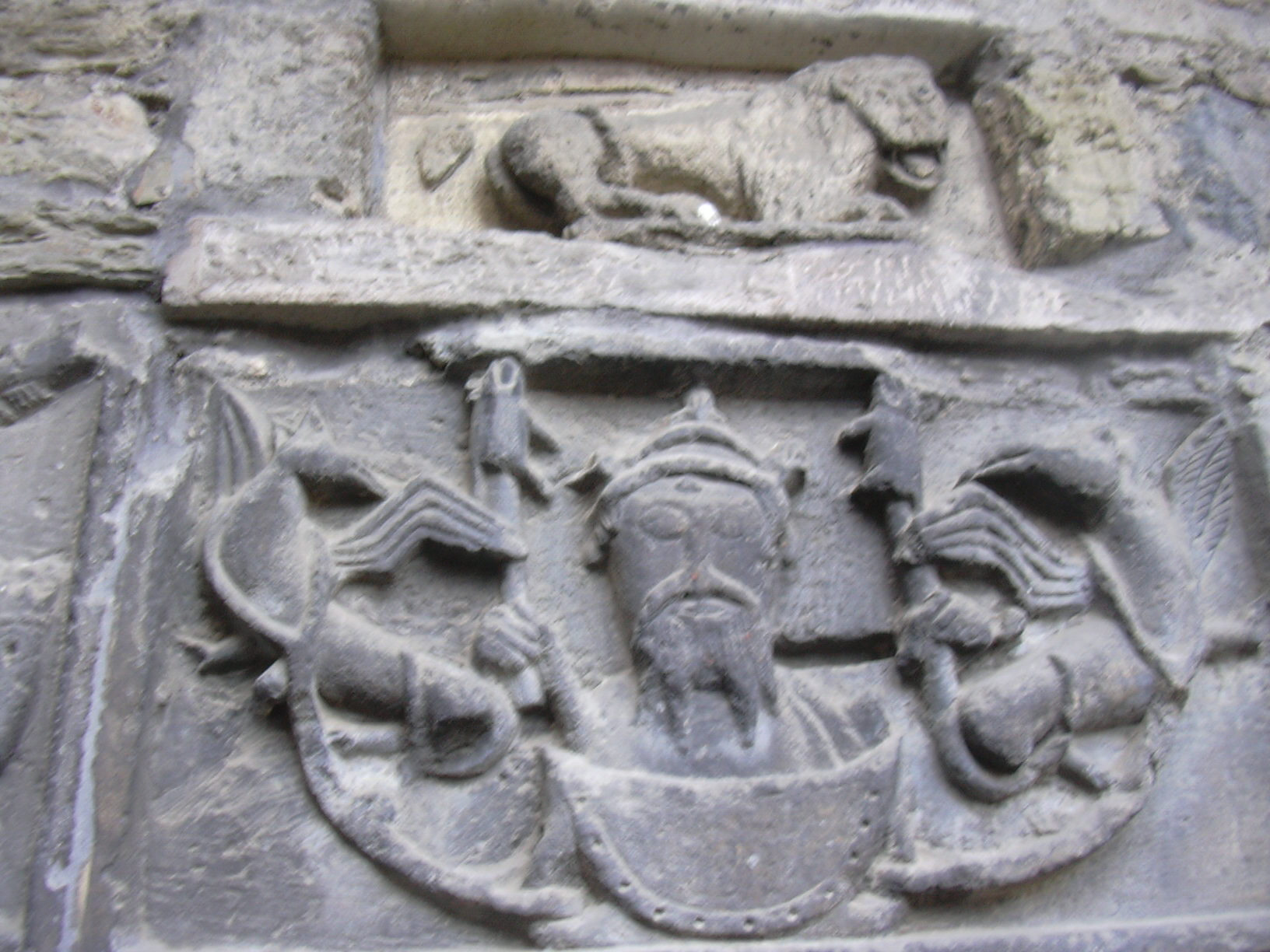
Église Saints-Pierre-et-Paul, Remagen.
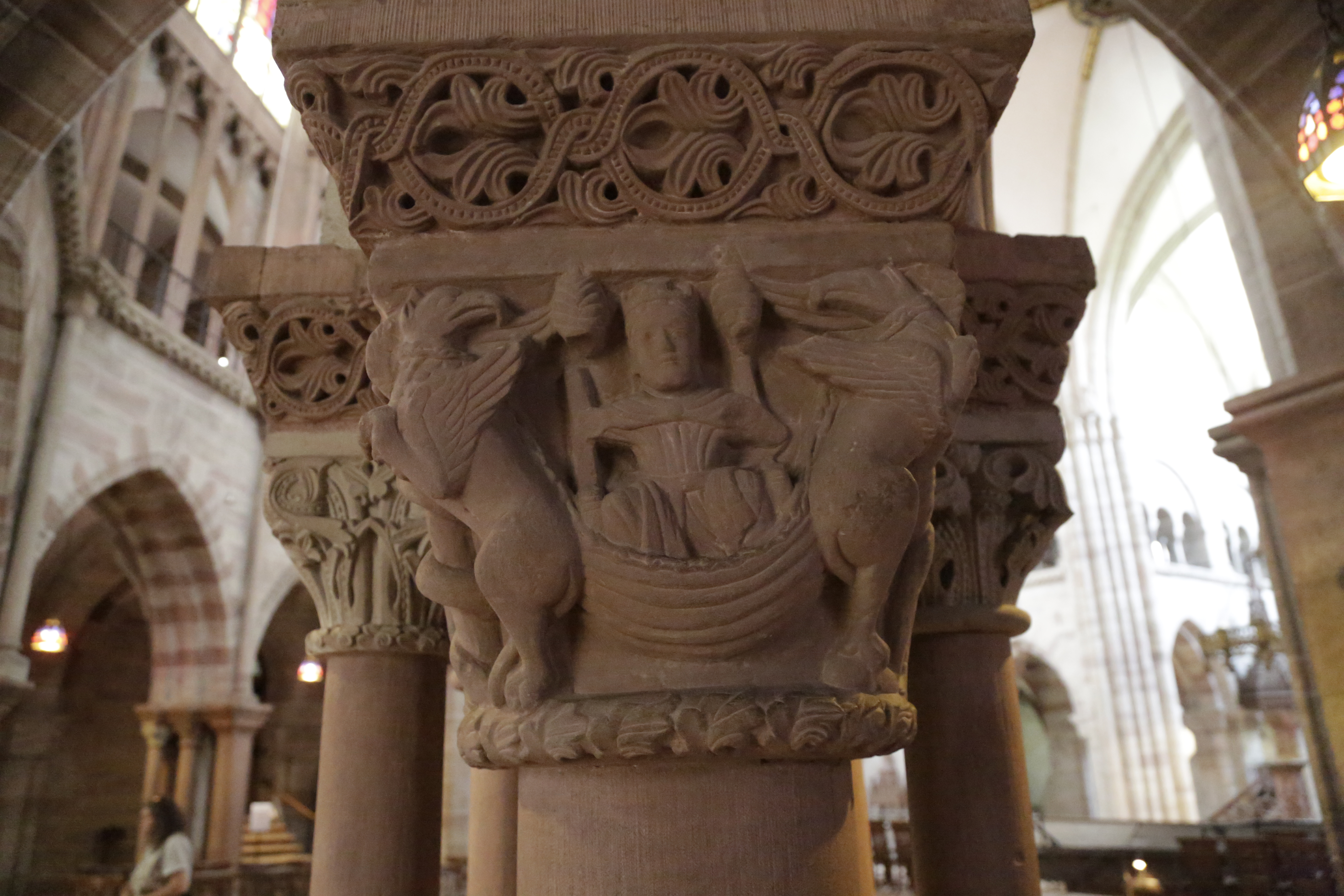
Église de Bâle.
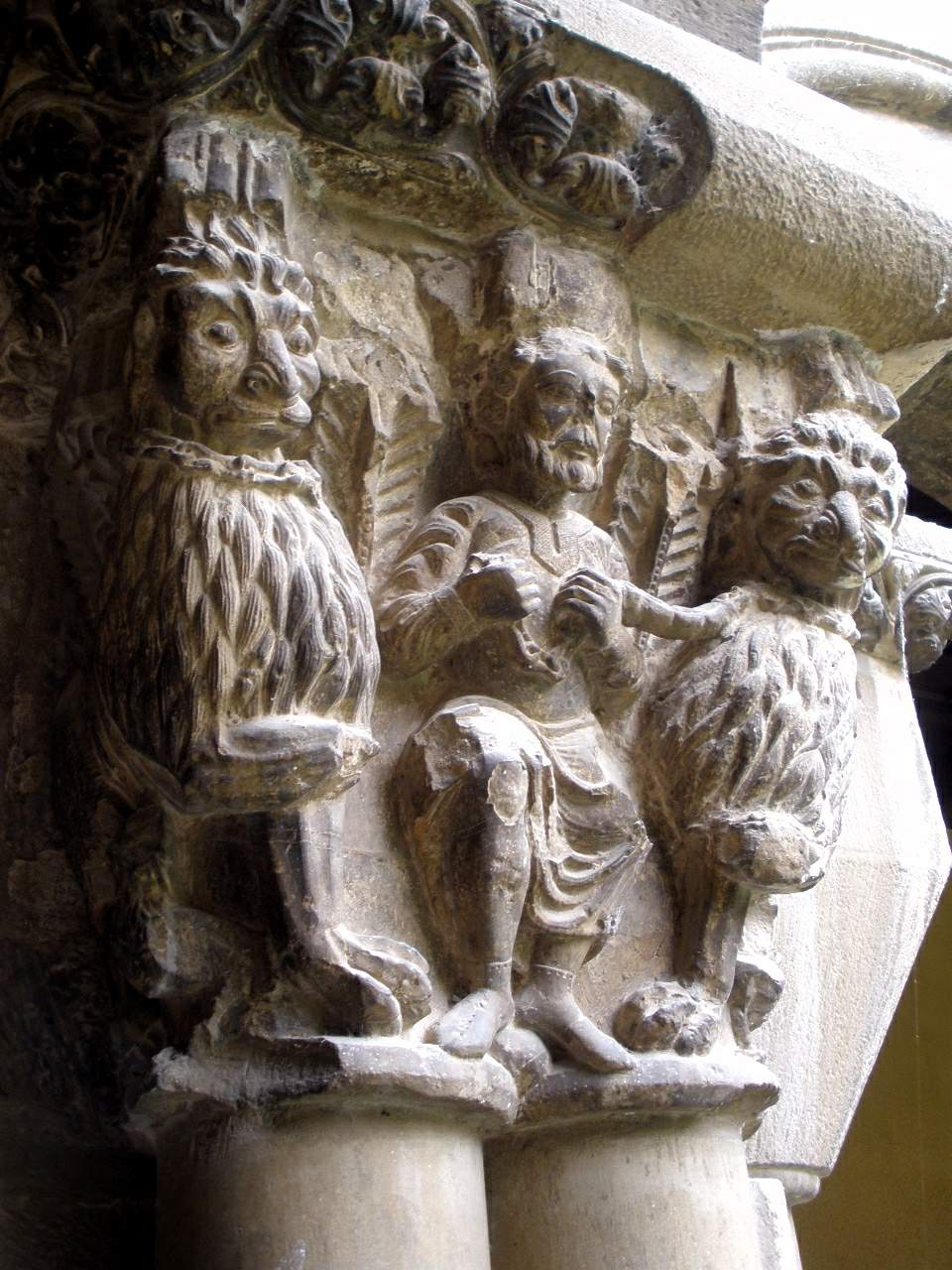
Cathédrale de Tudela.
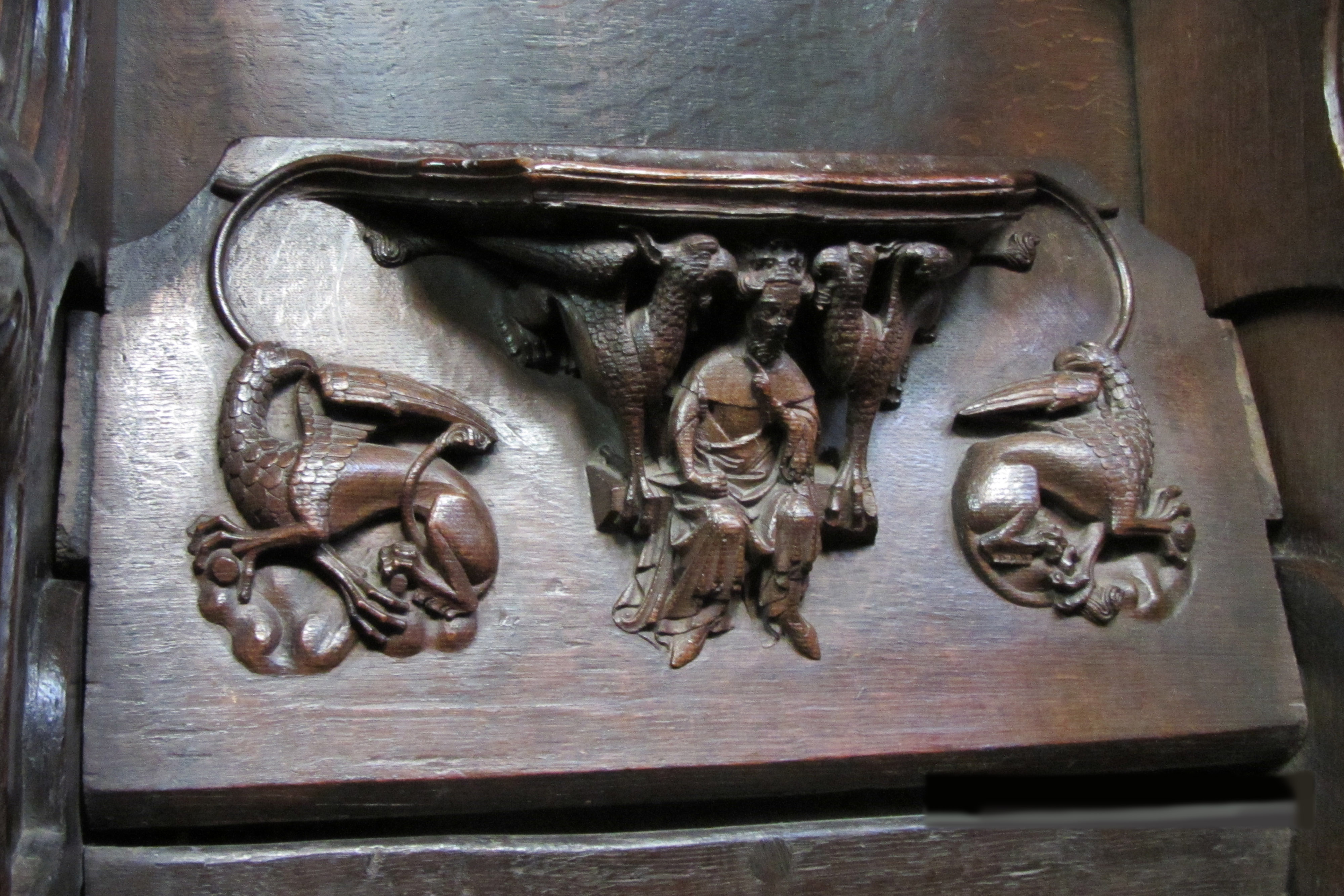
Cathédrale de Chester, XIVe siècle.

### Sculpture moderne et contemporaine
Aux XVIIe et XVIIIe siècles, Alexandre a inspiré les sculpteurs qui s'inscrivent dans le classicisme comme Pierre Puget ; il est aussi représenté sur des bas-reliefs.

Sculptures et bas-reliefs représentant Alexandre
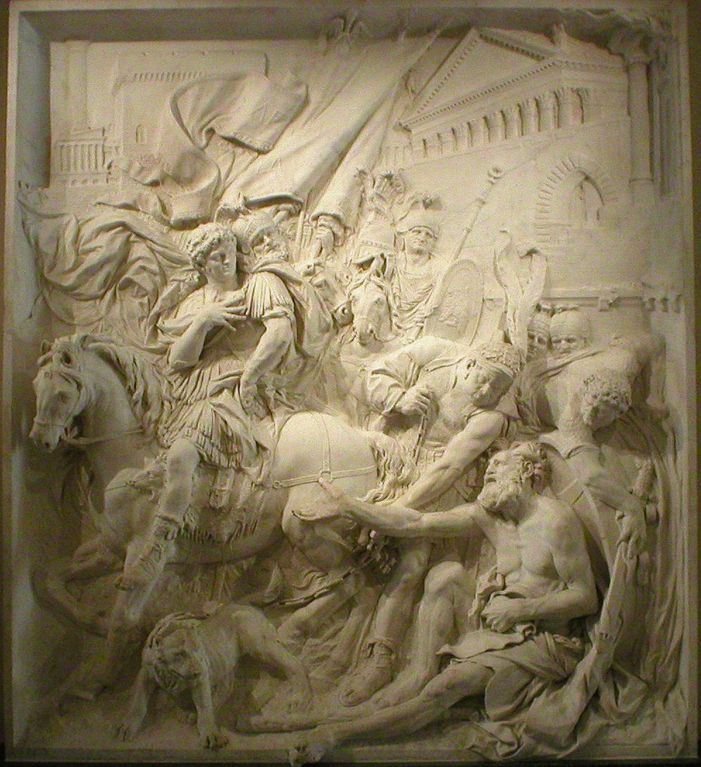
Alexandre et Diogène, Pierre Puget, 1689, musée du Louvre.
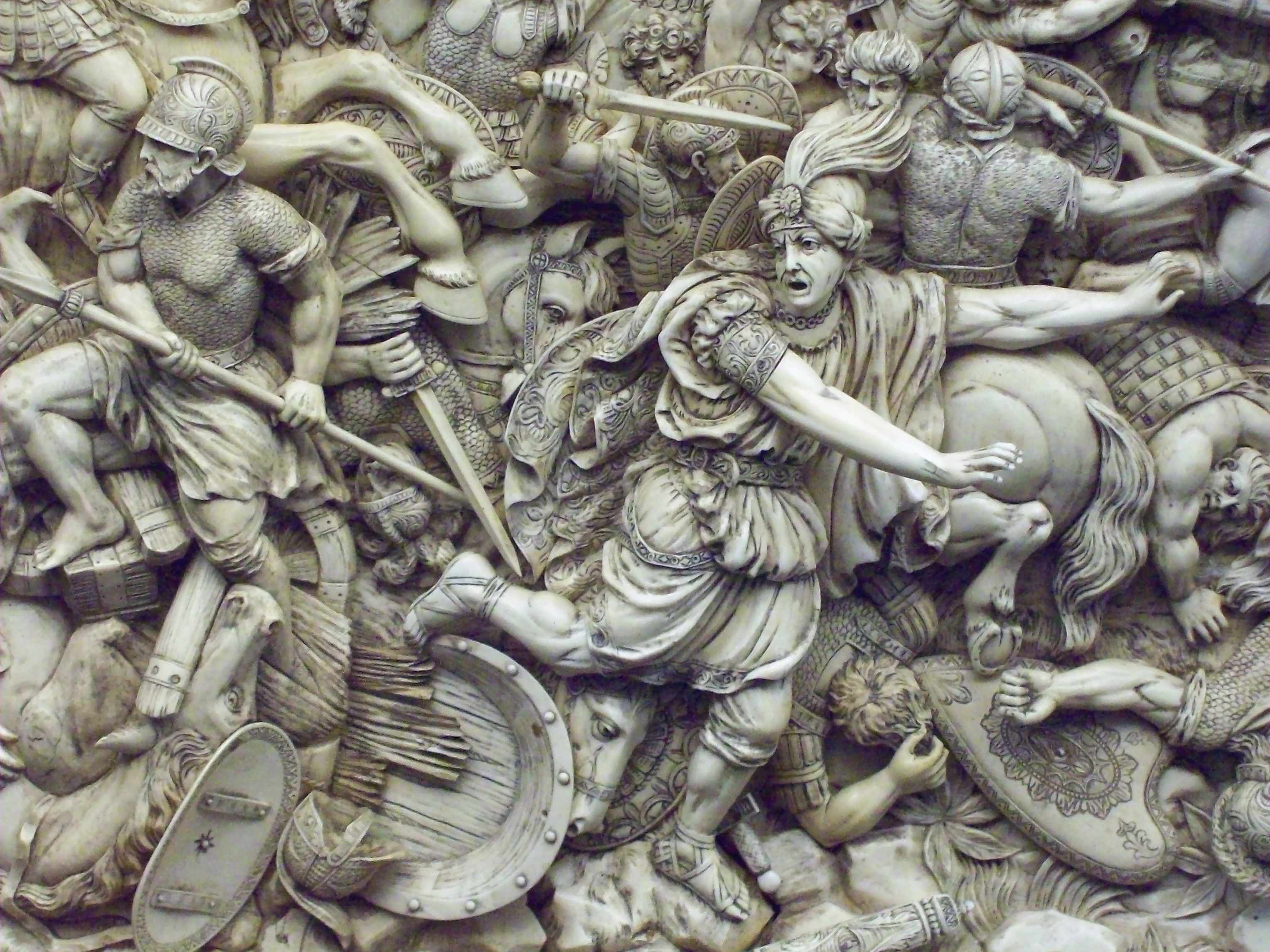
Détail de la Bataille de Gaugamèles, XVIIIe siècle, musée archéologique de Madrid.
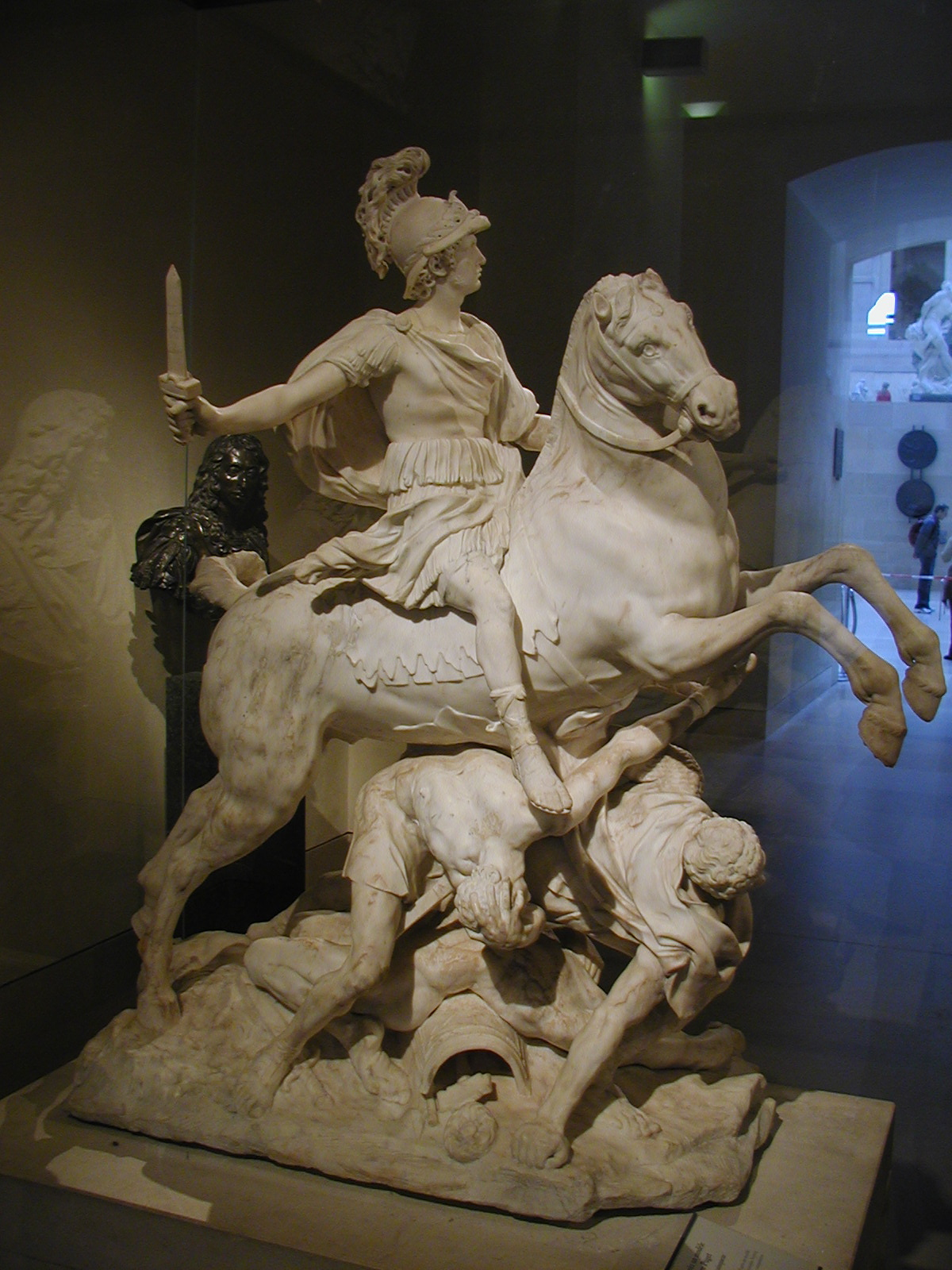
Alexandre vainqueur, XVIIe siècle, musée du Louvre.
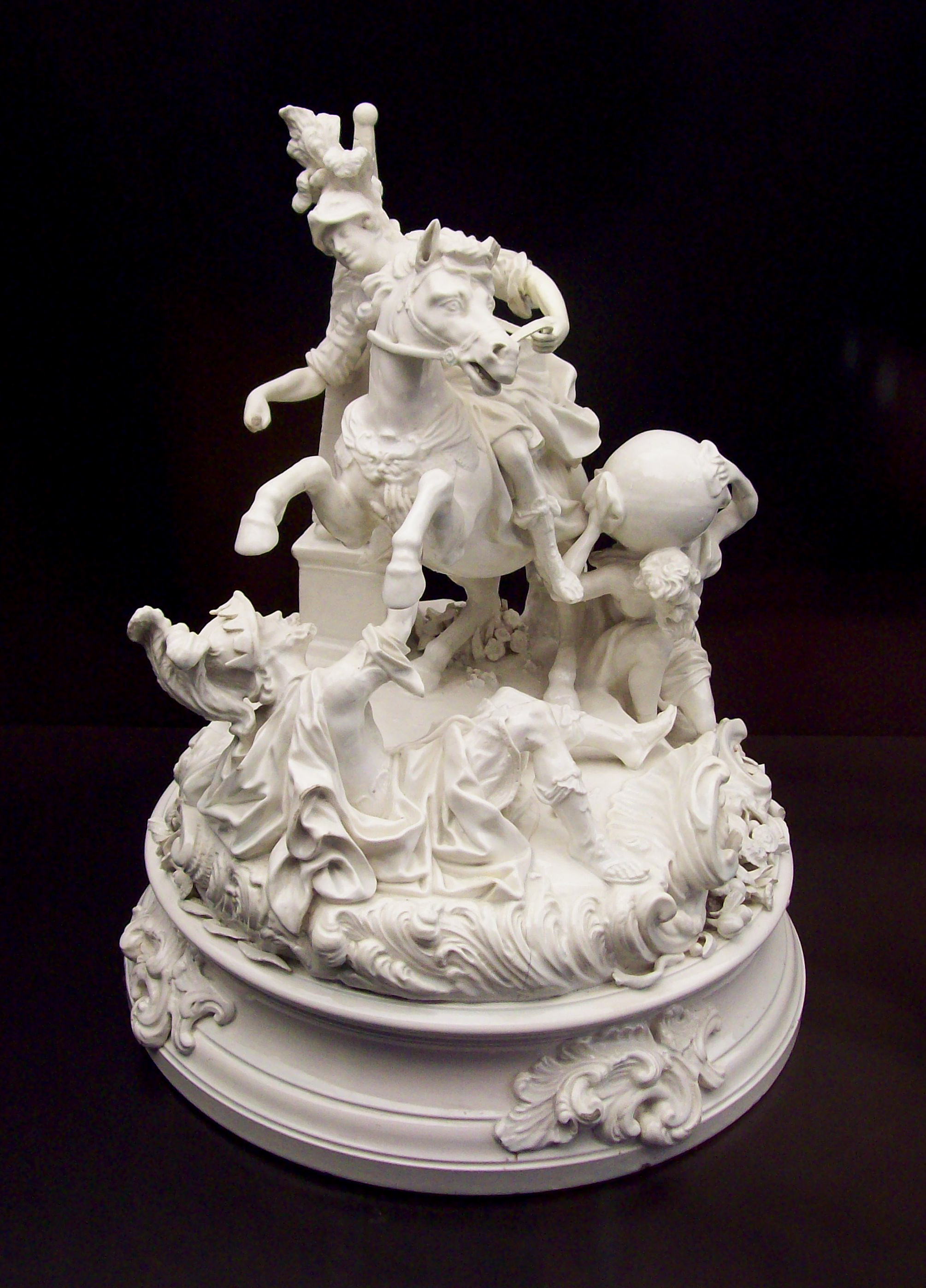
Porcelaine représentant Alexandre chevauchant Bucéphale, entre 1763 et 1765.
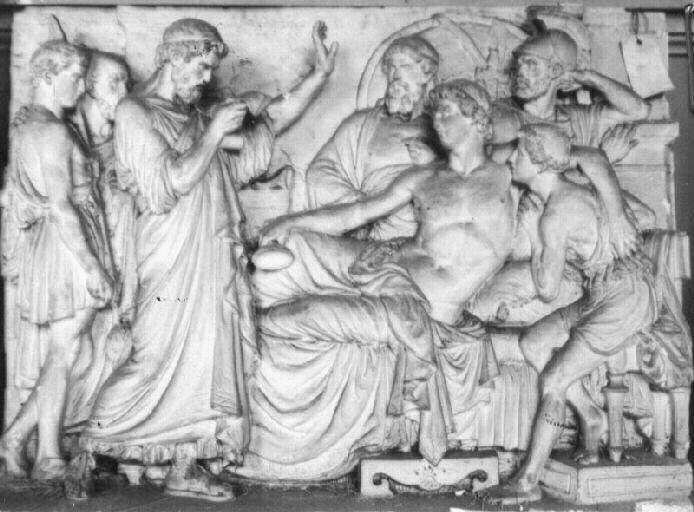
Alexandre buvant tandis que son médecin Philippe lit la lettre de Parménion, André-Joseph Allar, 1869.
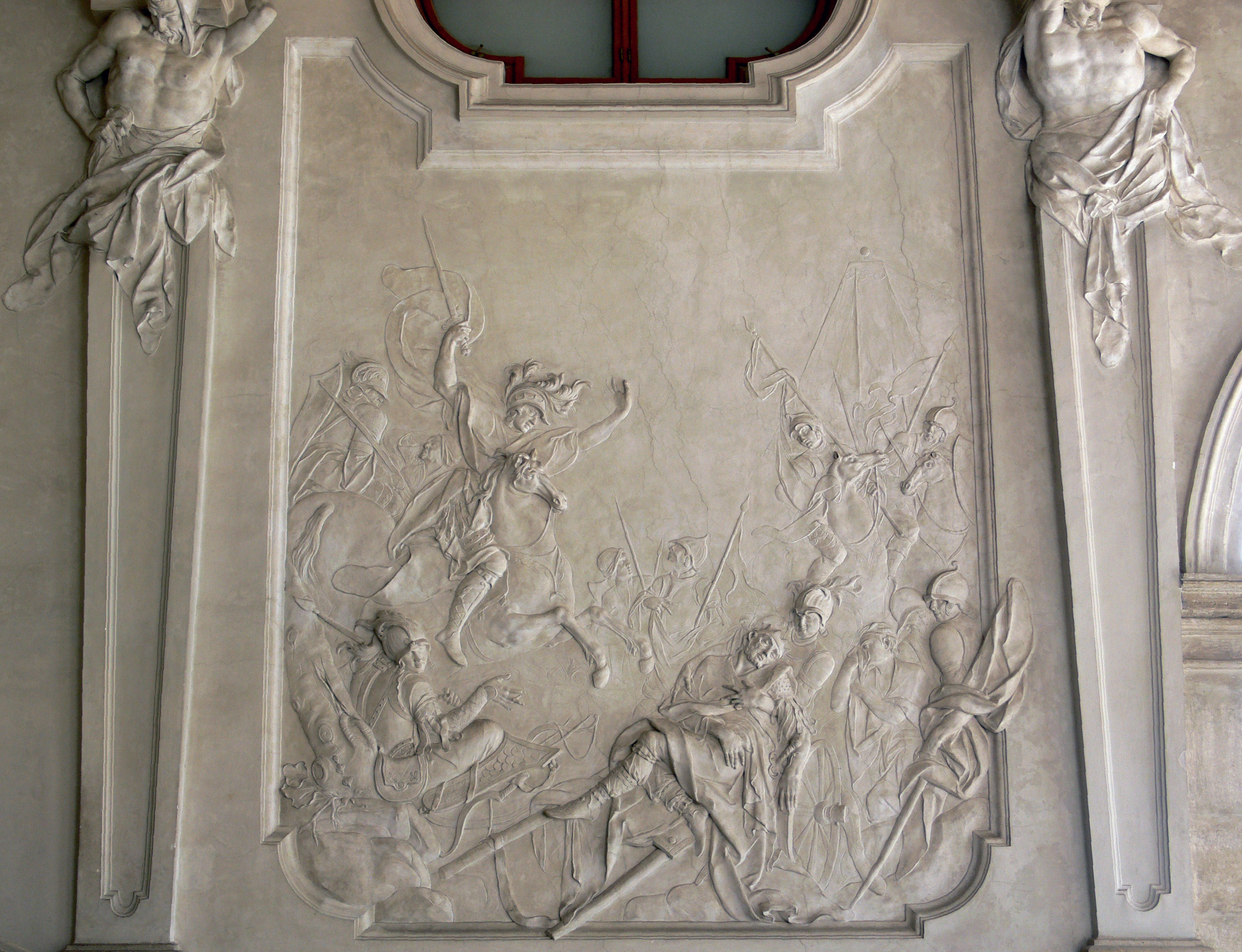
Scène représentant Alexandre, Theodor Friedl, 1898, palais du Belvédère, Vienne.
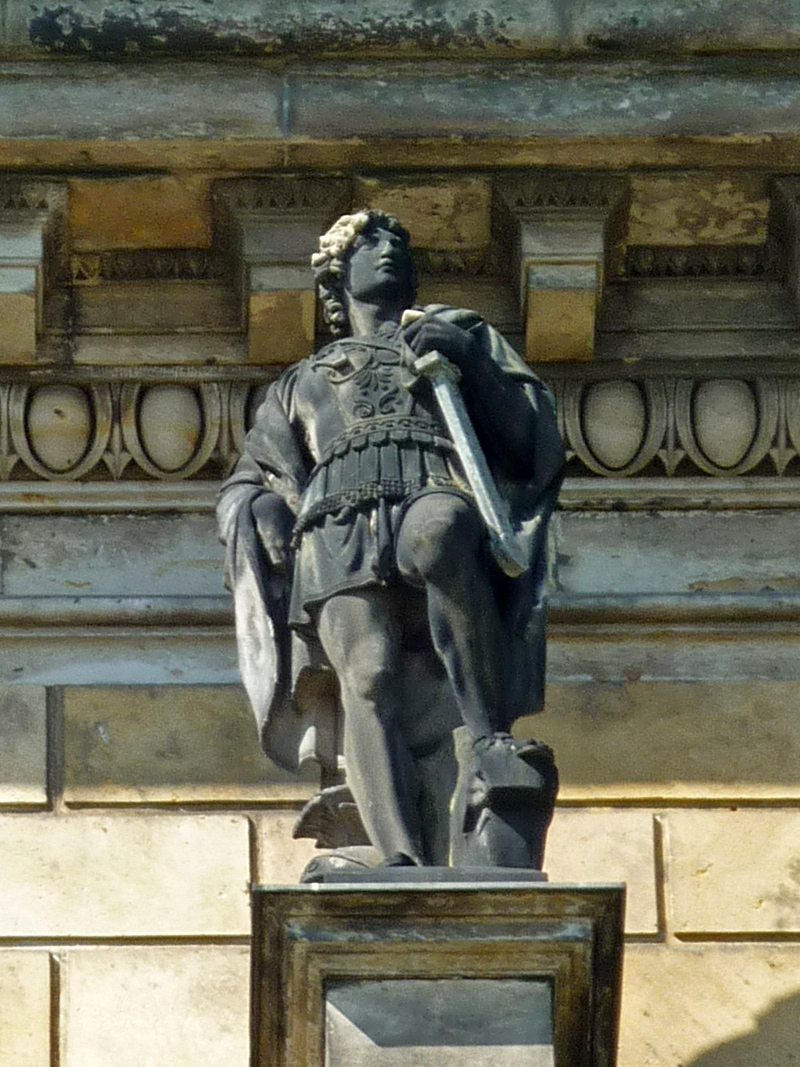
Alexandre par Ernst Hähnel, XIXe siècle.
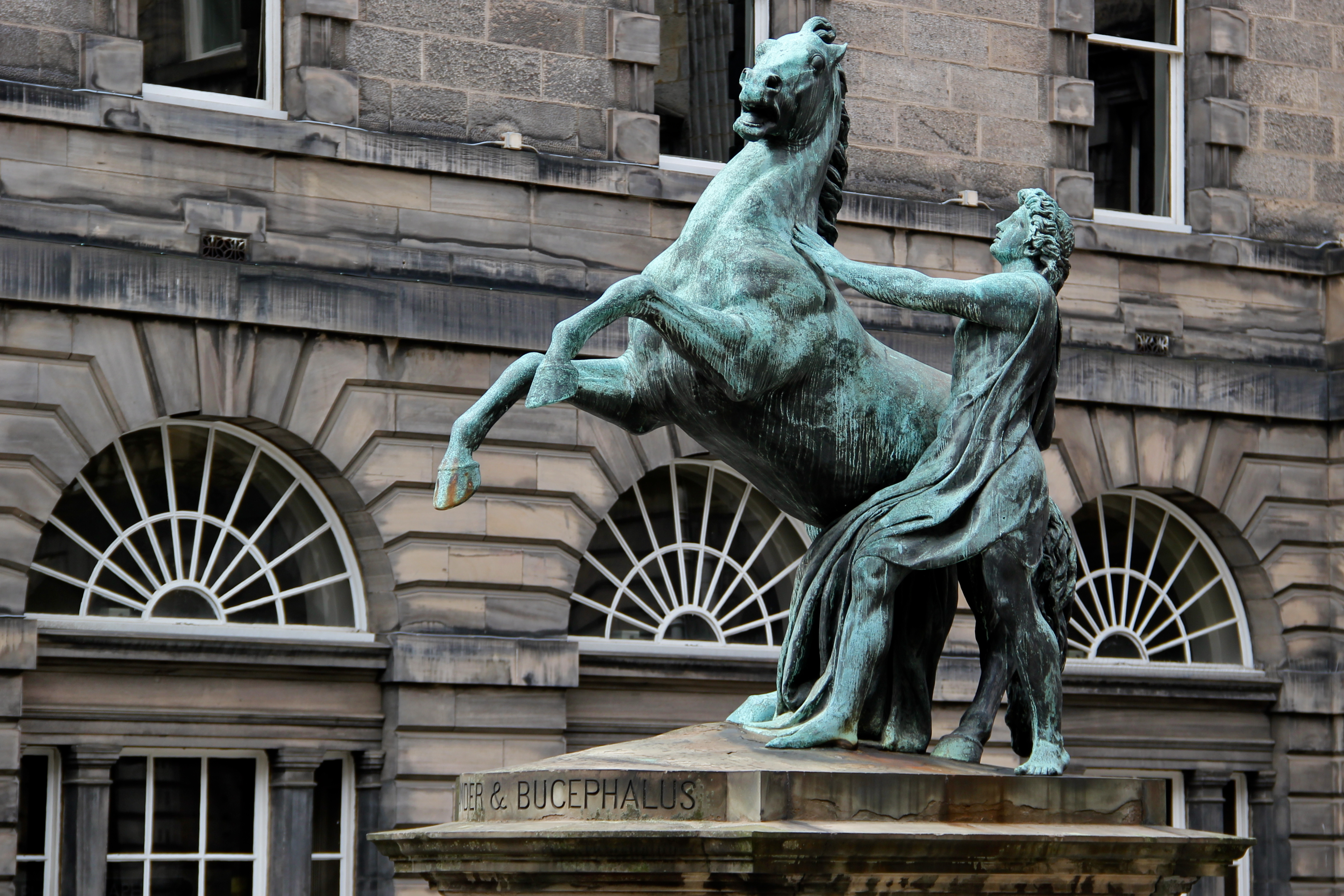
Alexandre et Bucéphale, John Steell, XIXe siècle, Édimbourg.

## Joaillerie et médaille

Camées, médailles et vaisselles représentant Alexandre
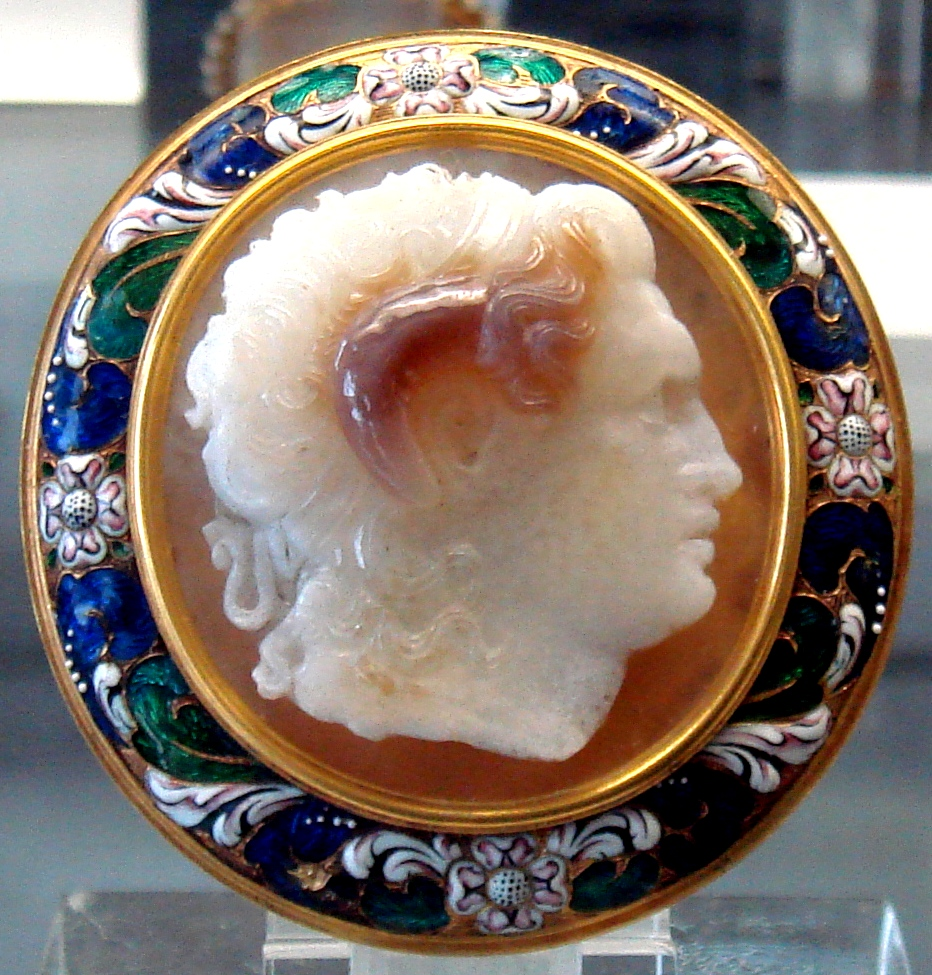
Camée à l'effigie d'Alexandre portant les cornes d'Ammon, vers 325 av. J.-C., cabinet des médailles (BNF).
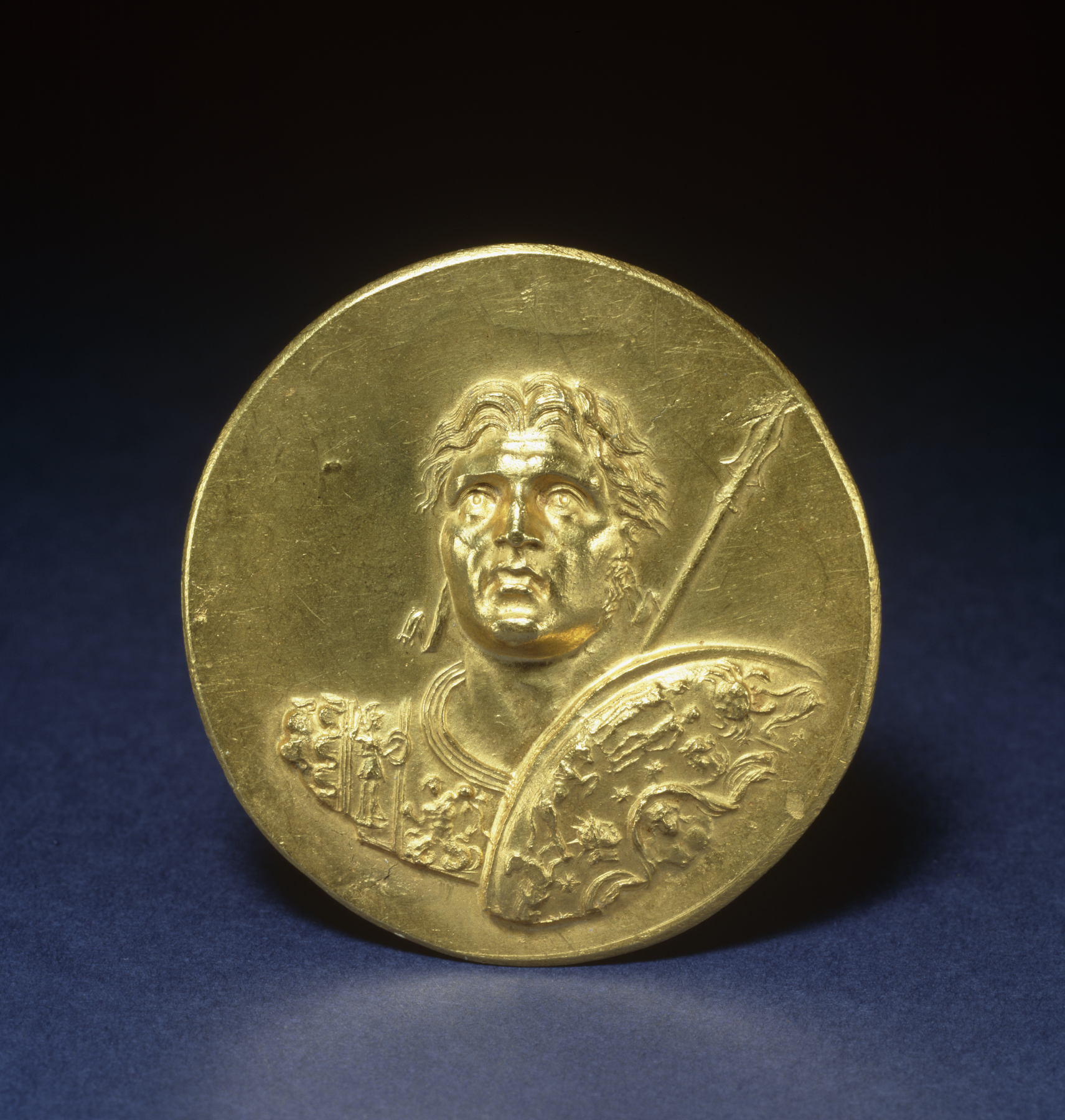
Avers d'un médaillon à l'effigie d'Alexandre portant une armure ornée d'une figure d'Athéna et un bouclier orné de symboles zodiacaux, époque romaine, IIIe siècle, Walters Art Museum.
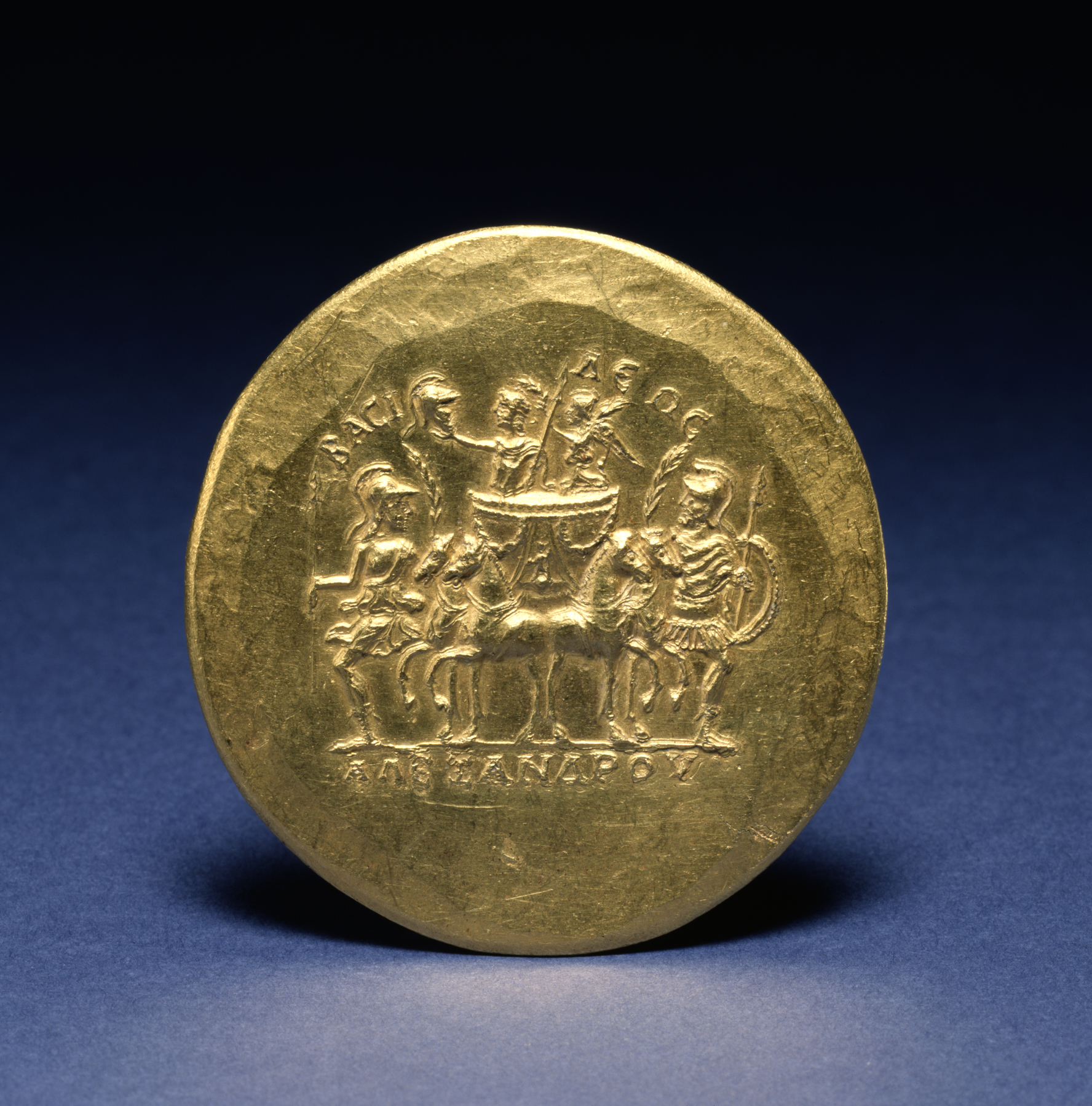
Revers d'un médaillon à l'effigie d'Alexandre et de Niké montés sur un char, flanqués de Roma et Mars.
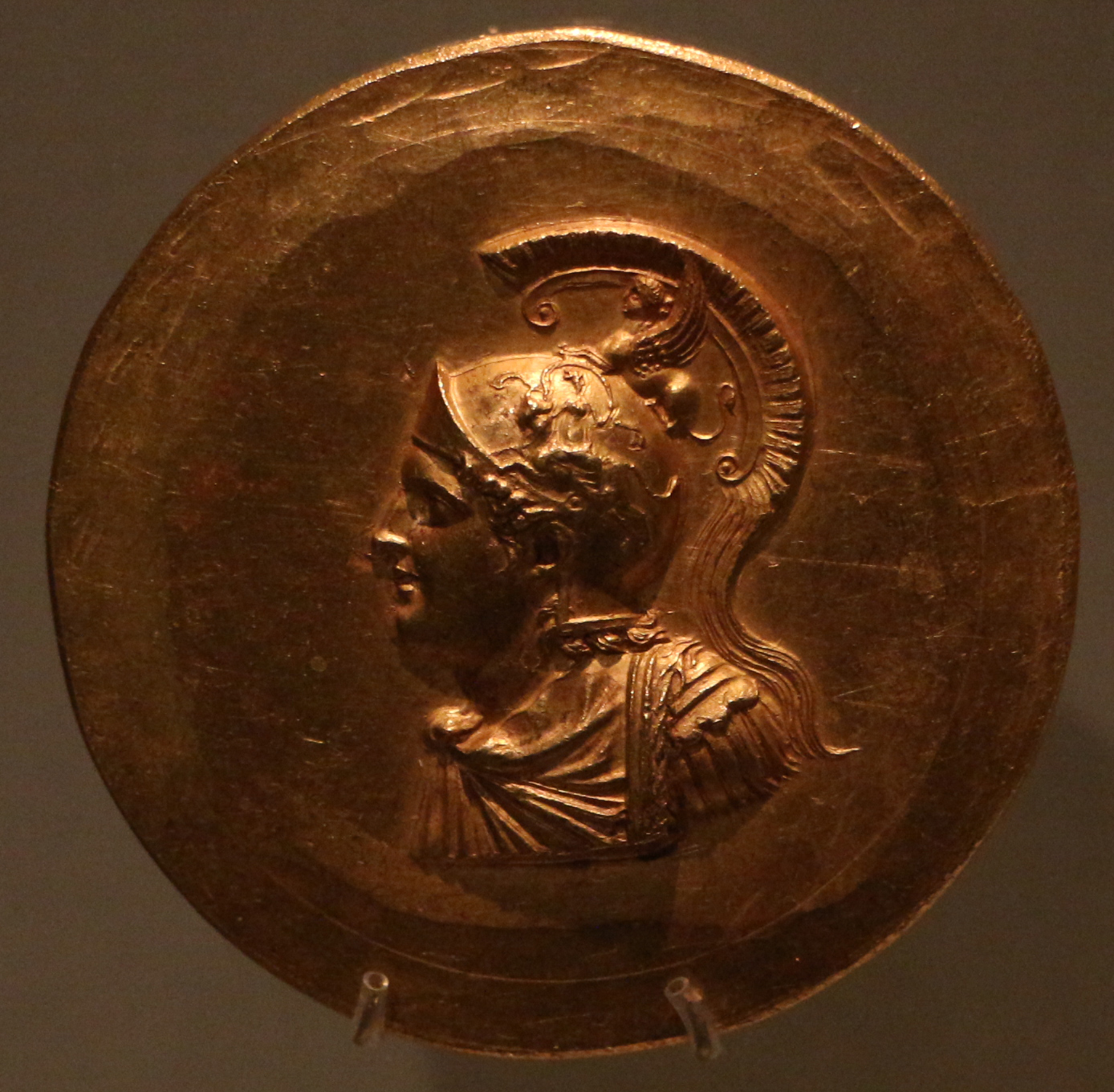
Médaillon d'or du trésor d'Aboukir à l'effigie d'Alexandre portant une armure et un casque attique, époque romaine, Musée Calouste-Gulbenkian, Lisbonne.
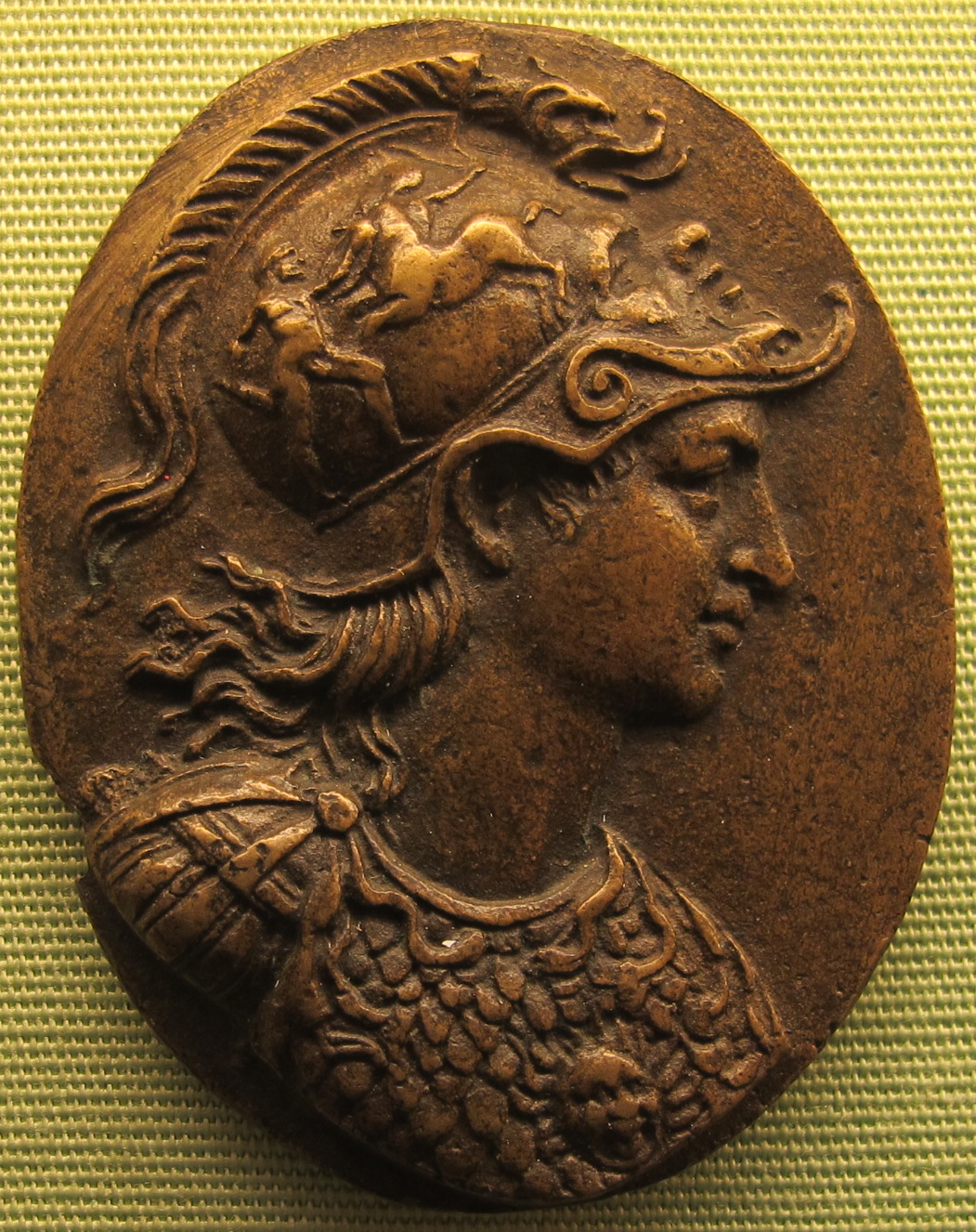
Médaillon à l'effigie d'Alexandre, XVIe siècle.
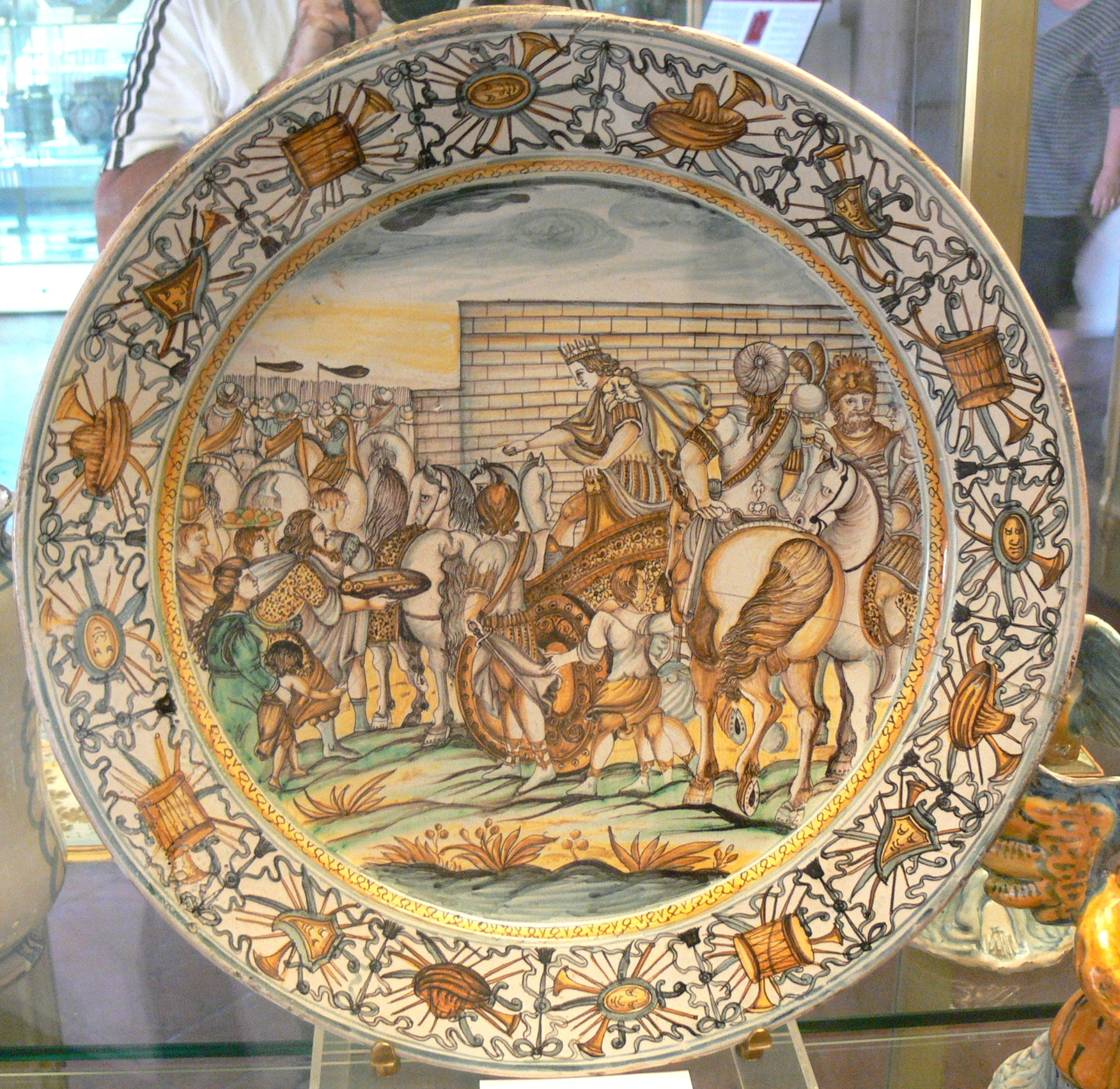
Assiette représentant Alexandre, XVIIe siècle, musée national du Bargello, Florence.

## Peinture

### Peinture antique et mosaïque
Les peintures réalisées du vivant d'Alexandre, comme celles d'Apelle, de Philoxène d'Érétrie et d'Aristide de Thèbes, ou peu après sa mort, comme celles d'Hélène d'Égypte, ont toutes disparu. La tombe de Philippe II mise au jour dans la nécropole royale de l'antique Aigéai, montre une scène de chasse peinte sur une fresque ; il pourrait s'agir du jeune Alexandre aux côtés de son père. Les mosaïques de la chasse au lion et de la chasse au cerf, découvertes dans des maisons à Pella, représentent très vraisemblablement Alexandre en compagnie de ses favoris, Héphaistion et Cratère ; elles datent du dernier quart du IVe siècle av. J.-C. et pour la dernière serait une représentation d'une sculpture originale de Lysippe commandée par le fils de Cratère.
La célèbre mosaïque d'Alexandre, qui montre Alexandre combattant Darius III, provient de la maison du Faune à Pompéi. Elle daterait de la fin du IIe siècle av. J.-C. et aurait pour modèle une peinture originale de la deuxième moitié du IIIe siècle av. J.-C. selon l'hypothèse dominante. Elle représente la bataille d'Issos selon la théorie traditionnelle, soit selon une autre théorie la bataille de Gaugamèles, ou alors il s'agit d'un archétype des victoires d'Alexandre,. Selon les hypothèses dominantes, cette peinture est attribuée à Philoxène d'Érétrie, qui aurait aussi peint certaines fresques de la tombe de Philippe, ou à Apelle, le peintre officiel d'Alexandre,. 
Des mosaïques ont été réalisées à l'époque médiévale, notamment dans les cathédrales d'Otrante, de Trani et de de Tarente dans les Pouilles. Elles s'inspirent de légendes issues du Pseudo-Callisthène à l'origine du Roman d'Alexandre.

Peintures et mosaïques représentant Alexandre
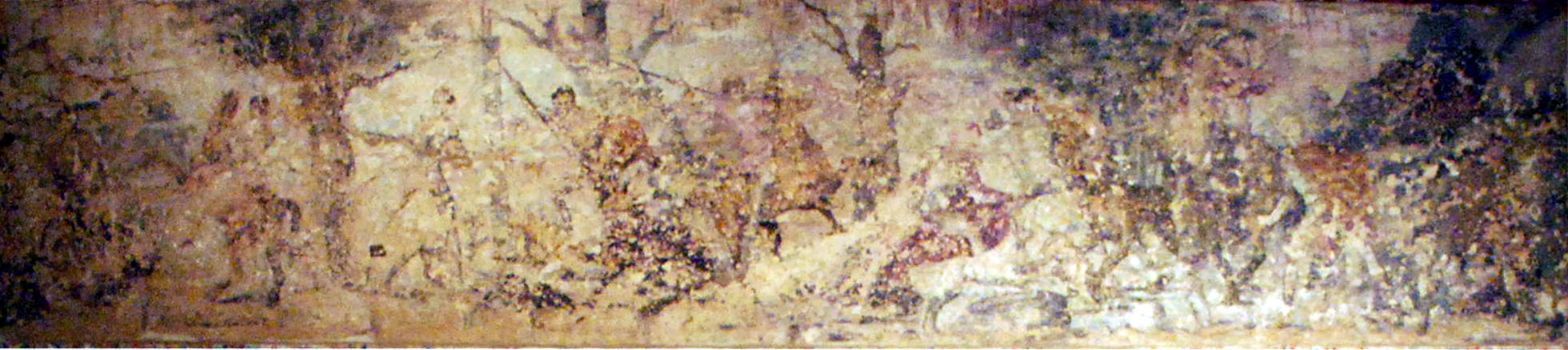
Scène de chasse représentant probablement au centre Alexandre à cheval, tombe de Philippe II, Aigéai.
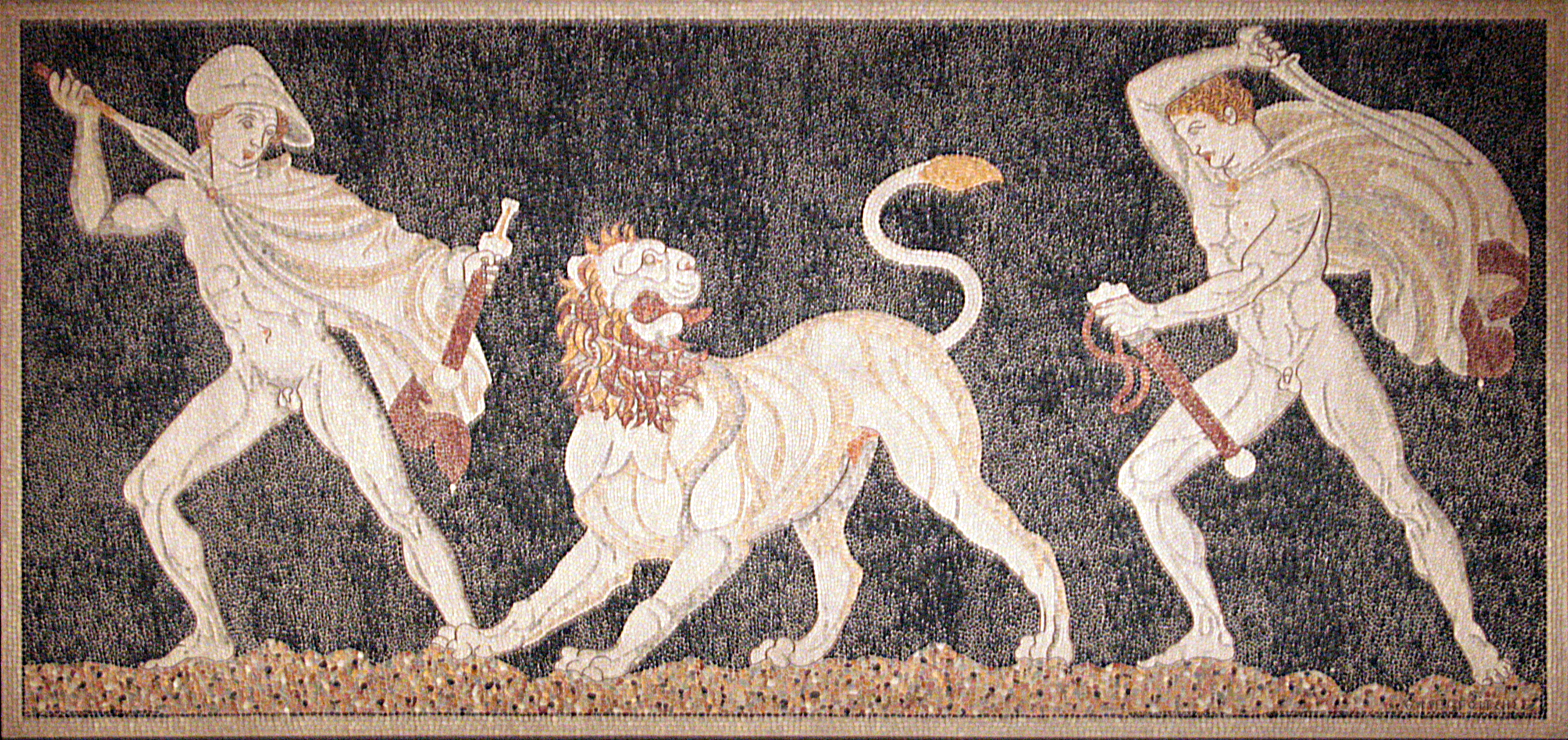
Alexandre et Cratère dans une scène de chasse au lion, musée archéologique de Pella.
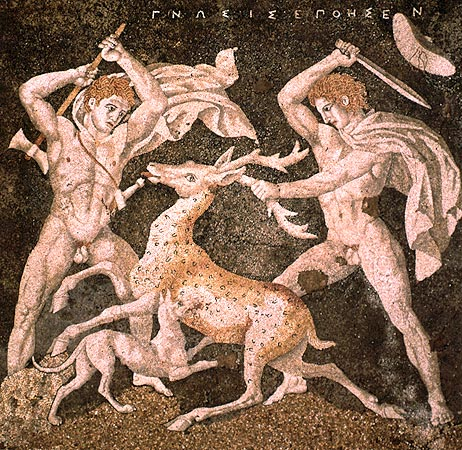
Alexandre et Héphaistion dans une scène de chasse au cerf, musée archéologique de Pella.
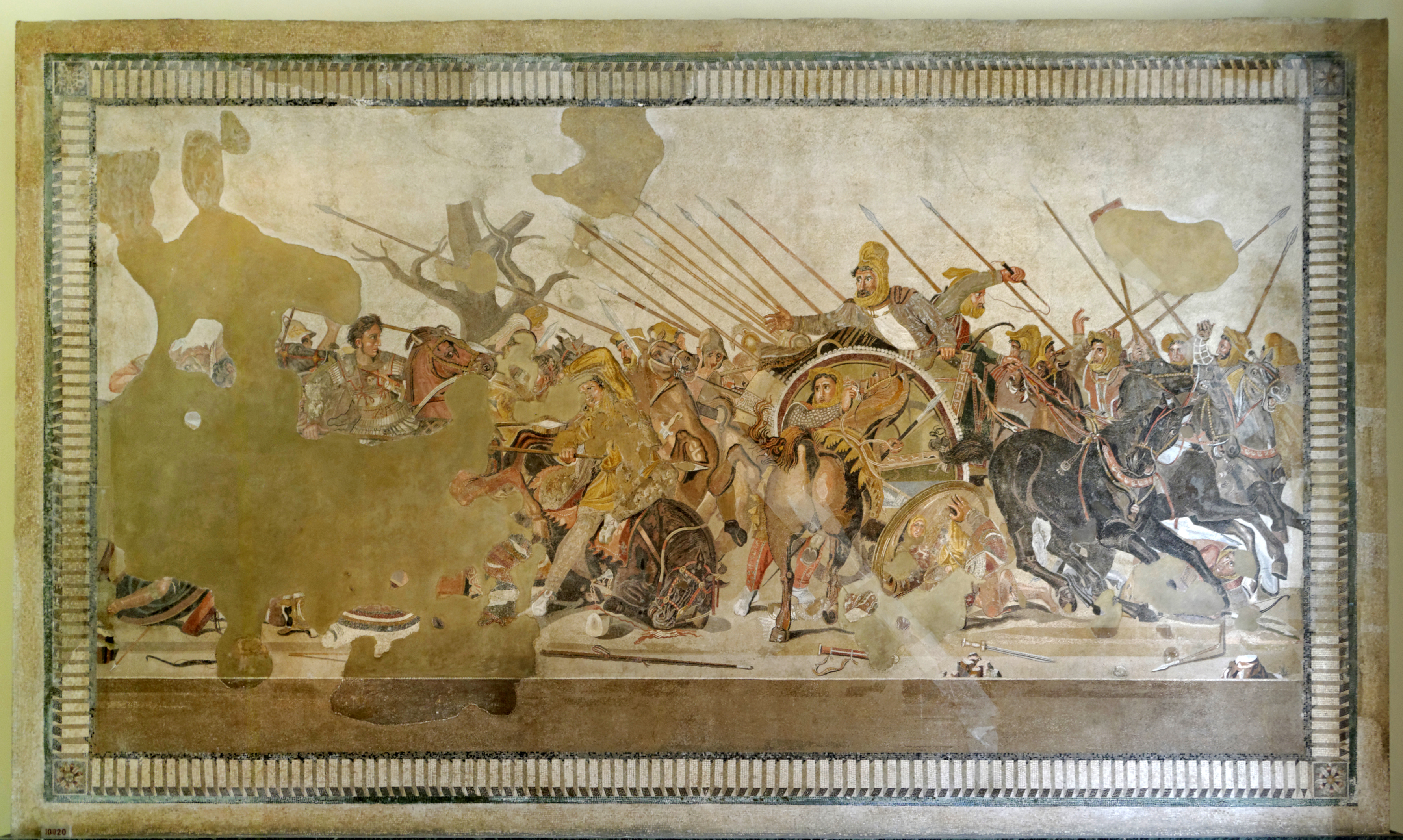
Mosaïque dite d'Alexandre représentant la bataille d'Issos, musée archéologique de Naples.
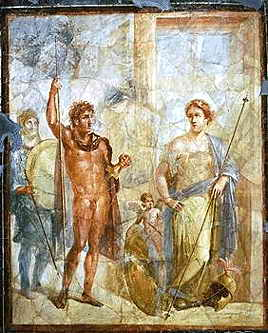
Alexandre (en Arès) épousant Stateira (en Aphrodite), musée archéologique de Naples.
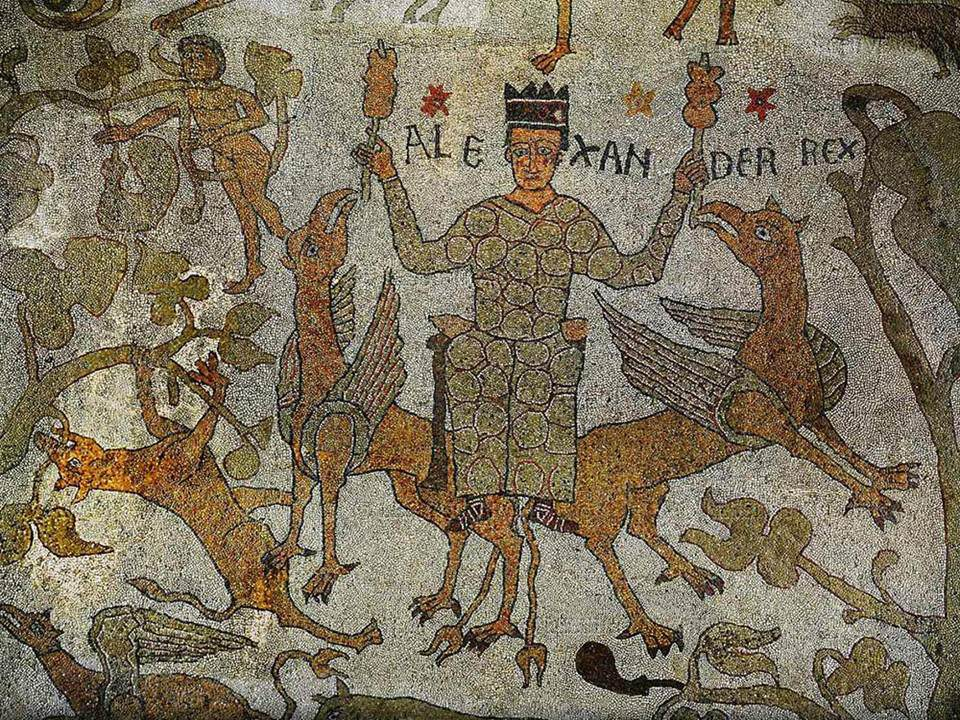
L'« ascension d'Alexandre » tiré par deux griffons, XIe siècle, cathédrale d'Otrante.

### Peinture moderne
Alexandre a été le sujet de nombreux tableaux à l'époque moderne, notamment par Raphaël, Albrecht Altdorfer, Pierre Paul Rubens, Jan Brueghel l'Ancien, Cornelis de Vos, Charles Le Brun (interprétation en gravure par Jean Audran), Jean Simon Berthélemy. Il apparaît sous la forme d'un médaillon dans le tableau de Rembrandt, Aristote contemplant un buste d'Homère.
En 1660, Louis XIV commande à Charles Le Brun Les Reines de Perse aux pieds d'Alexandre qui met en scène la clémence du Conquérant envers la famille de Darius III, alors que Louis XIV a lui-même pardonné au Grand Condé d'avoir rallié la Fronde. Le roi commande ensuite à Le Brun une série de tableaux censés mettre en valeur les vertus royales : Alexandre tranchant le nœud gordien (la détermination), Alexandre pardonnant à  Timoclée (la générosité), Alexandre chassant la femme de Spitaménès (la justice). Puis il commande des tableaux ayant des thèmes guerriers, réalisés entre 1663 et 1673 : Le Passage du Granique, La Bataille d'Abèles, La Bataille de l'Hydaspe (ou Alexandre et Porus) et l’Entrée d'Alexandre à Babylone,. Ce cycle monumental est présenté au salon de 1673. Dans le Grand Appartement du Roi à Versailles, Le Brun fait figurer Alexandre sur les plafonds à côté d'autres grands conquérants.
L'épisode, probablement légendaire, qui veut qu'Alexandre ait offert sa favorite, Campaspe, à son peintre attitré, Apelle, a inspiré de nombreux peintres jusqu'au XIXe siècle, dont Gaetano Gandolfi, Jean Restout, Charles Meynier et Jérôme-Martin Langlois. 
Parmi les peintres du XIXe siècle, Gustave Moreau, représentant du courant symboliste, a peint Le Triomphe d'Alexandre le Grand.
- Tableaux de Charles Lebrun pour Louis XIV

Tableaux de Charles Lebrun pour
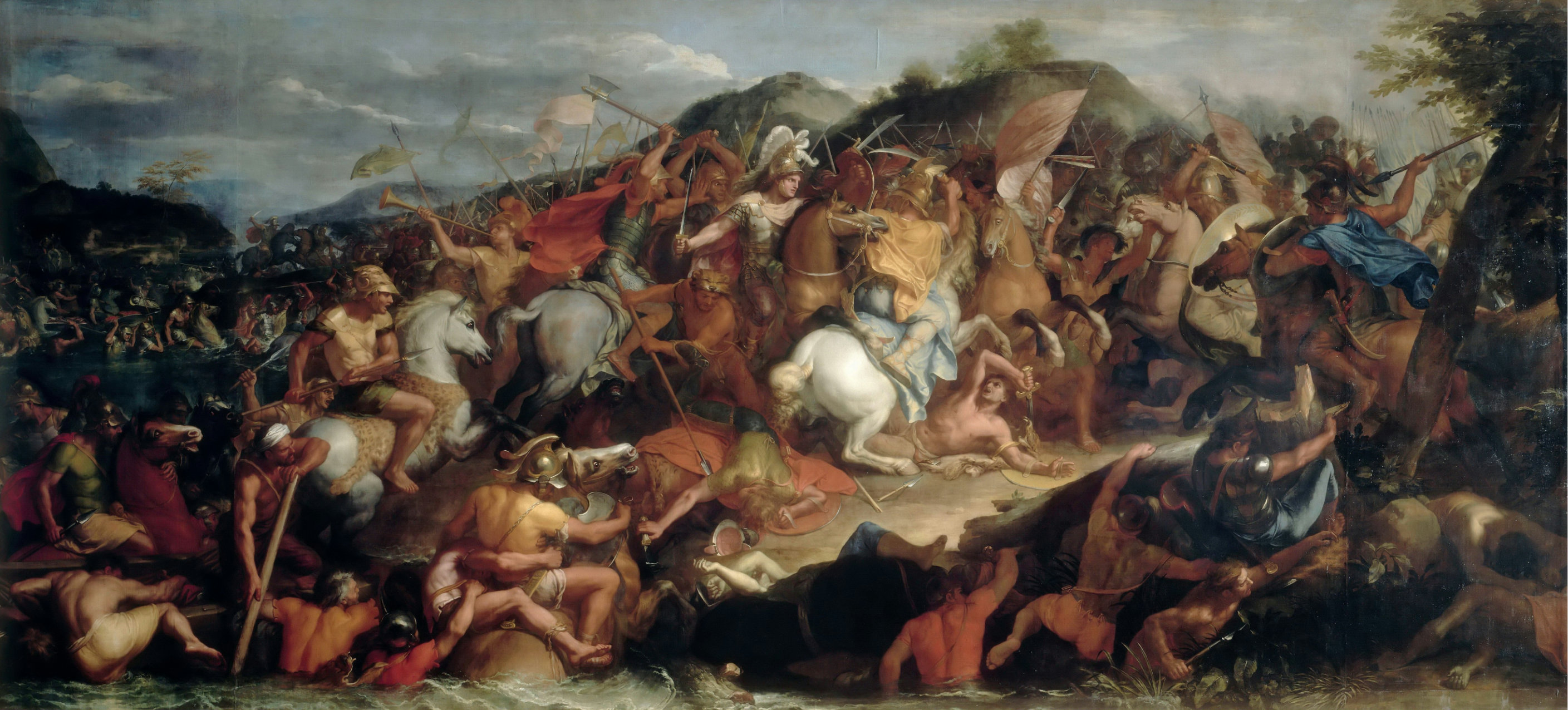
Le Passage du Granique, 1665.
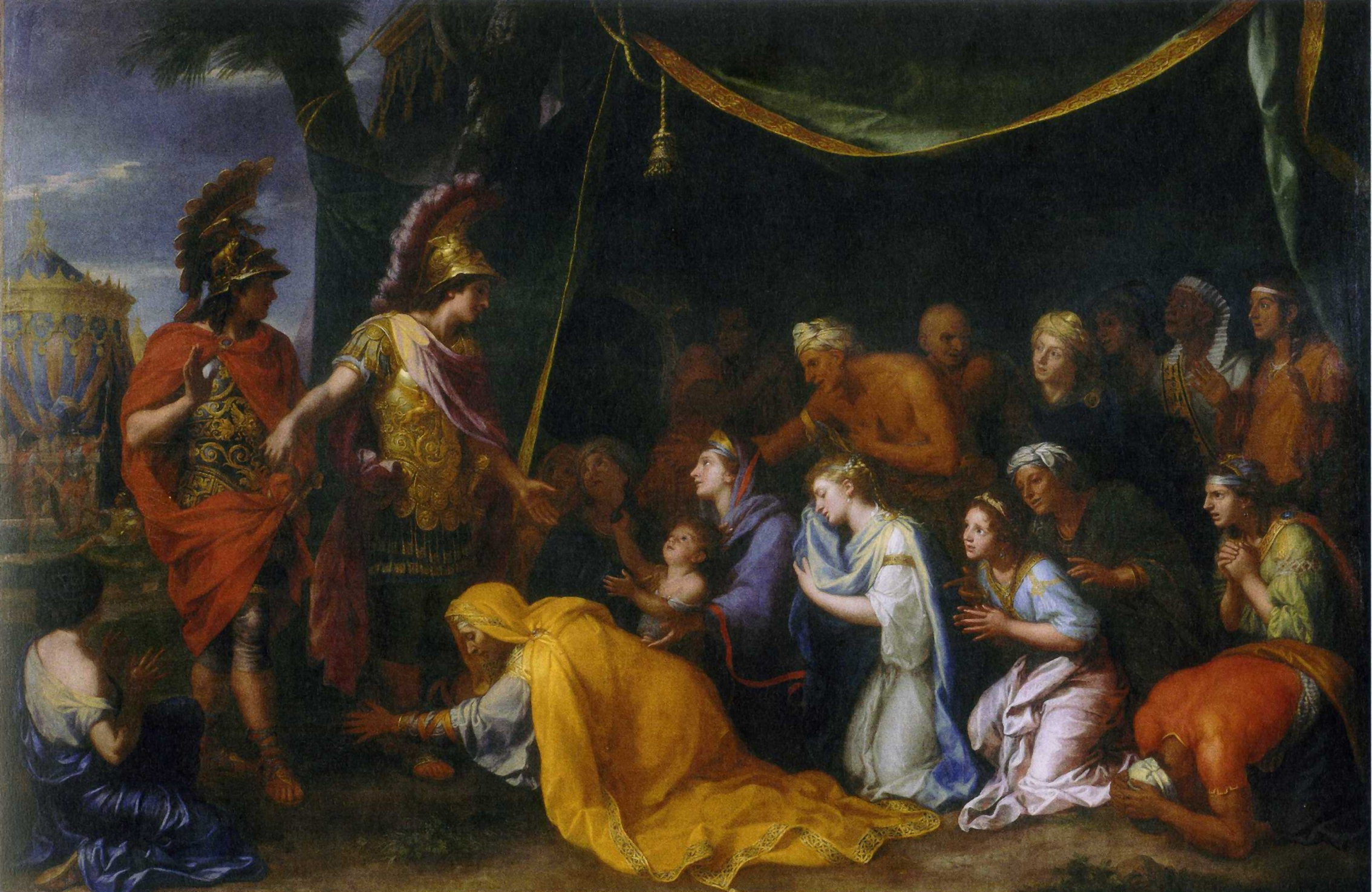
Les Reines de Perse aux pieds d'Alexandre, 1661.
Entrée d'Alexandre le Grand dans Babylone, v.  1665.
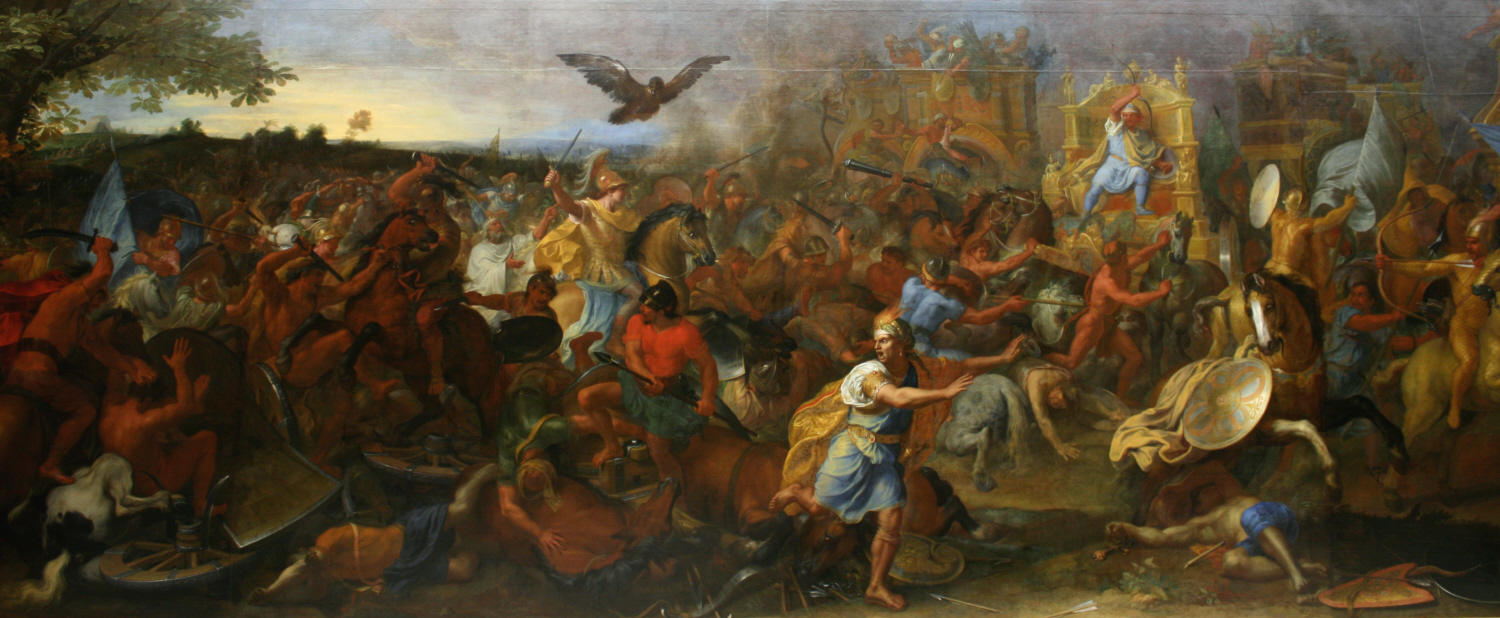
La Bataille d'Arbélès, v.  1669.
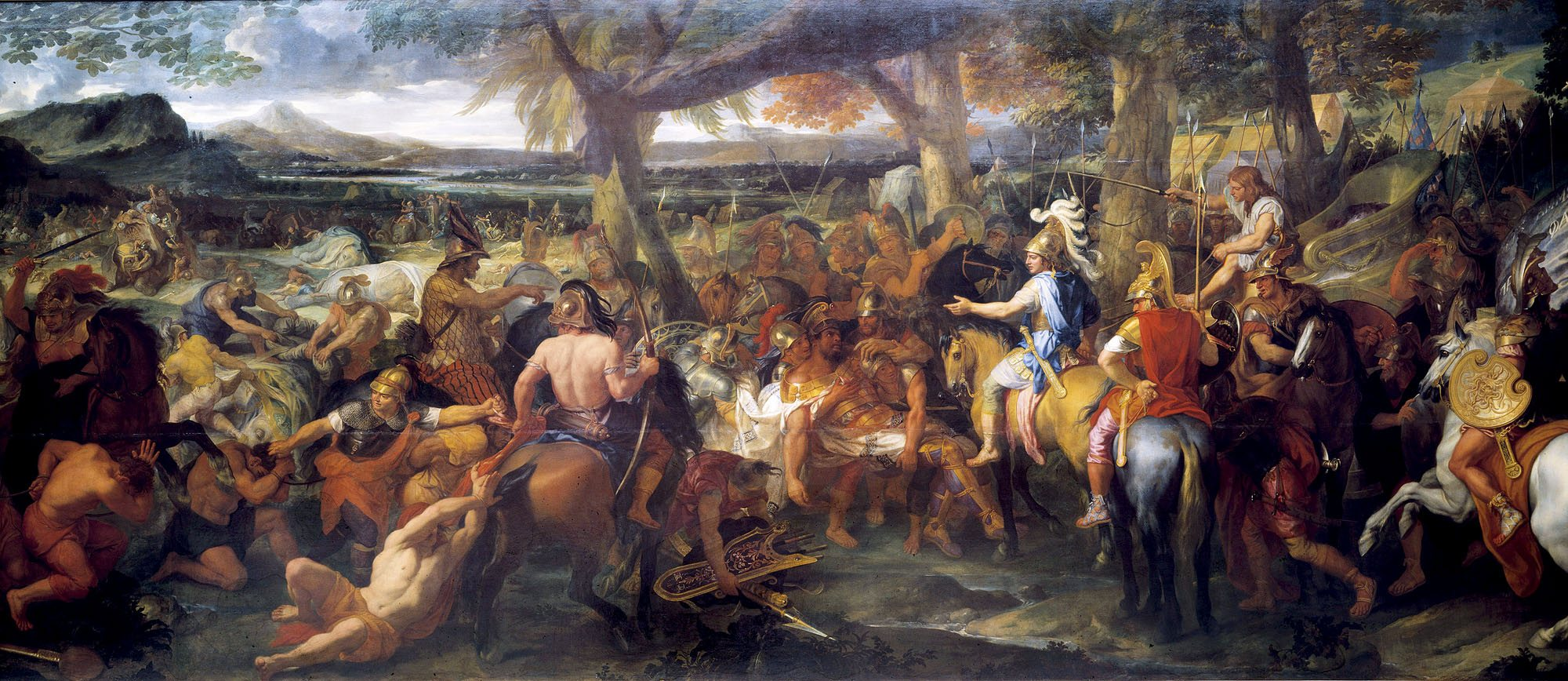
Alexandre et Porus, v.  1673.

Autres tableaux représentant Alexandre
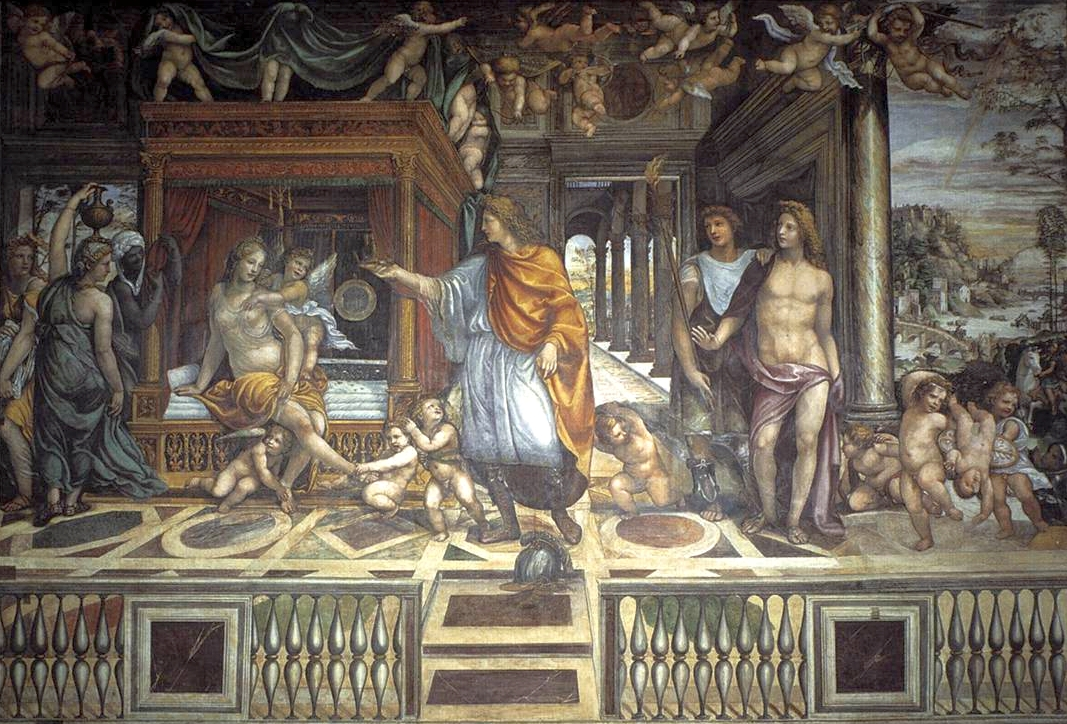
Le mariage entre Alexandre et Roxane, v.  1517 Le Sodoma.
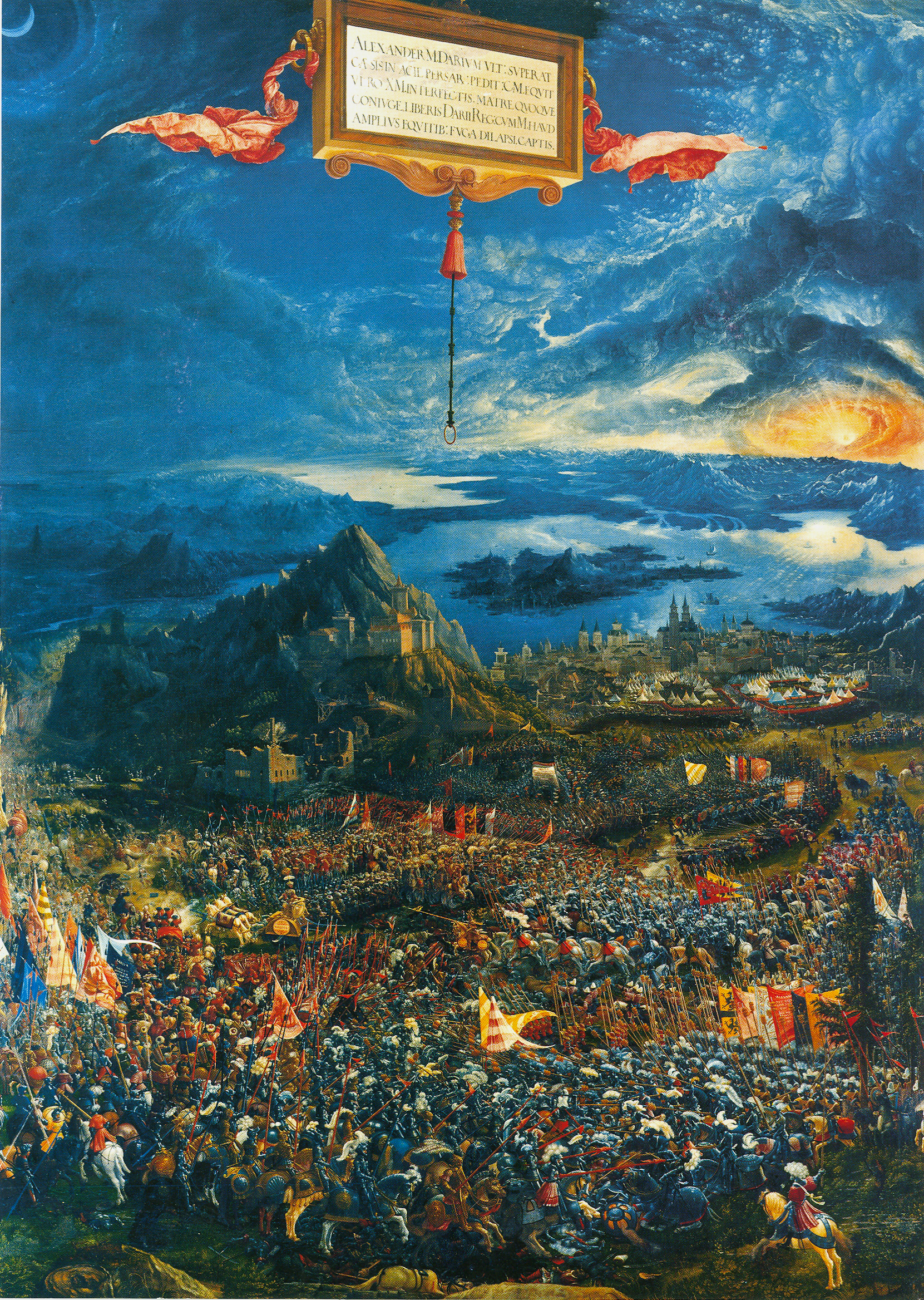
La Bataille d'Issus,1529 Albrecht Altdorfer.
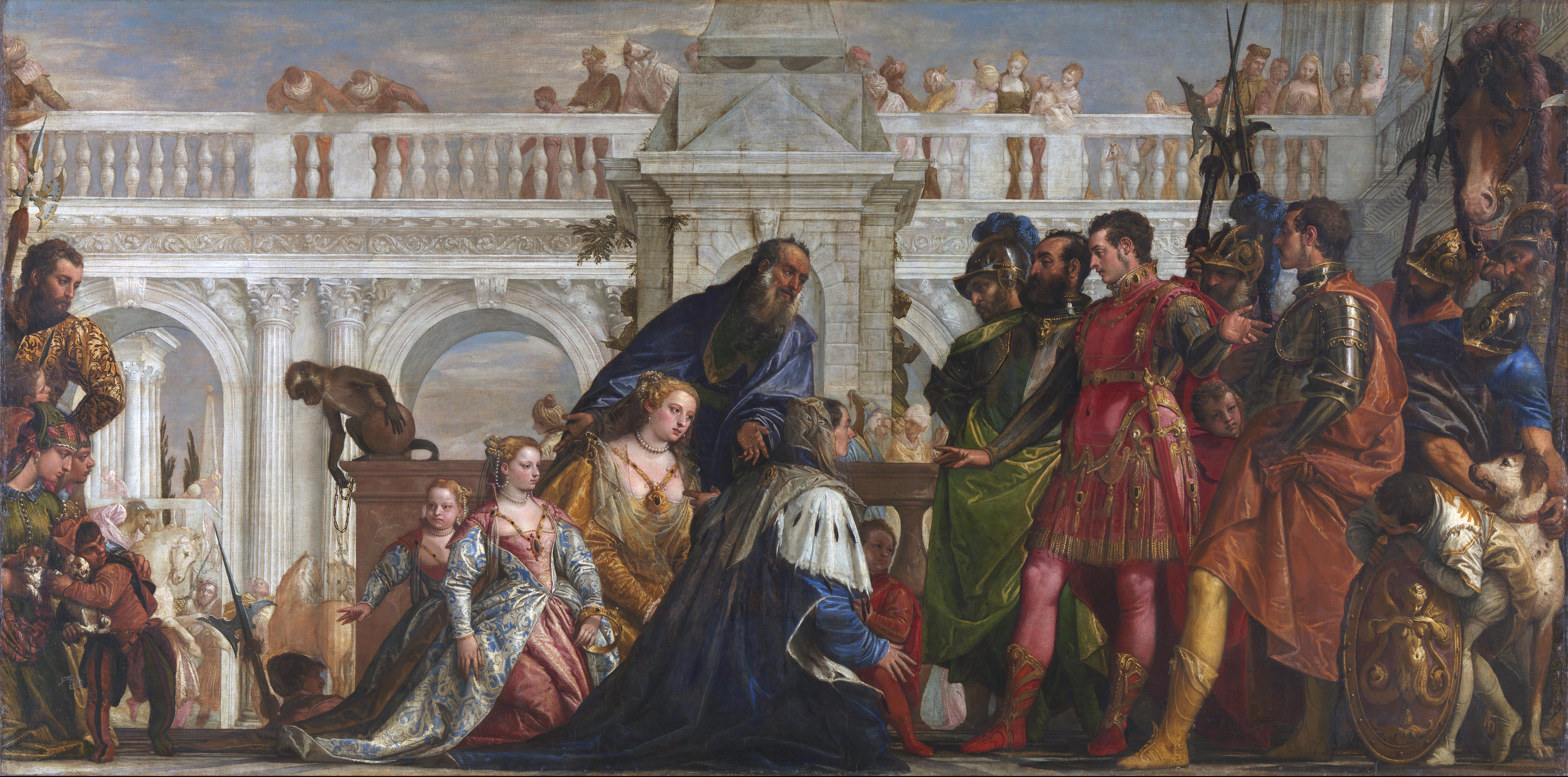
La Famille de Darius devant Alexandre, Paul Véronèse, 1565-1567.
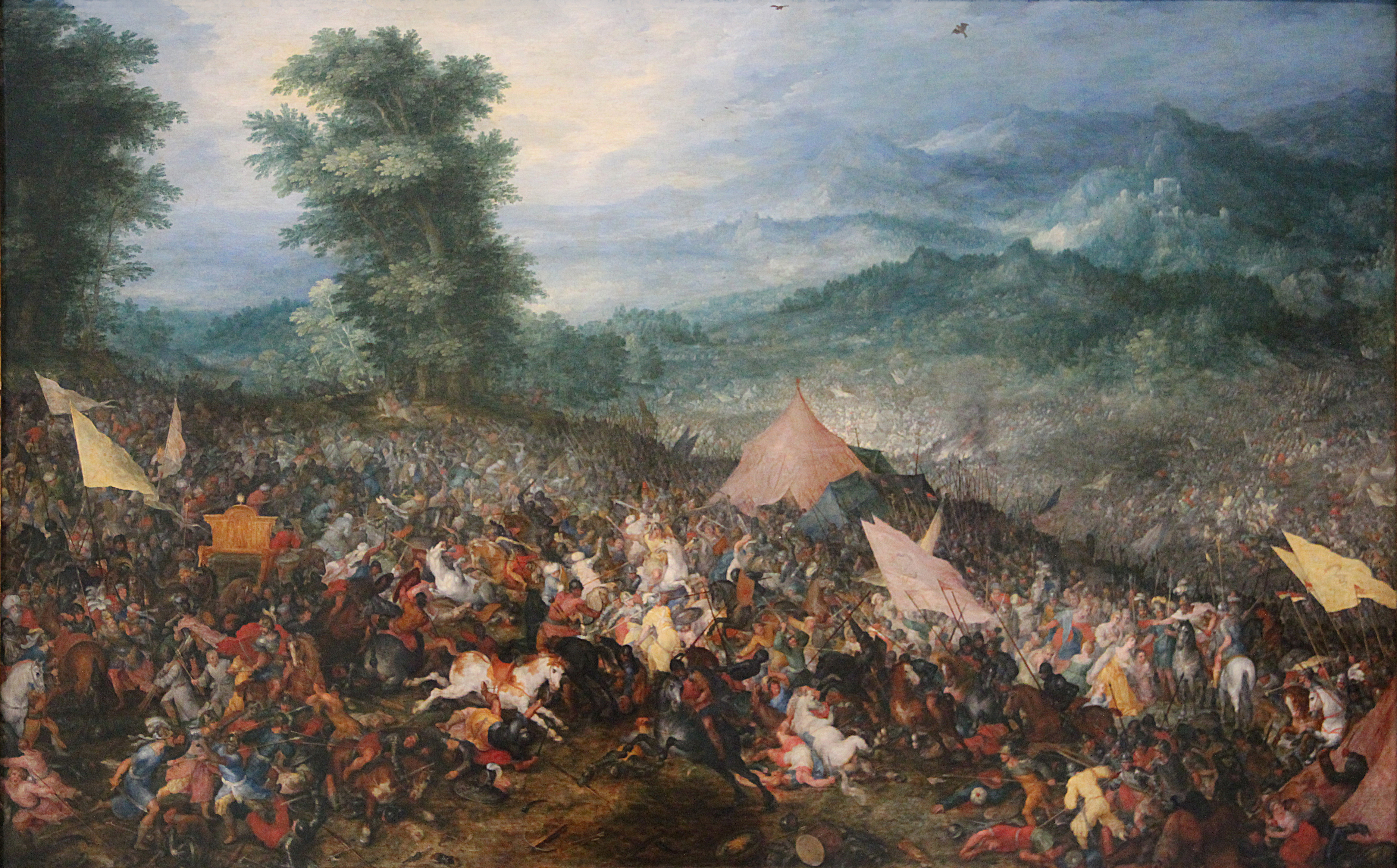
La Bataille d'Issus, 1602 Jan Brueghel l'Ancien.
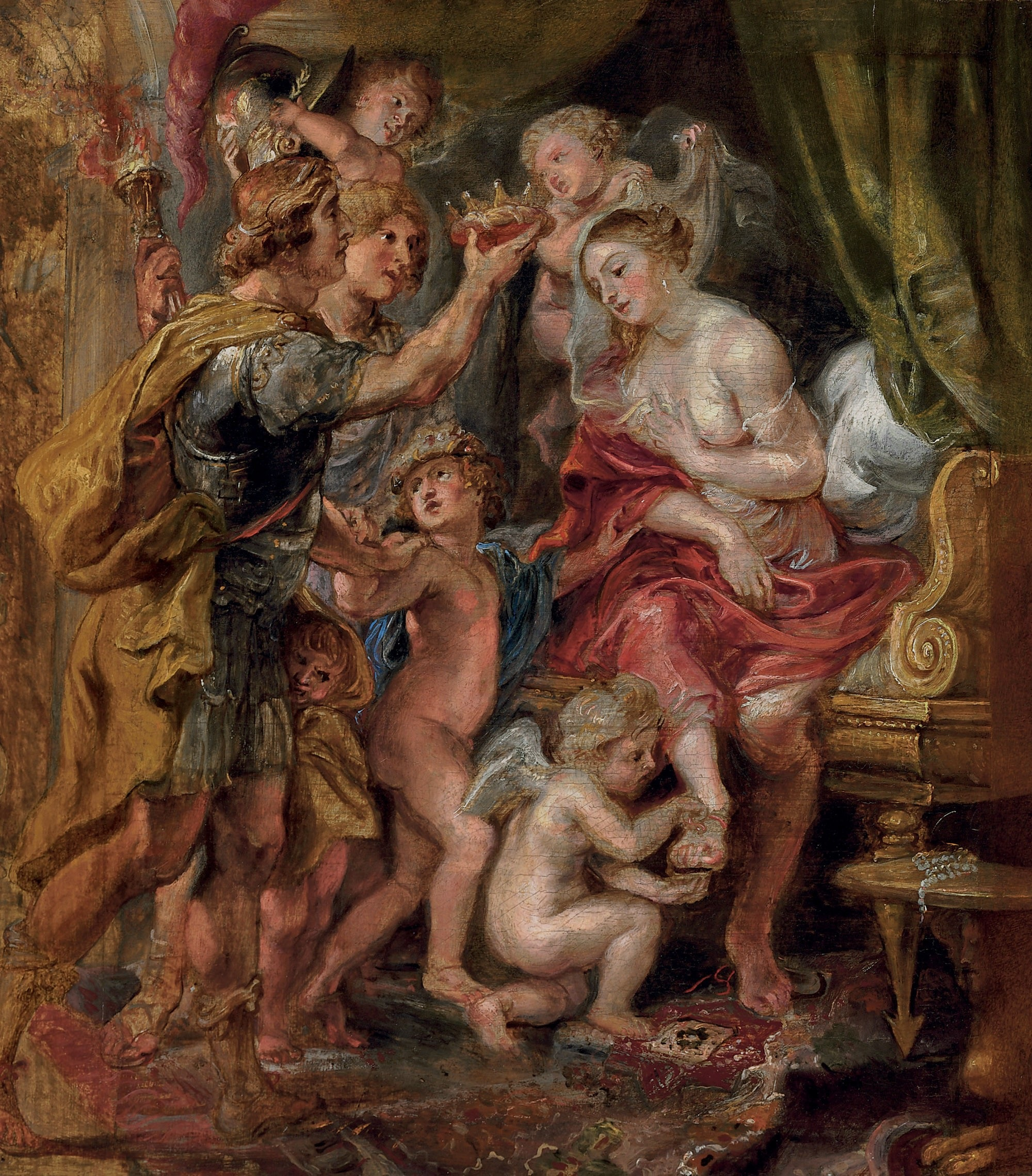
Alexandre et Roxane, Pierre Paul Rubens.
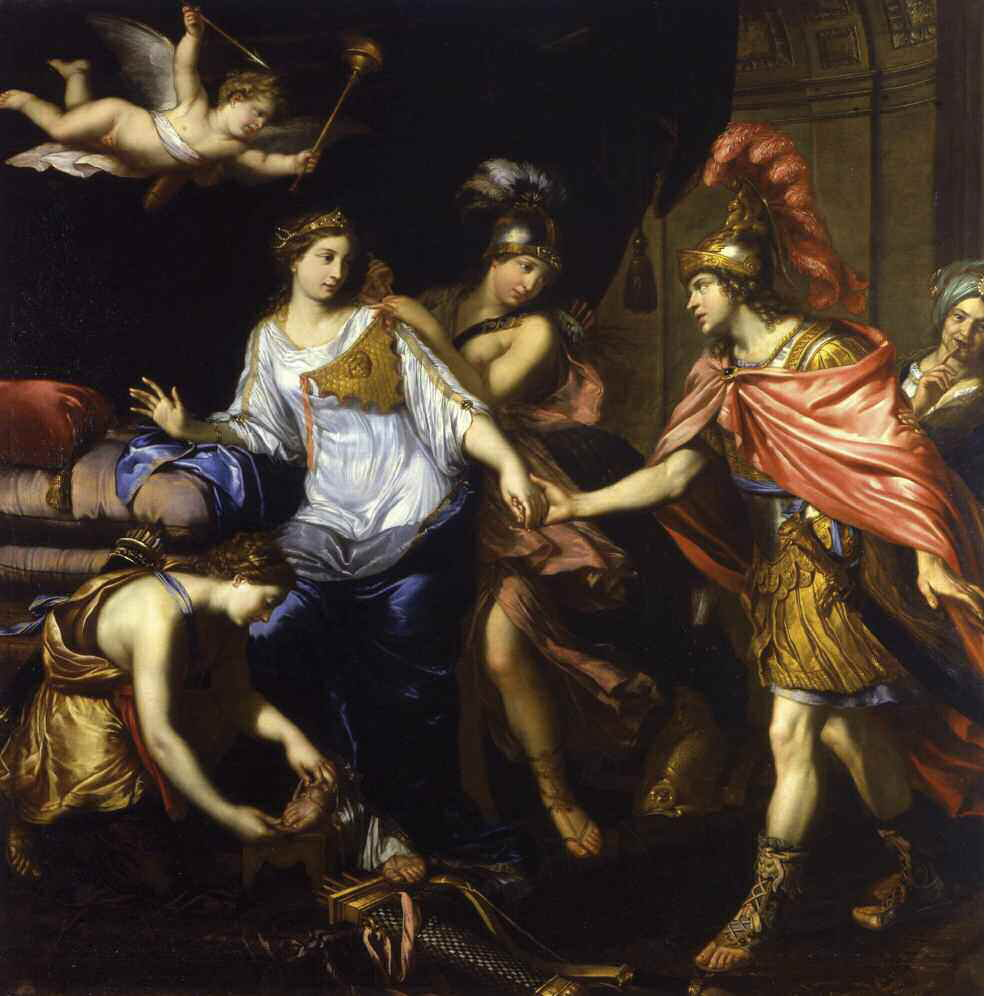
La rencontre d'Alexandre avec la reine des Amazones, Pierre Mignard, v.  1660.
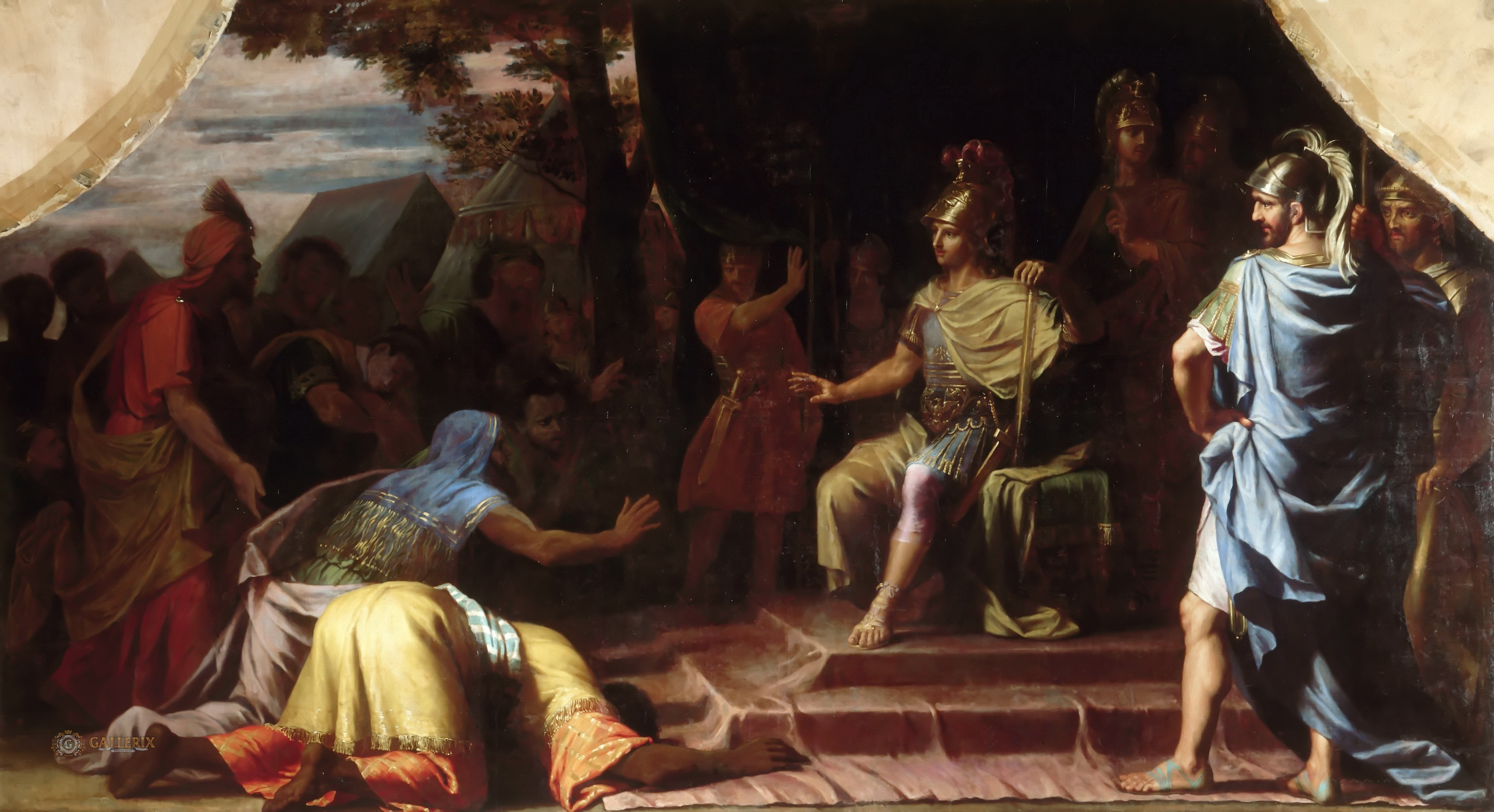
Alexandre le Grand recevant la nouvelle de la mort par immolation du gymnosophiste Calanus, Jean-Baptiste de Champaigne, 1672.
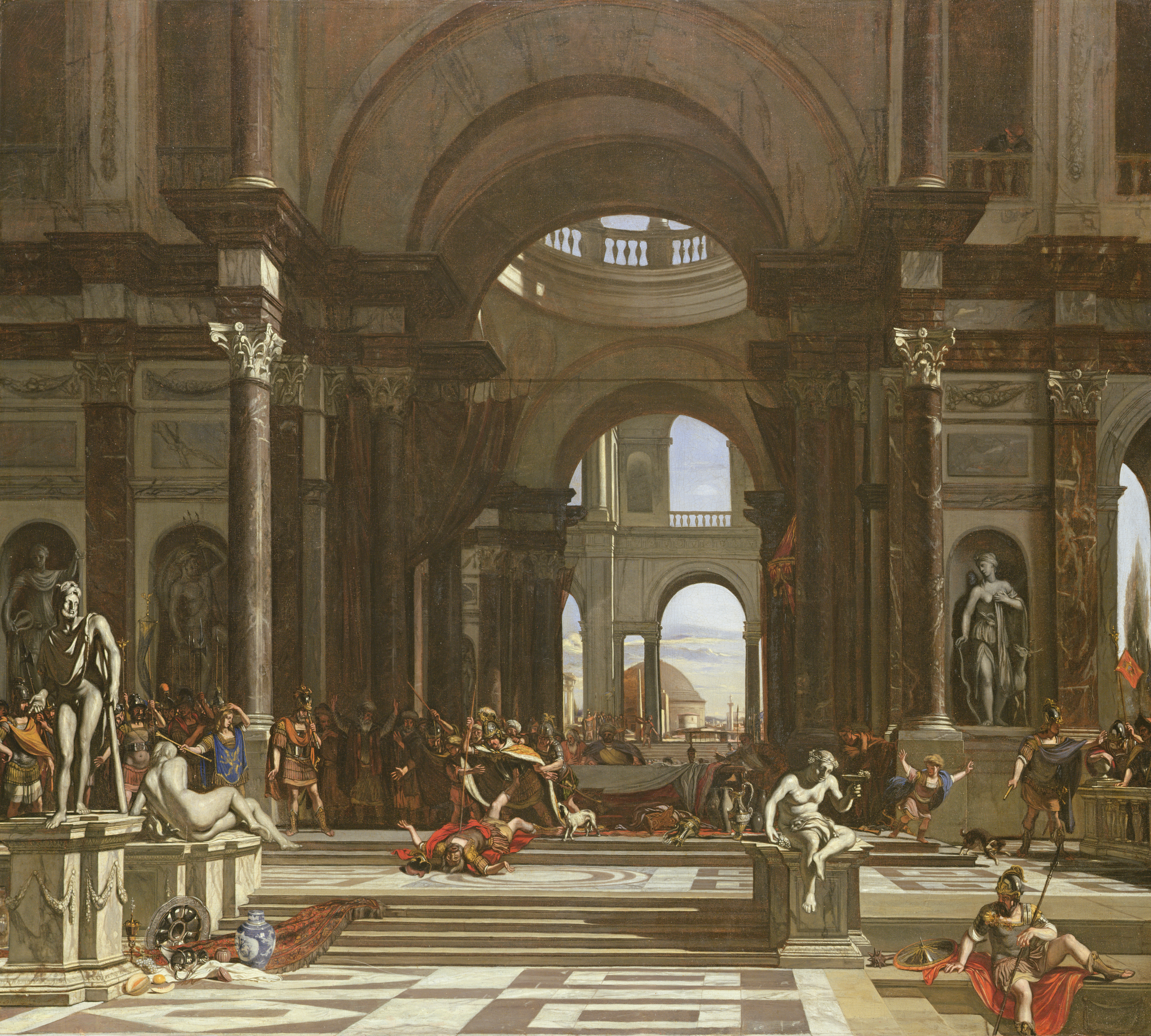
Alexandre tuant Cleitos, Daniël de Blieck, 1663.
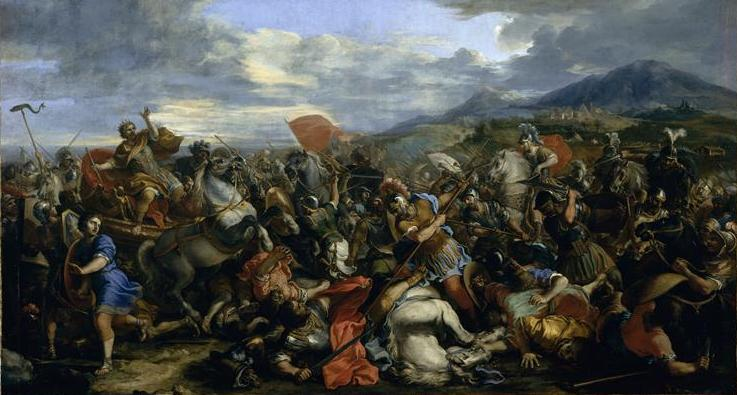
Alexandre le Grand, vainqueur de Darius à la bataille d'Arbelles, Jacques Courtois, 1687.
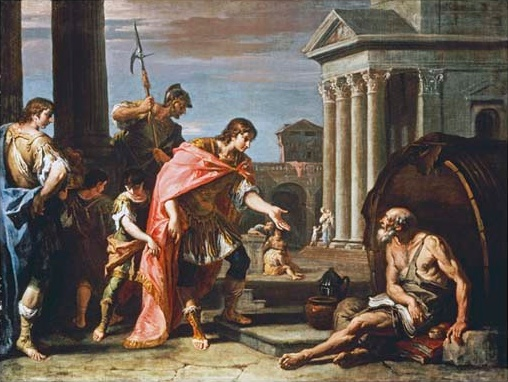
Alexandre et Diogène, Sebastiano Ricci, v.  1700.
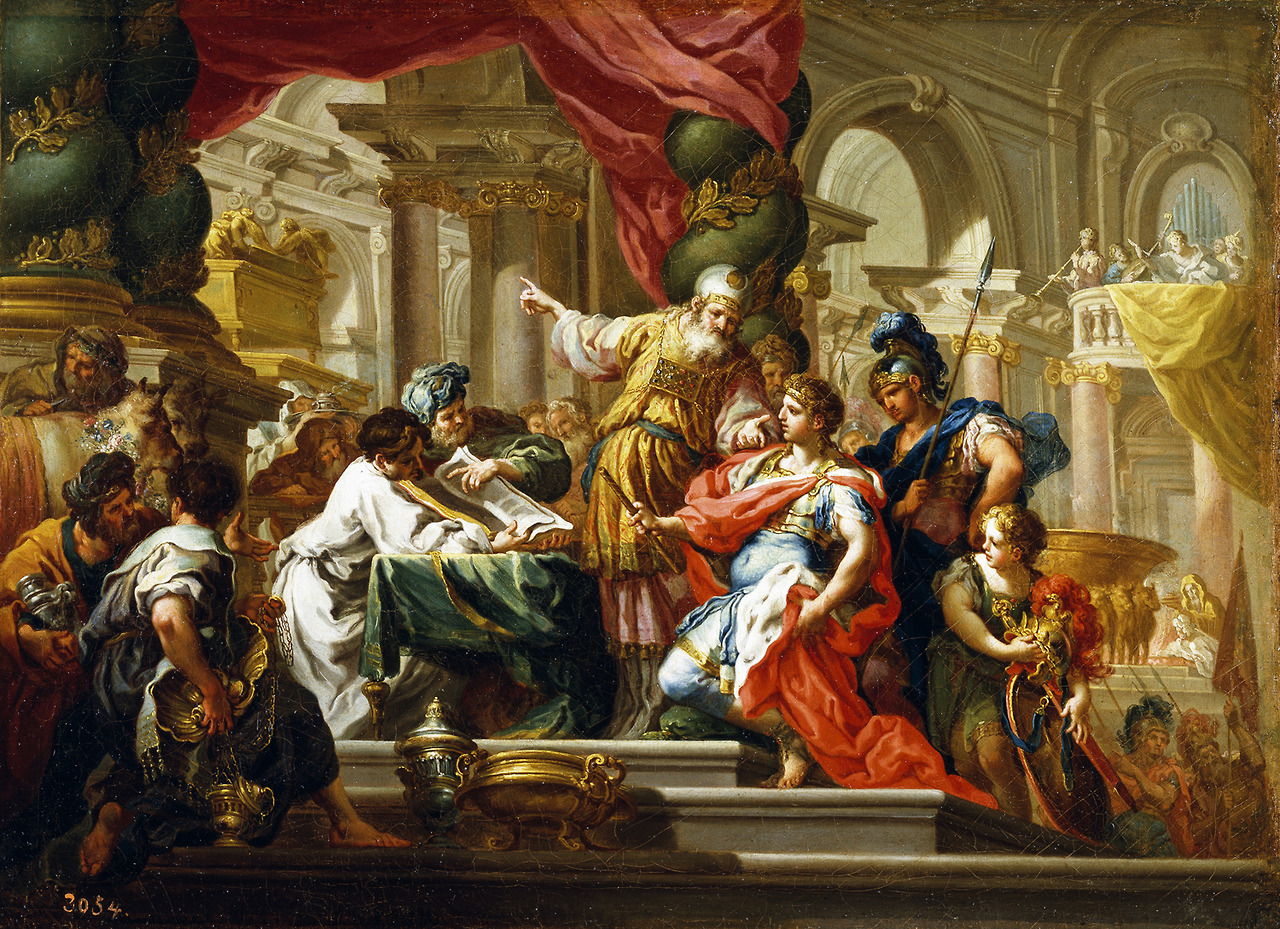
Alexandre le Grand dans le Temple de Jérusalem, Sebastiano Conca, 1736.
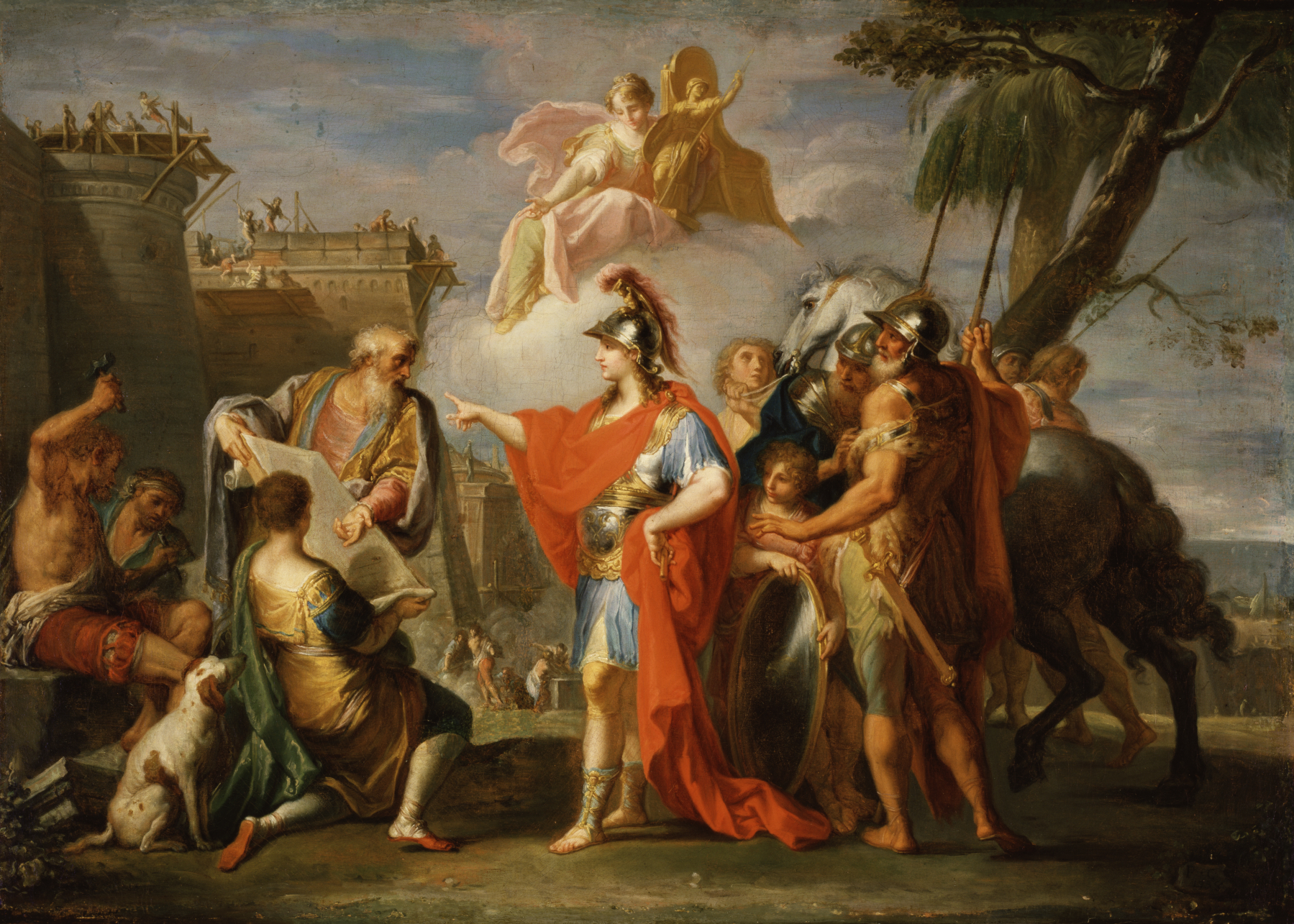
Alexandre le Grand fonde Alexandrie, Placido Costanzi, 1736-1737
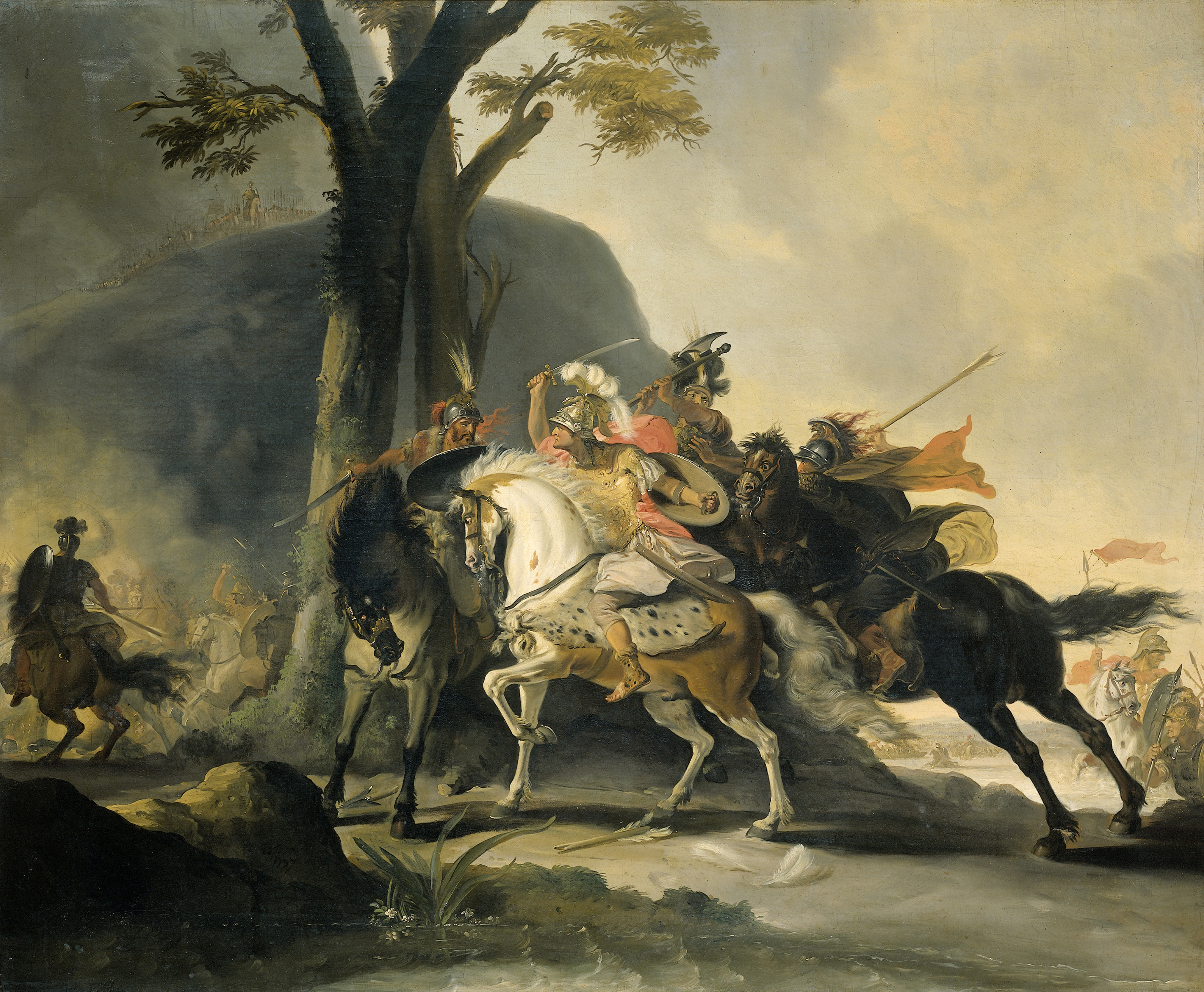
Alexandre le Grand contre les Perses à la bataille du Granique, Cornelis Troost, 1737.
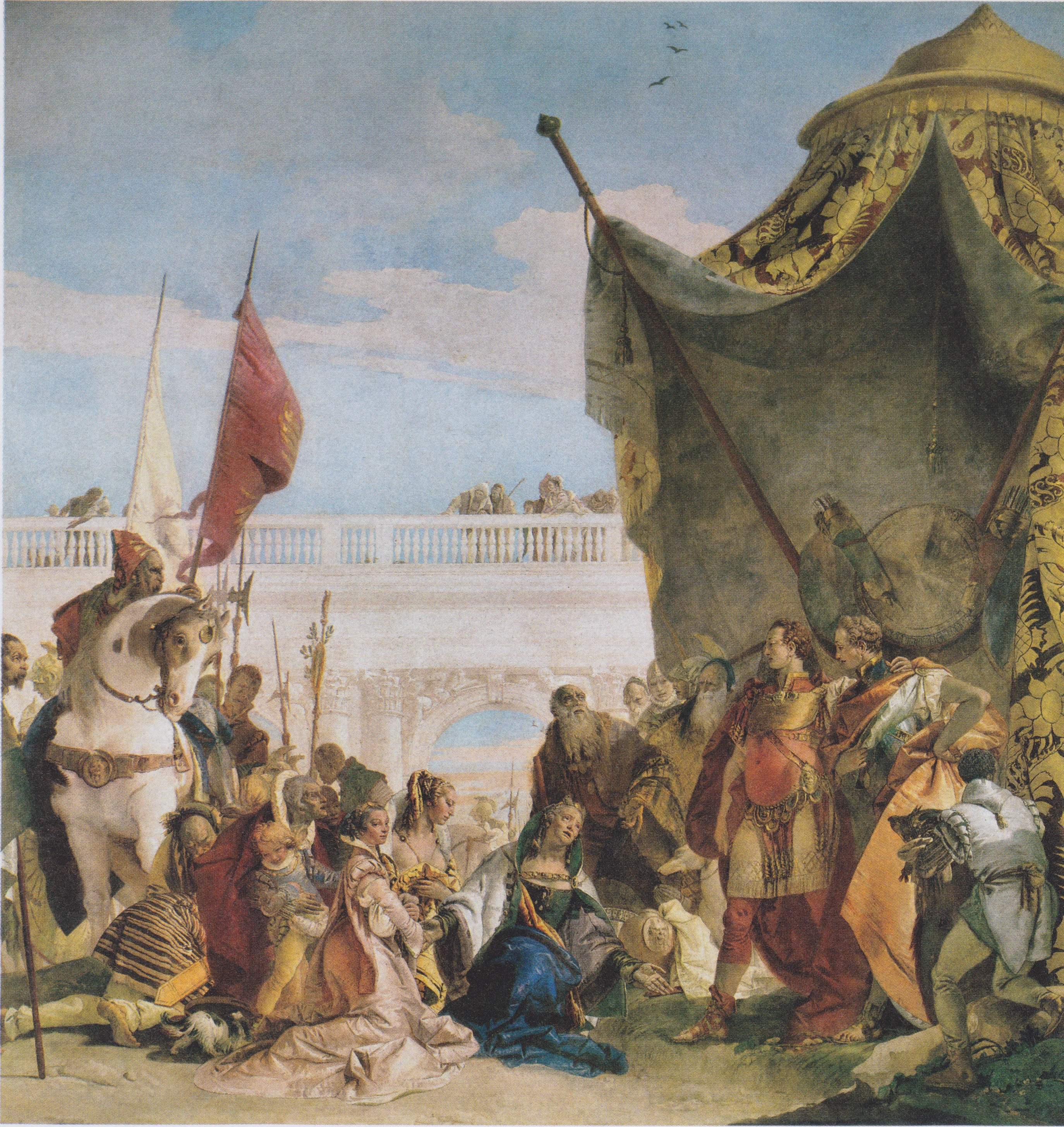
La Famille de Darius devant Alexandre, Giambattista Tiepolo, 1743.
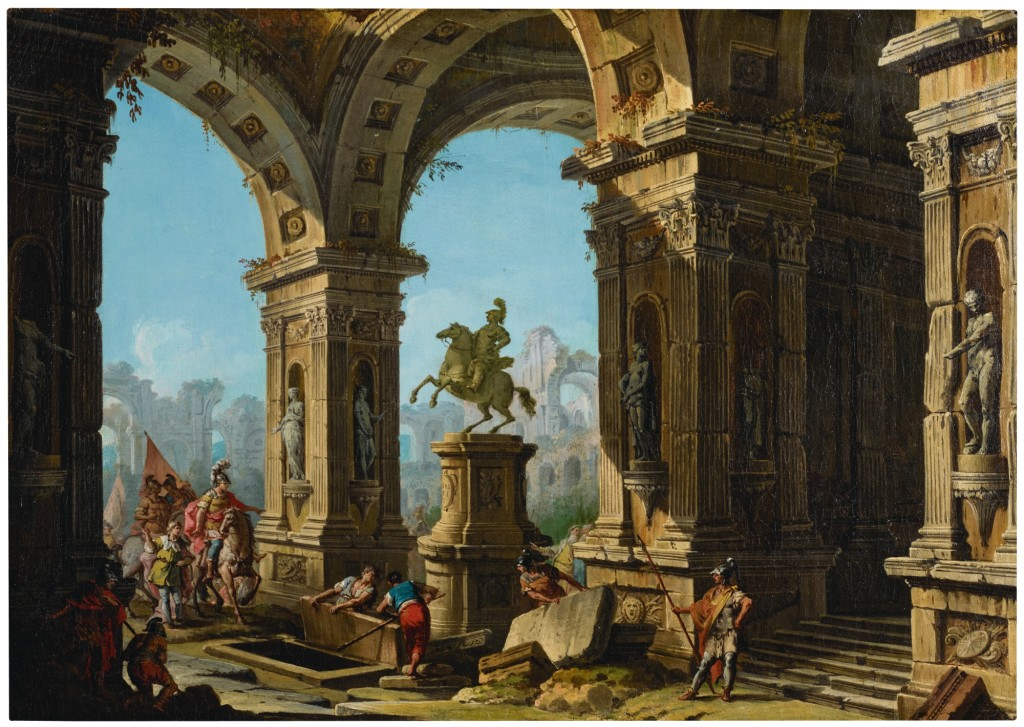
Alexandre le Grand devant la tombe d'Achille, Antonio Joli, XVIIIe siècle.
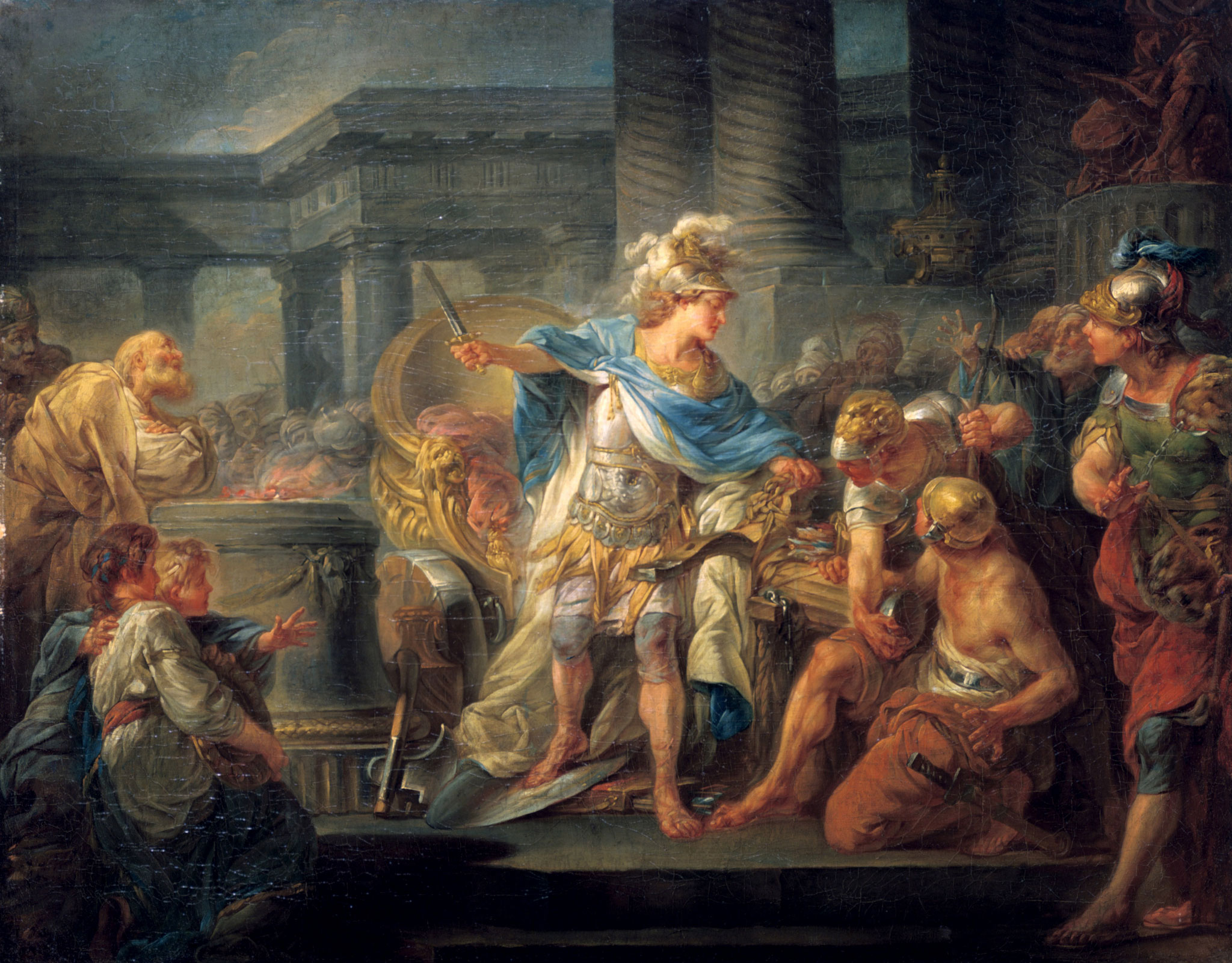
Alexandre coupe le nœud gordien, Jean Simon Berthélemy, 1767
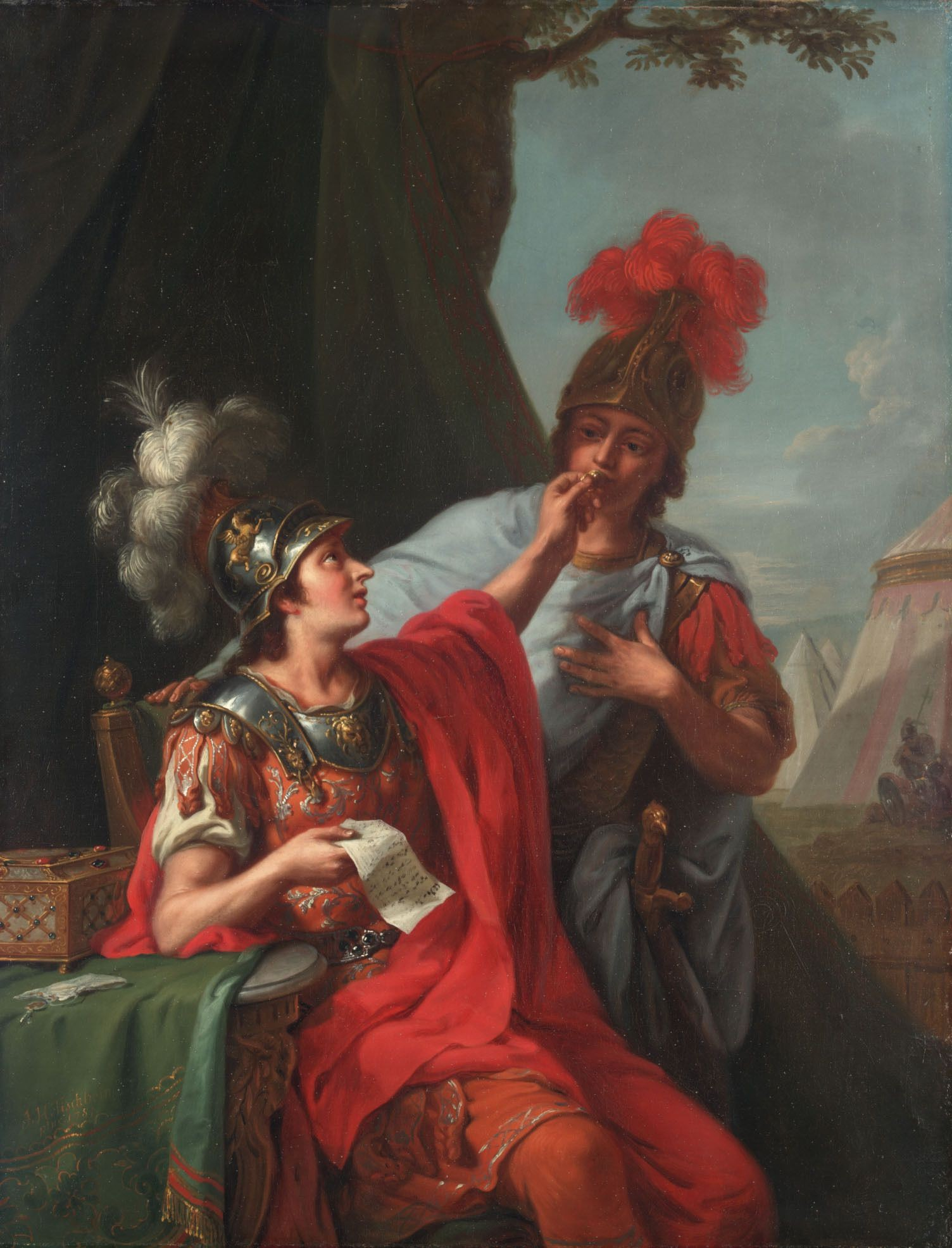
Alexandre mettant sa bague sur les lèvres d'Héphaistion, Johann Heinrich Tischbein, 1781.
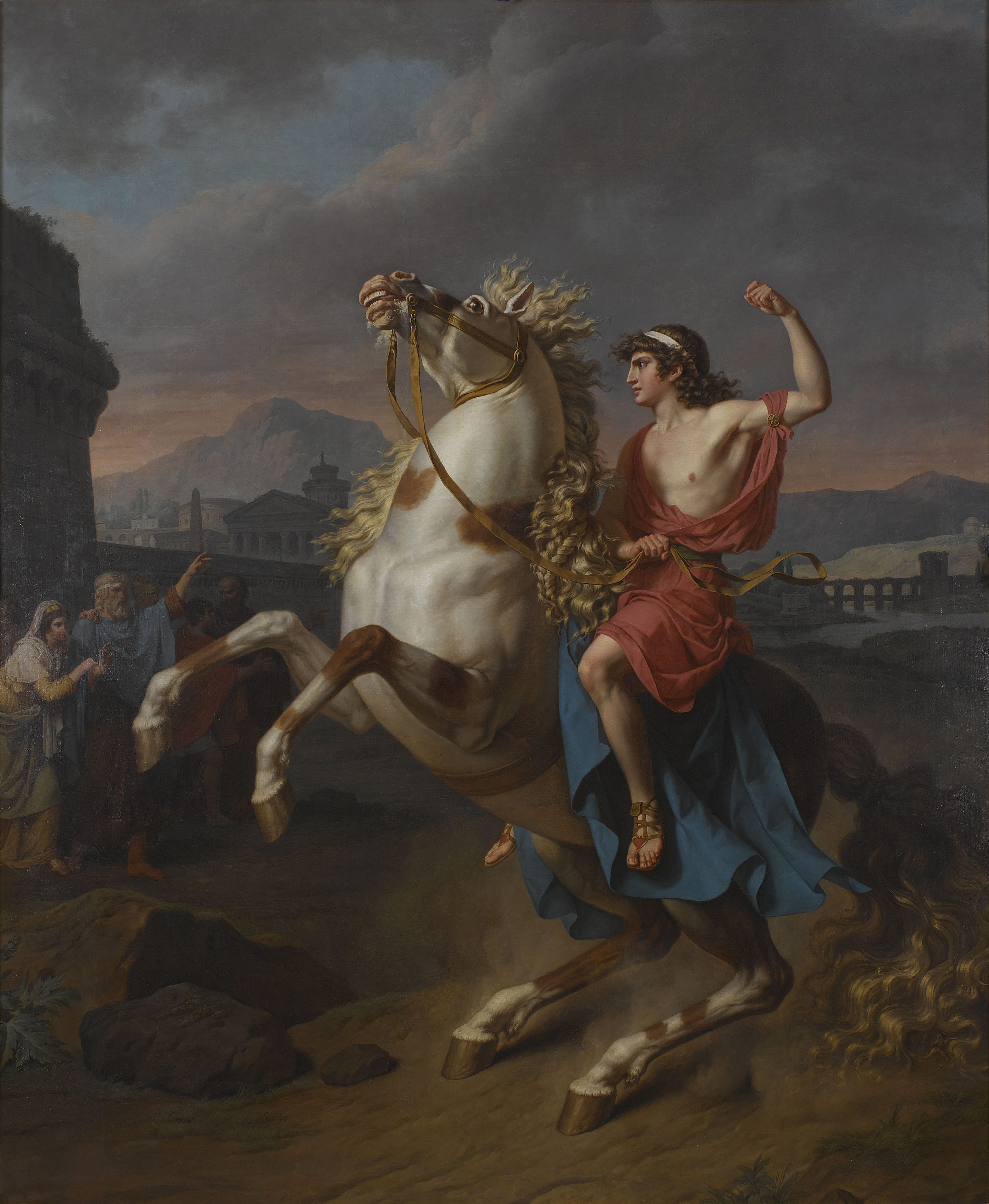
Alexandre domptant Bucéphale, Nicolas-André Monsiau, 1787.
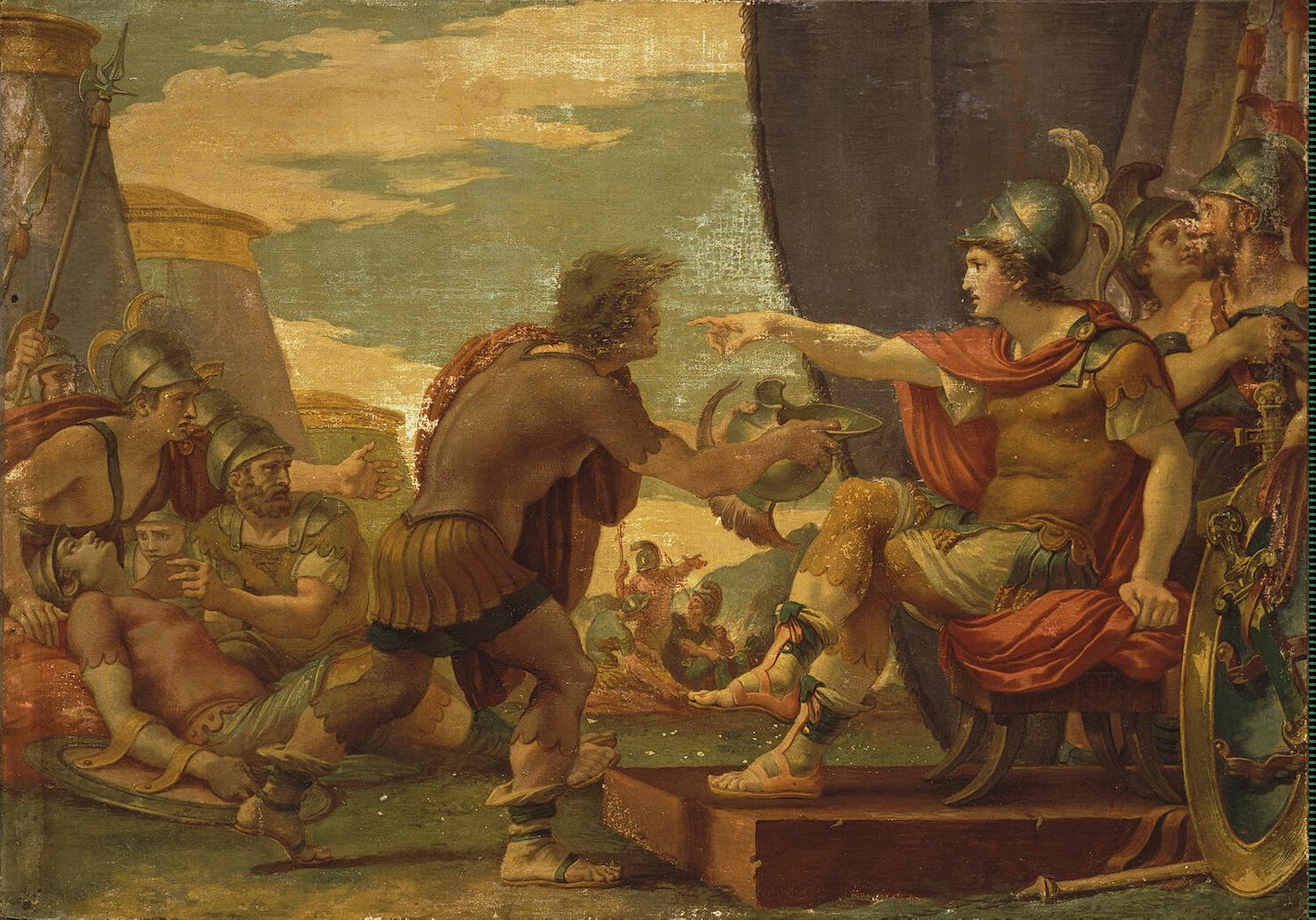
Alexandre le Grand refuse de boire de l'eau, Giuseppe Cades, 1792.
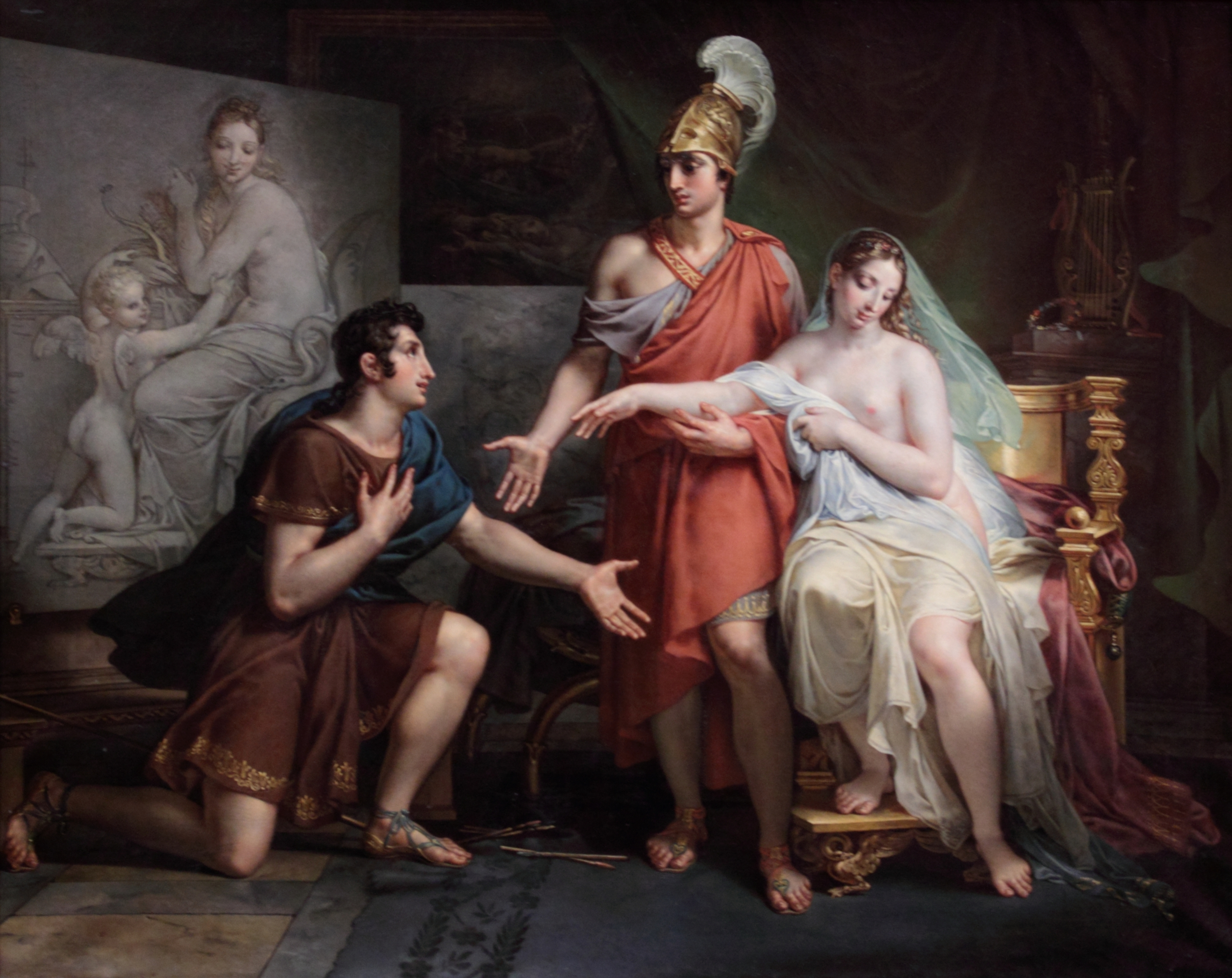
Alexandre le Grand cédant Campaspe à Apelle, Charles Meynier, 1822.
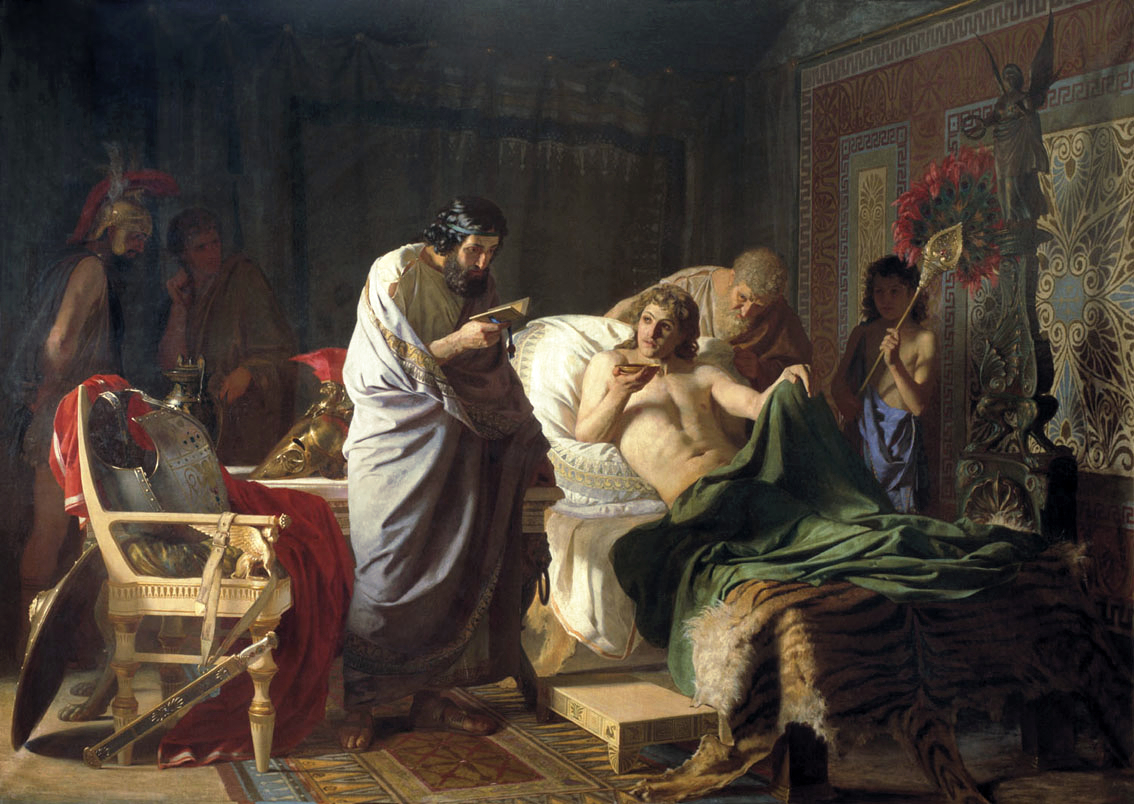
Alexandre de Macédoine fait confiance à son médecin Philippe, Henryk Siemiradzki, 1870.

## Enluminure et miniature
En Europe médiévale, Alexandre, qui est le sujet de nombreux ouvrages écrits dans la lignée du Roman d'Alexandre, inspire les peintres d'enluminures. Ils se plaisent à le représenter, non seulement au milieu de la bataille, mais aussi parmi les décors enchantés de l'Orient, auprès de bêtes étranges ou de femmes-fleurs. Dans l'Empire byzantin, Alexandre figure sur des miniatures illustrant des manuscrits, comme le codex Barocci 17 de la Bibliothèque Bodléienne d'Oxford (XIIIe siècle) ou celui de l'Institut grec de Venise (XIVe siècle).

Enluminures représentant Alexandre
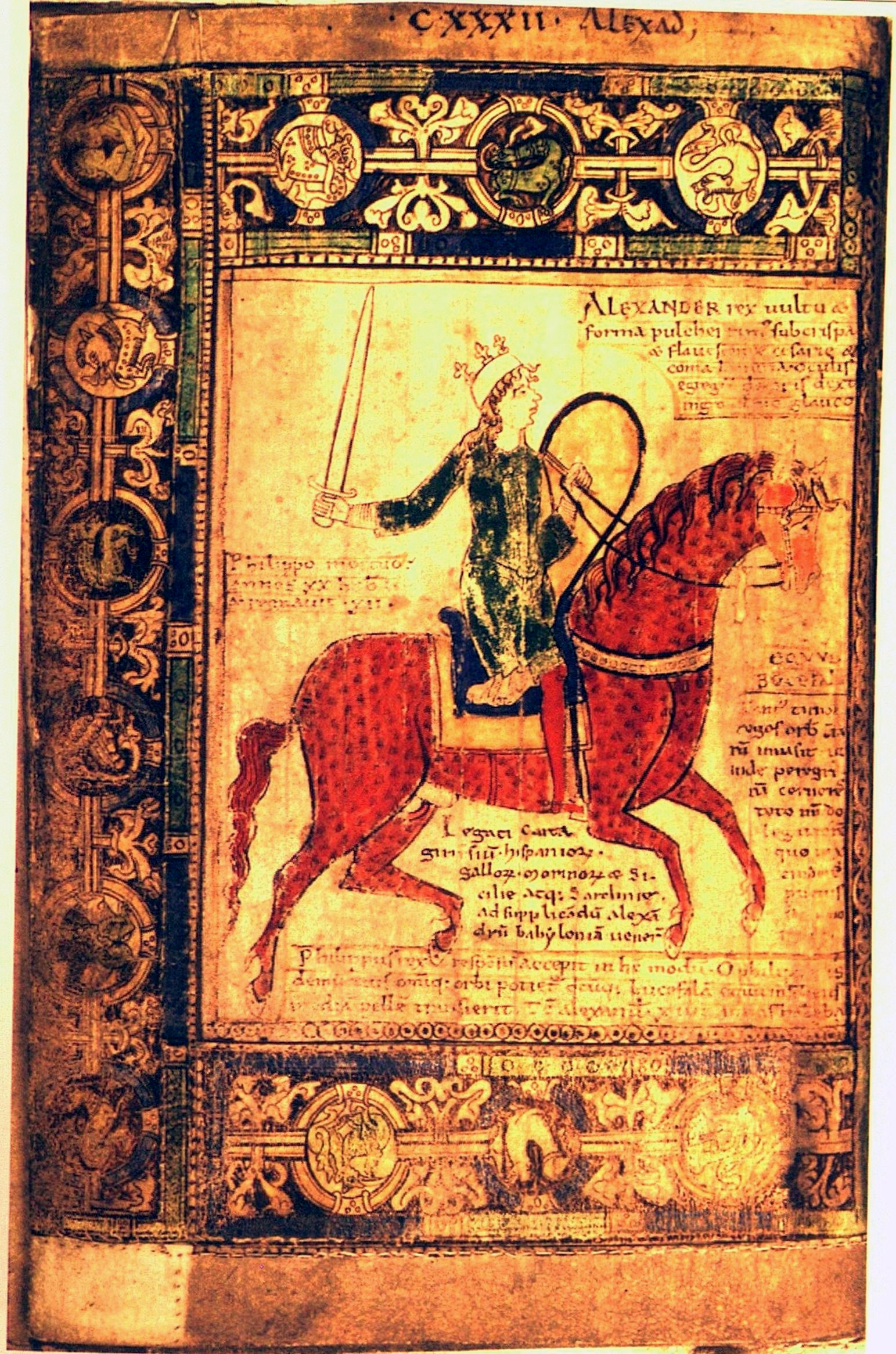
Alexandre dans le Liber floridus, XIIe siècle.
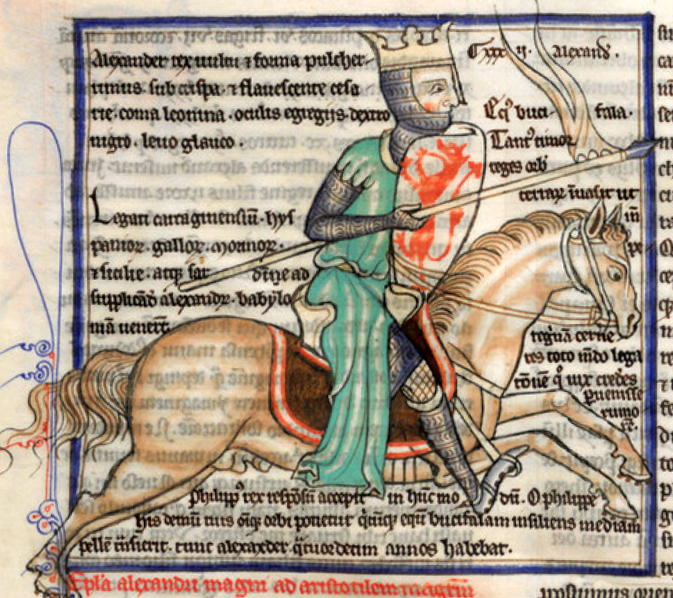
Alexandre dans une copie du Liber floridus, v.1260.
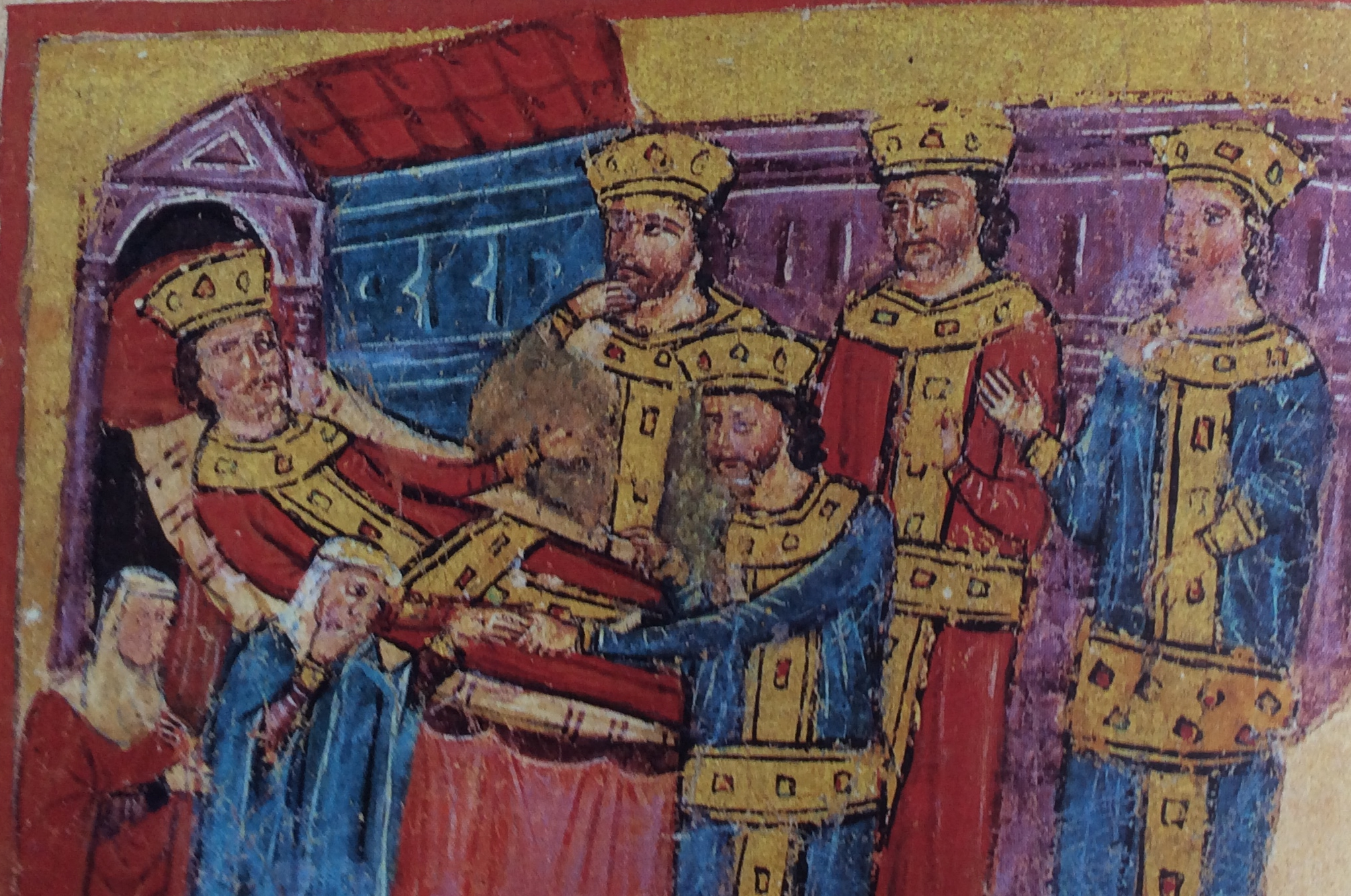
Alexandre le Grand sur son lit de mort, version grecque du Roman d'Alexandre, XIVe siècle.
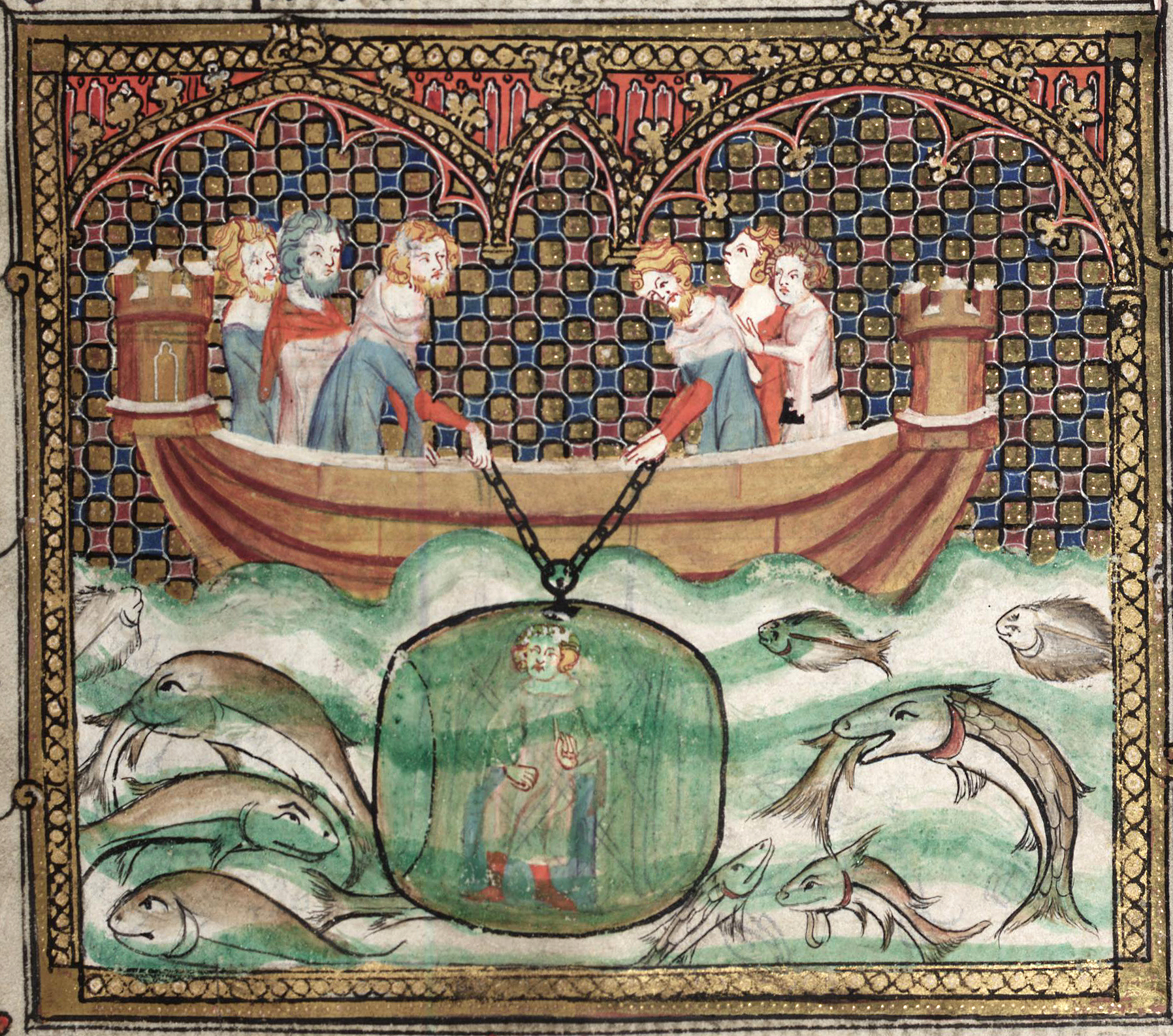
Alexandre dans une cloche de plongée en verre, Roman d'Alexandre, XIVe siècle.
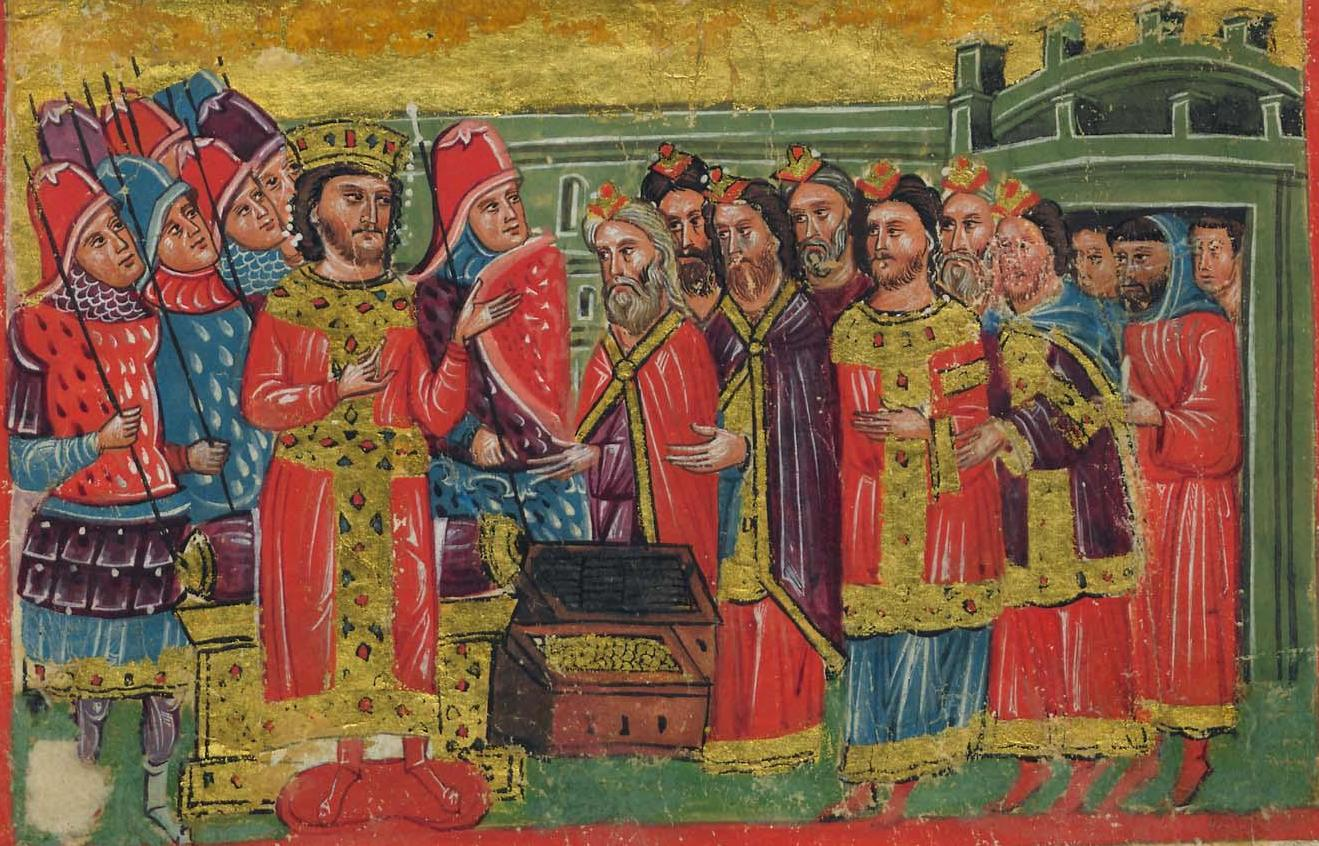
Alexandre vêtu en empereur byzantin reçoit une délégation de rabbins juifs, miniature du Roman d'Alexandre, XIVe siècle.
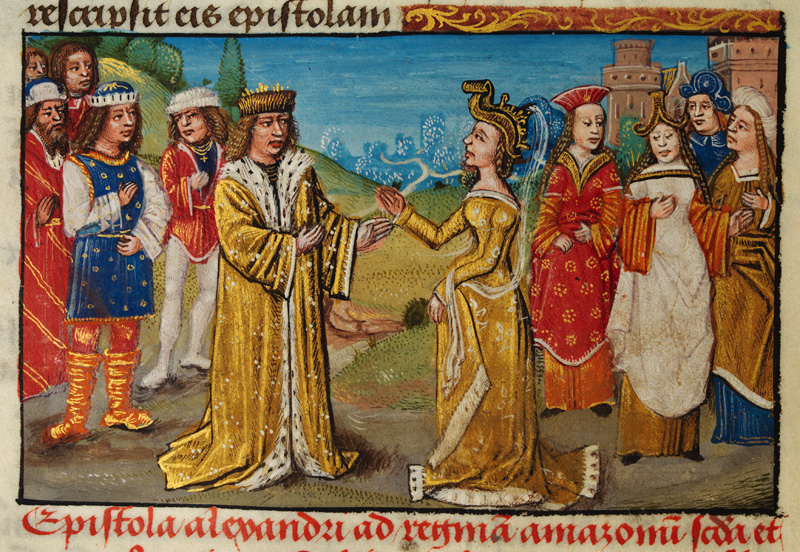
Alexandre rencontre la reine des Amazones, Histoire des Batailles d'Alexandre, XVe siècle.
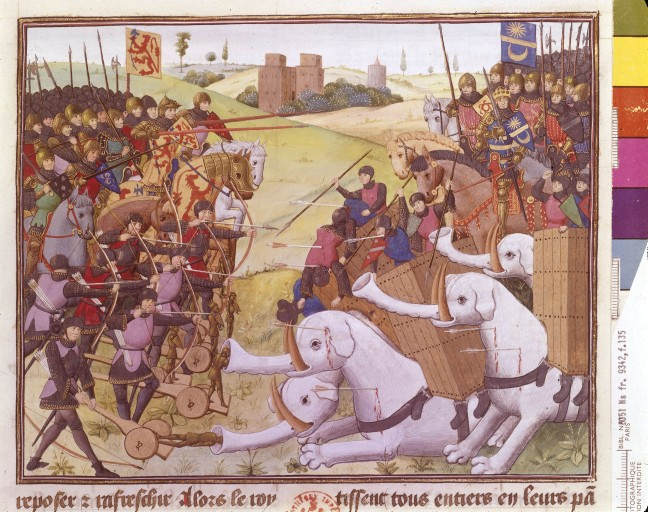
Bataille entre Alexandre et Poros, Maître de l'Alexandre de Wauquelin, XVe siècle.
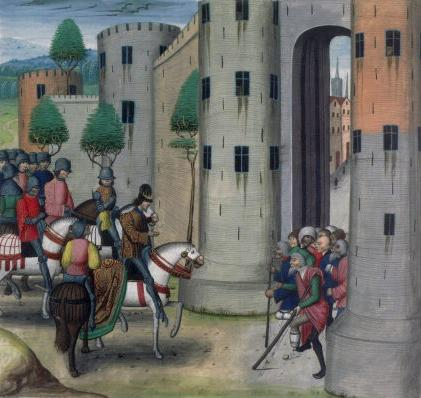
Alexandre arrive à Persépolis, Histoire d'Alexandre le Grand, traduction de Vasque de Lucène, XVe siècle.
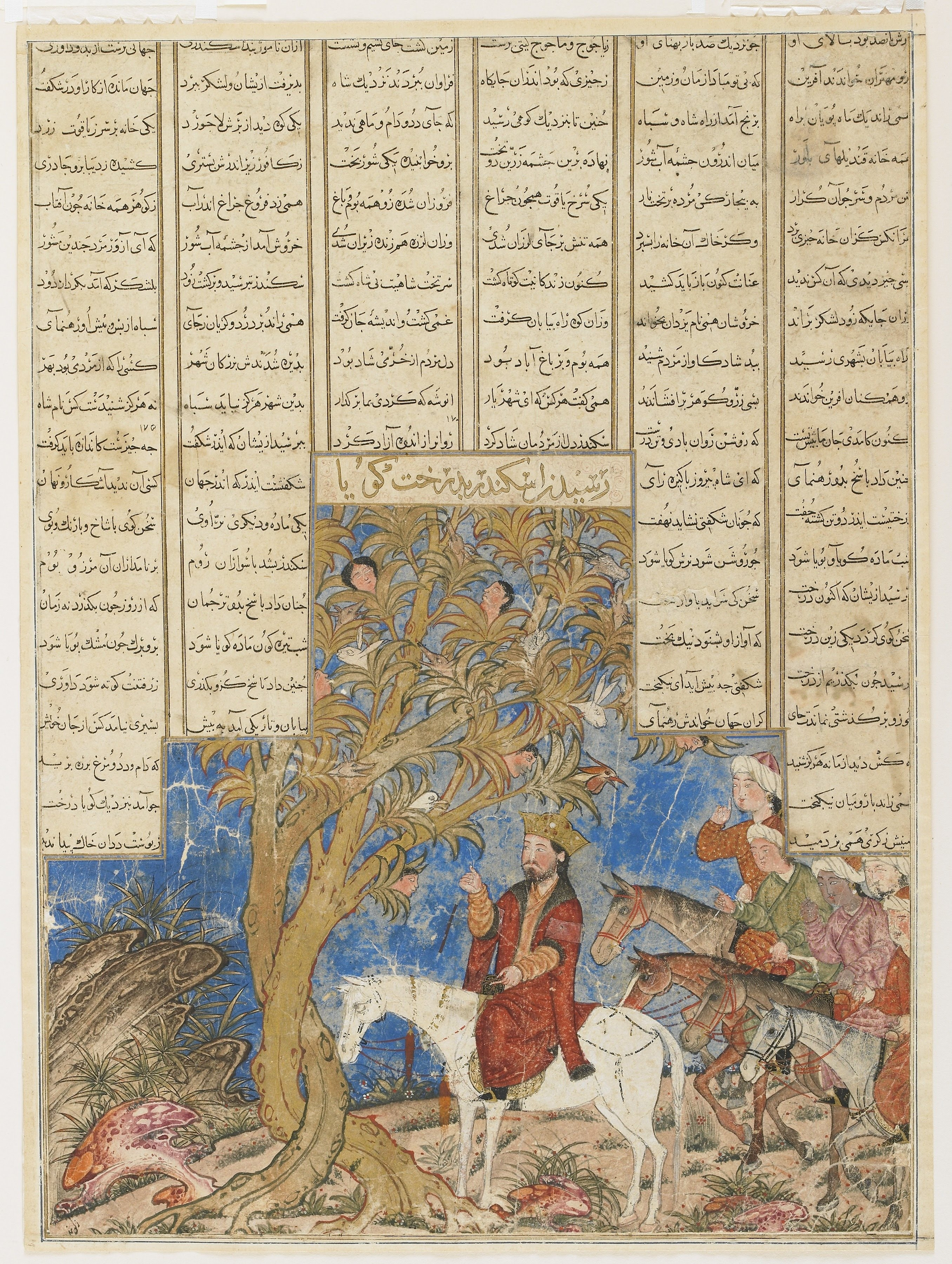
Alexandre (Iskandar) conversant avec l'arbre waq-waq, Livre des Rois de Ferdowsi, XIVe siècle.
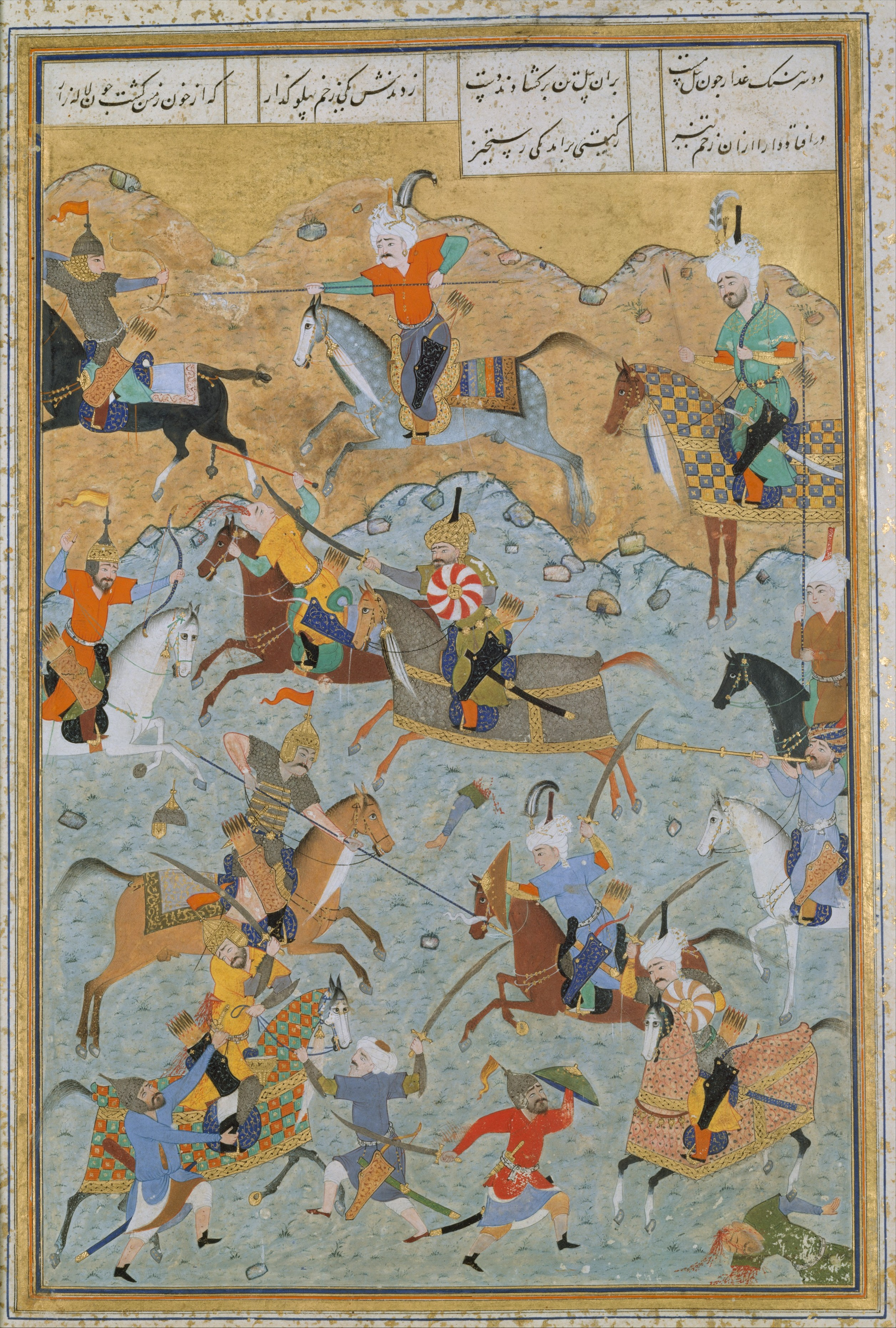
Bataille entre Alexandre et Darius III, Livre d'Alexandre, Khamsé de Nizami, XVIe siècle.

## Gravure

### Gravure moderne
Alexandre est représenté sur de nombreuses gravures à l'époque moderne. Une édition en français de l'Histoire d'Alexandre le Grand de Quinte-Curce, datée de 1696, est agrémentée d'une série de gravures illustrant des épisodes de son épopée.

Gravures modernes représentant Alexandre
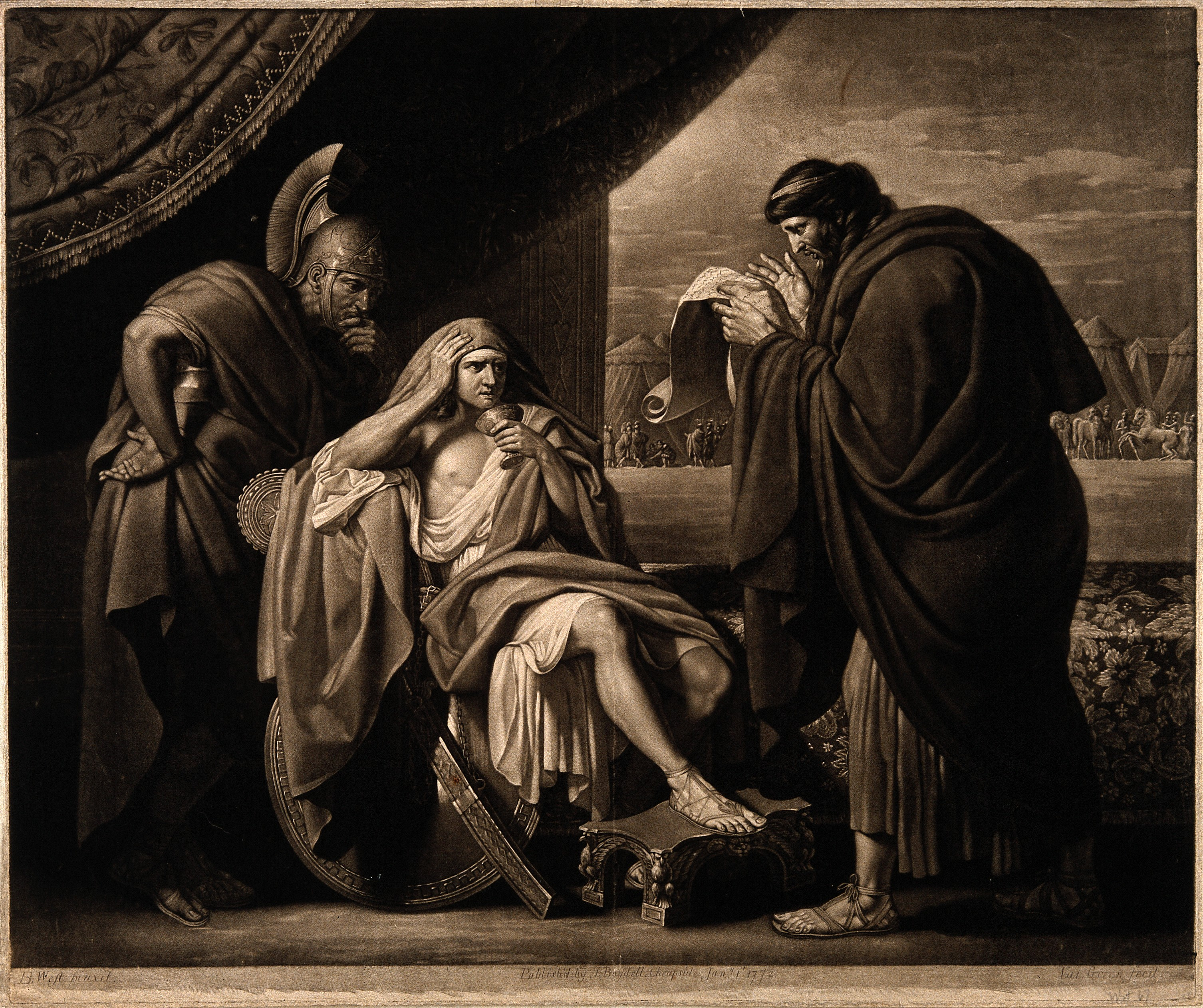
Alexandre le Grand démontre sa confiance dans son médecin.
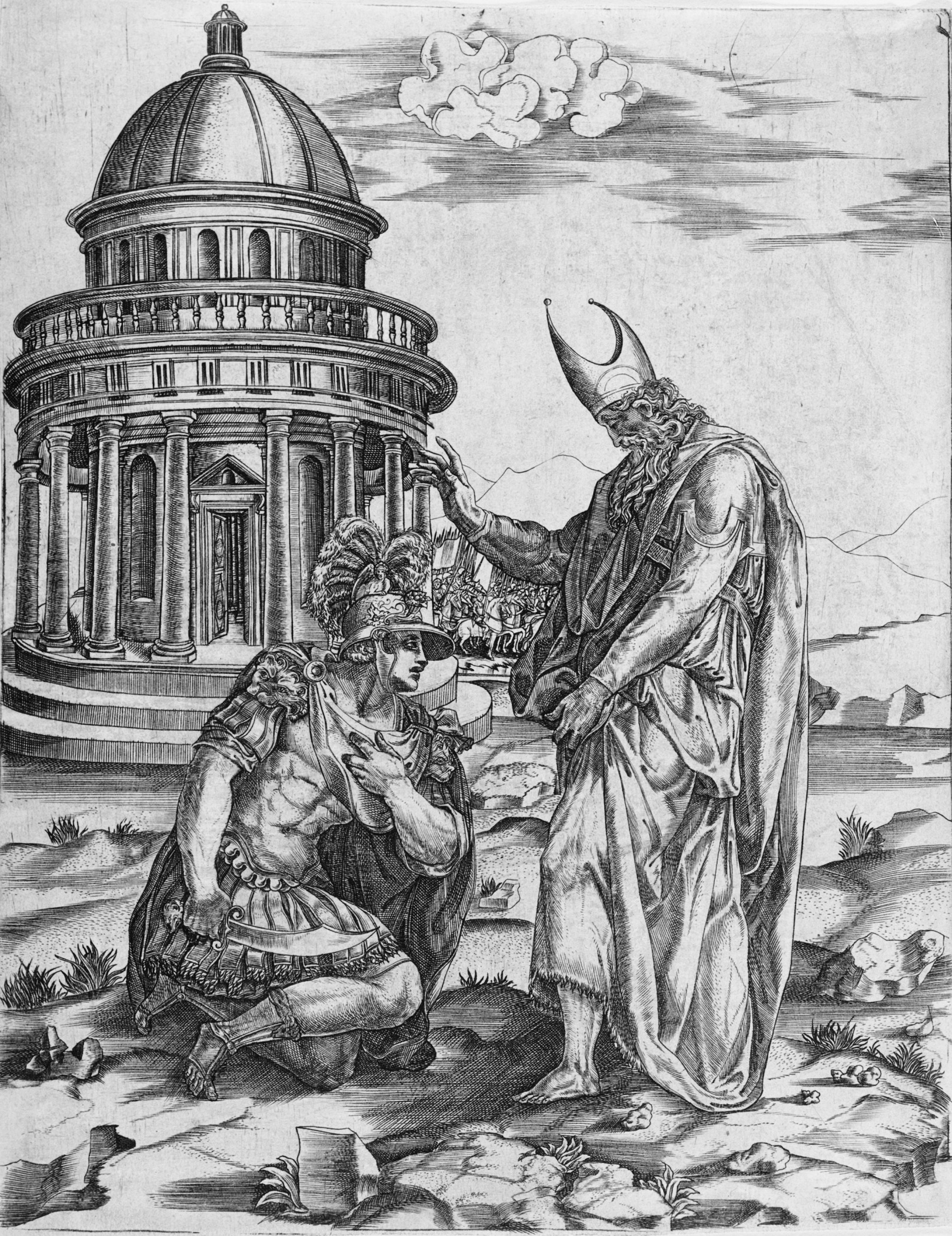
Alexandre s’agenouillant devant le Grand prêtre d'Ammon.
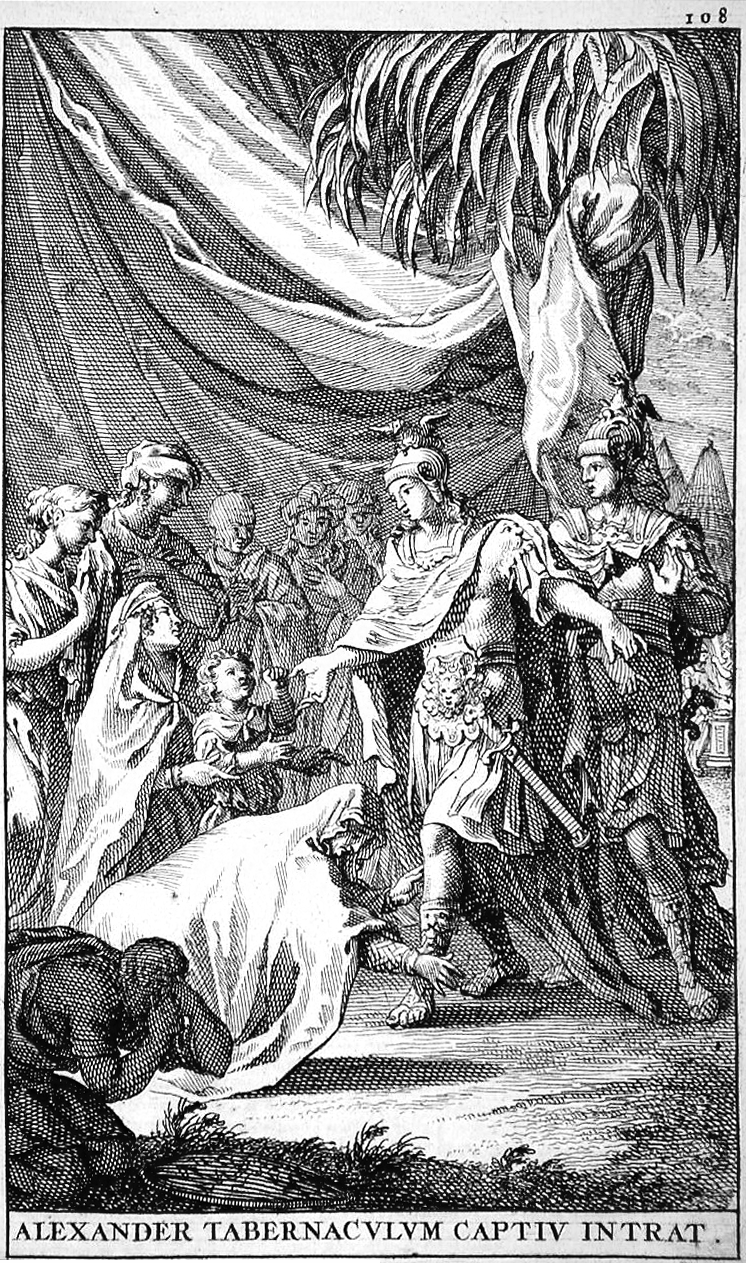
Alexandre et Héphaistion.
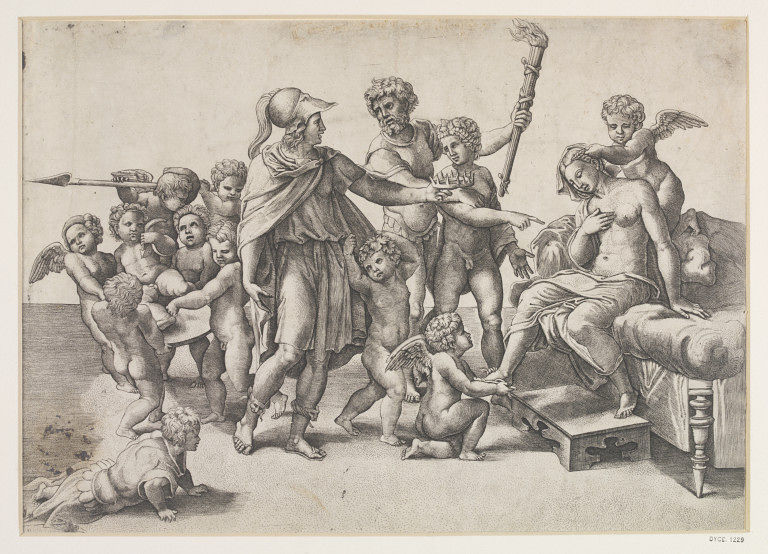
Alexandre et Roxane.
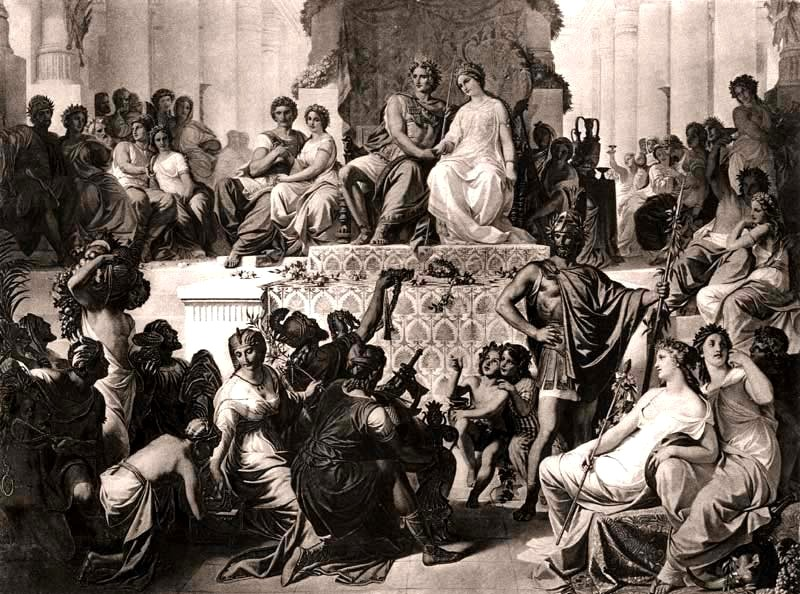
Les noces de Suse.
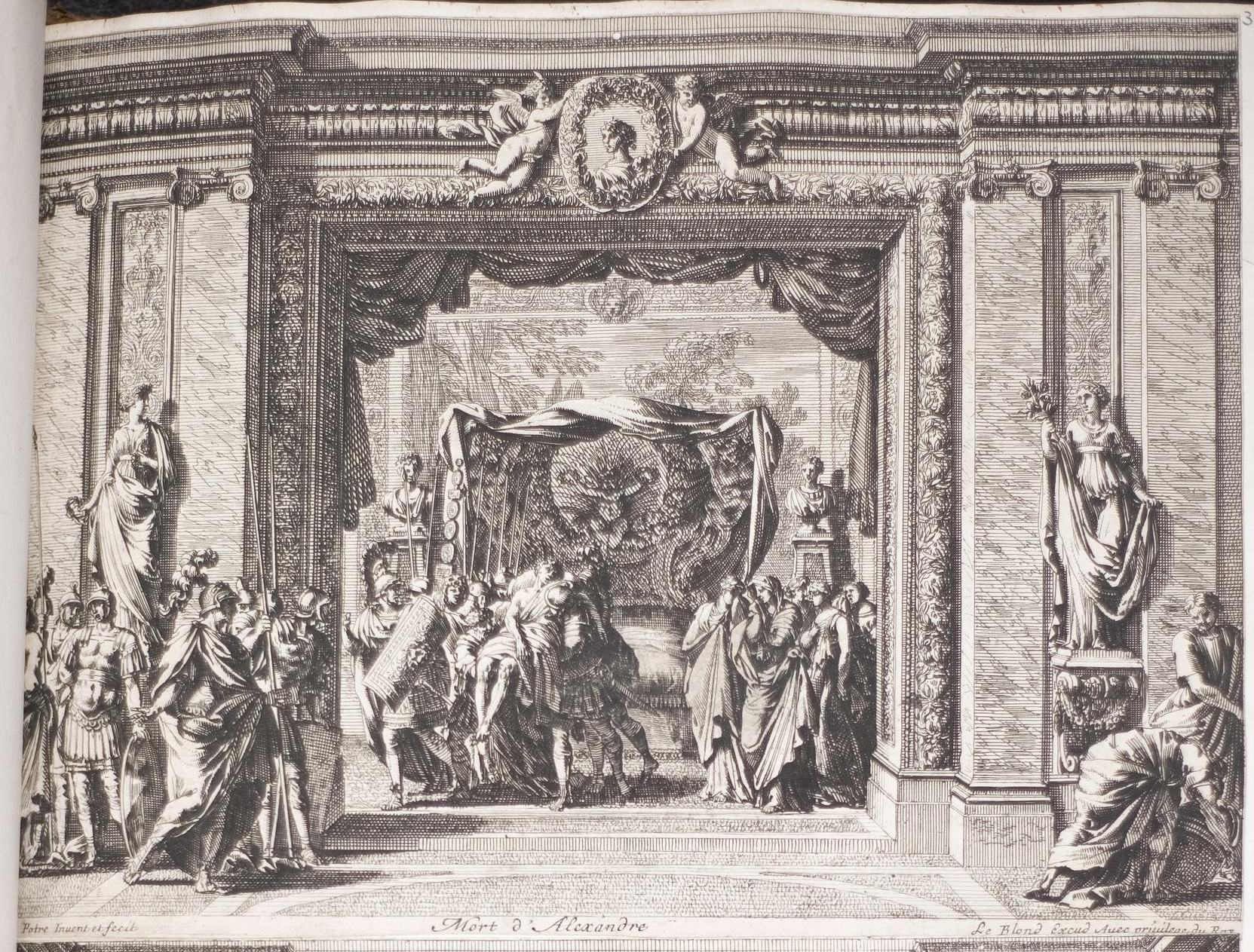
La mort d'Alexandre.

Gravures représentant Alexandre provenant d'une traduction de Quinte-Curce
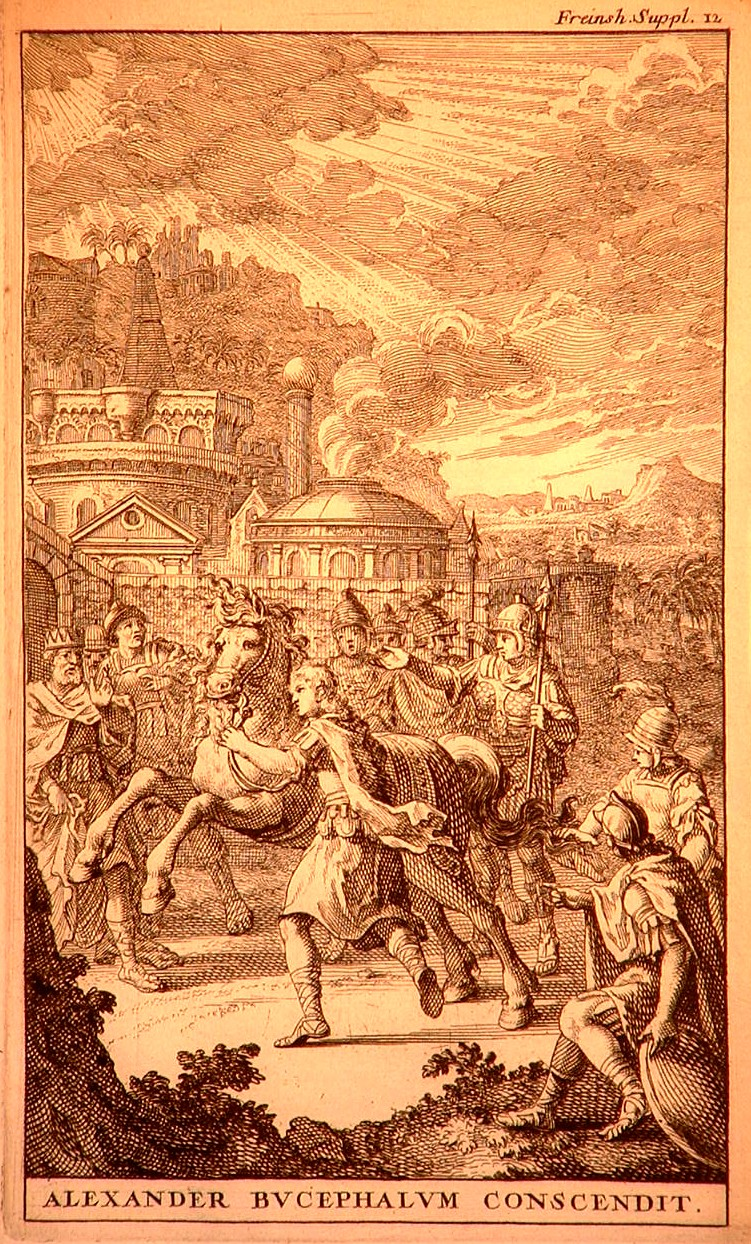
Alexandre apprivoisant Bucéphale.
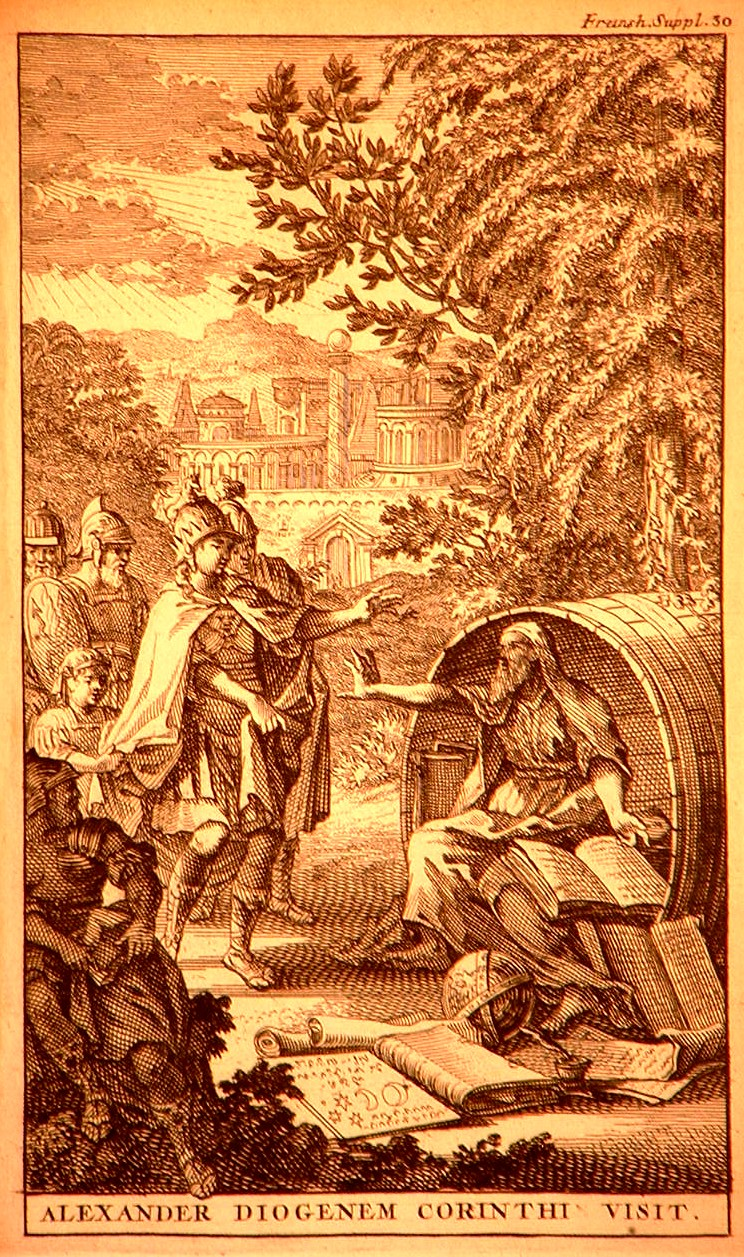
Alexandre visitant Diogène à Corinthe.
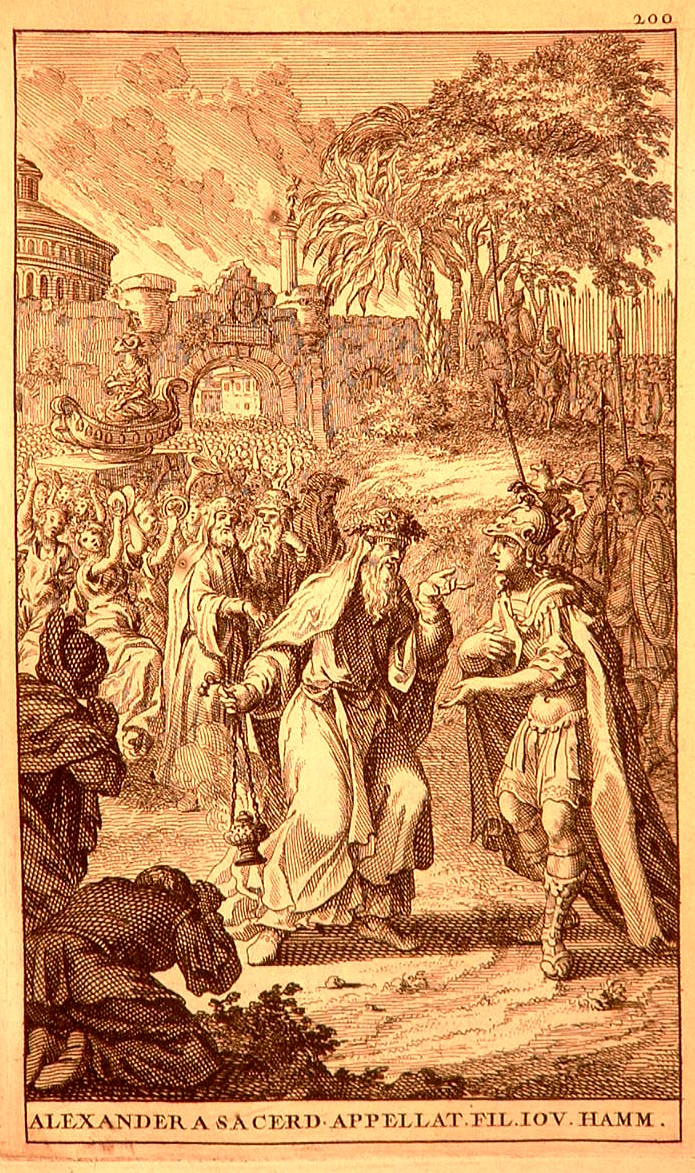
Alexandre reconnu comme le fils d'Ammon.
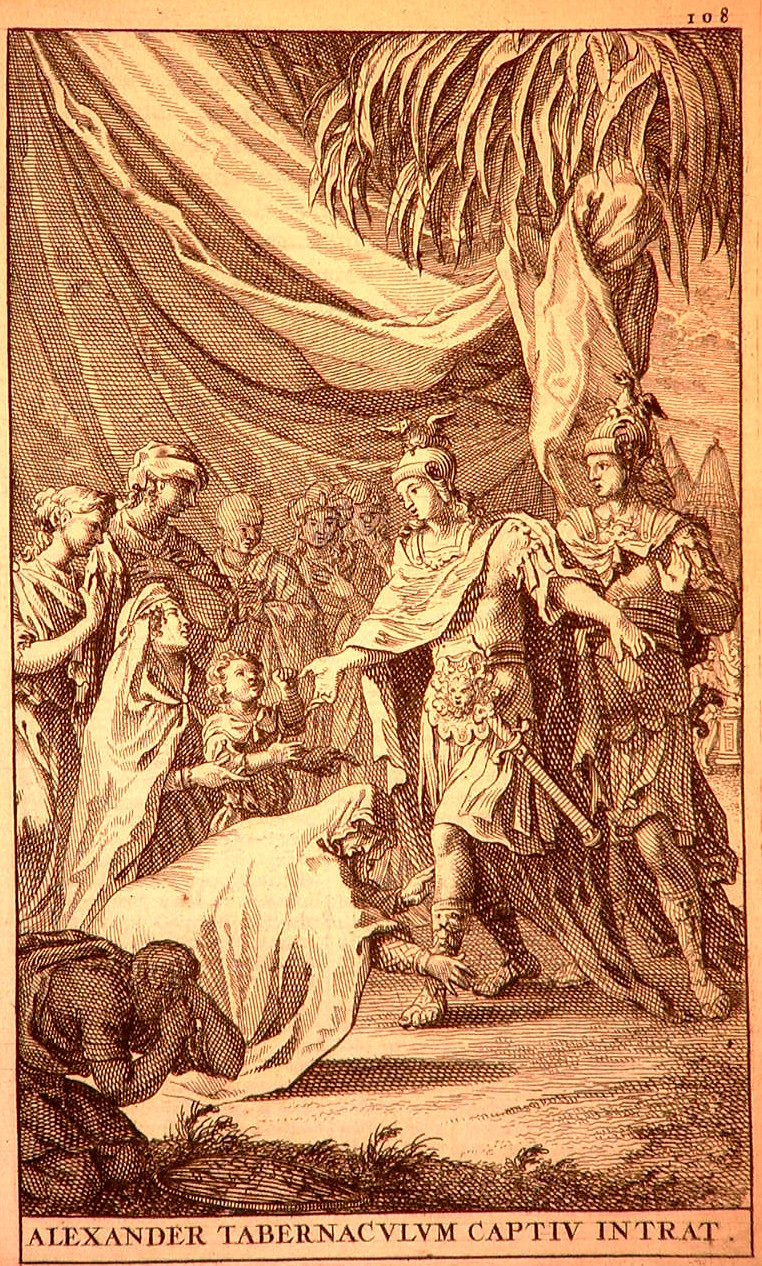
Alexandre entrant dans la tente des captives.
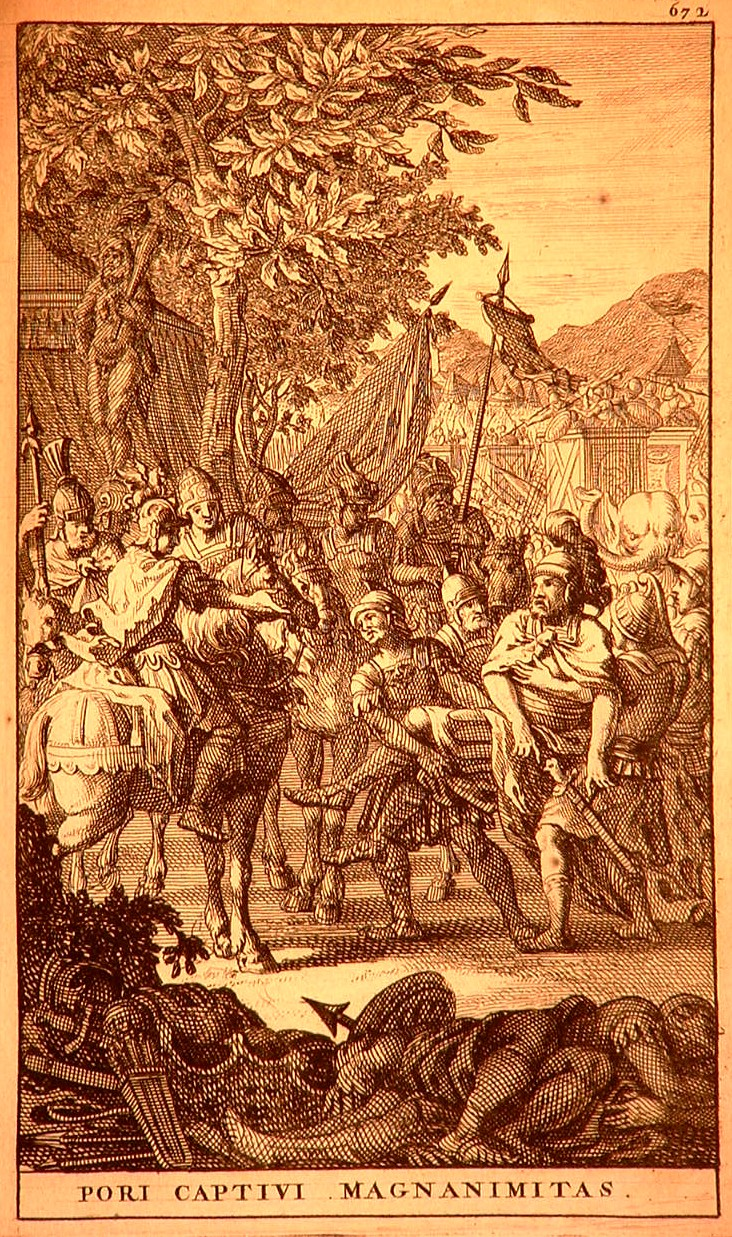
La magnanimité d'Alexandre envers Poros.
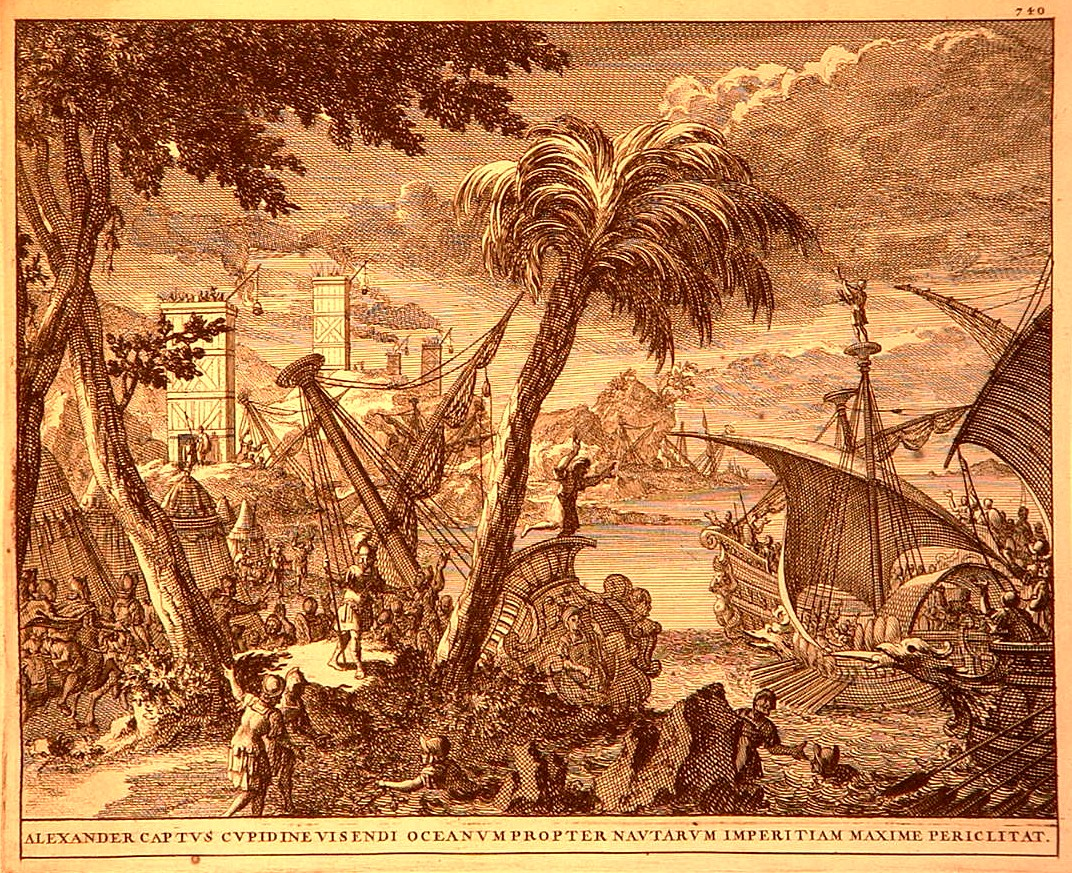
Alexander est saisi par le désir de visiter l'océan Indien placant les marins en grand danger.
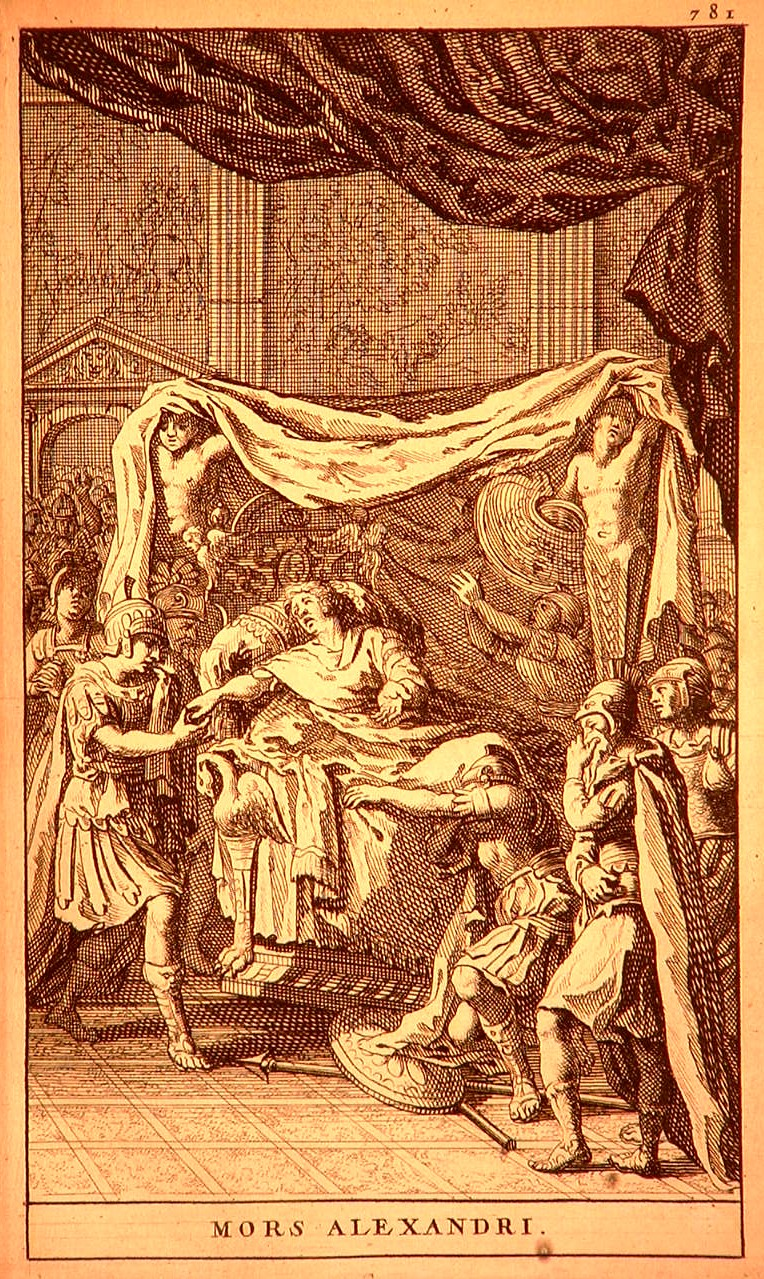
La mort d'Alexandre.

### Gravure et illustration contemporaines
André Castaigne a réalisé à la fin du XXe siècle de nombreuses gravures représentant Alexandre, mais aussi des scènes de batailles ou des épisodes célèbres de son épopée.

Gravures d'André Castaigne représentant Alexandre
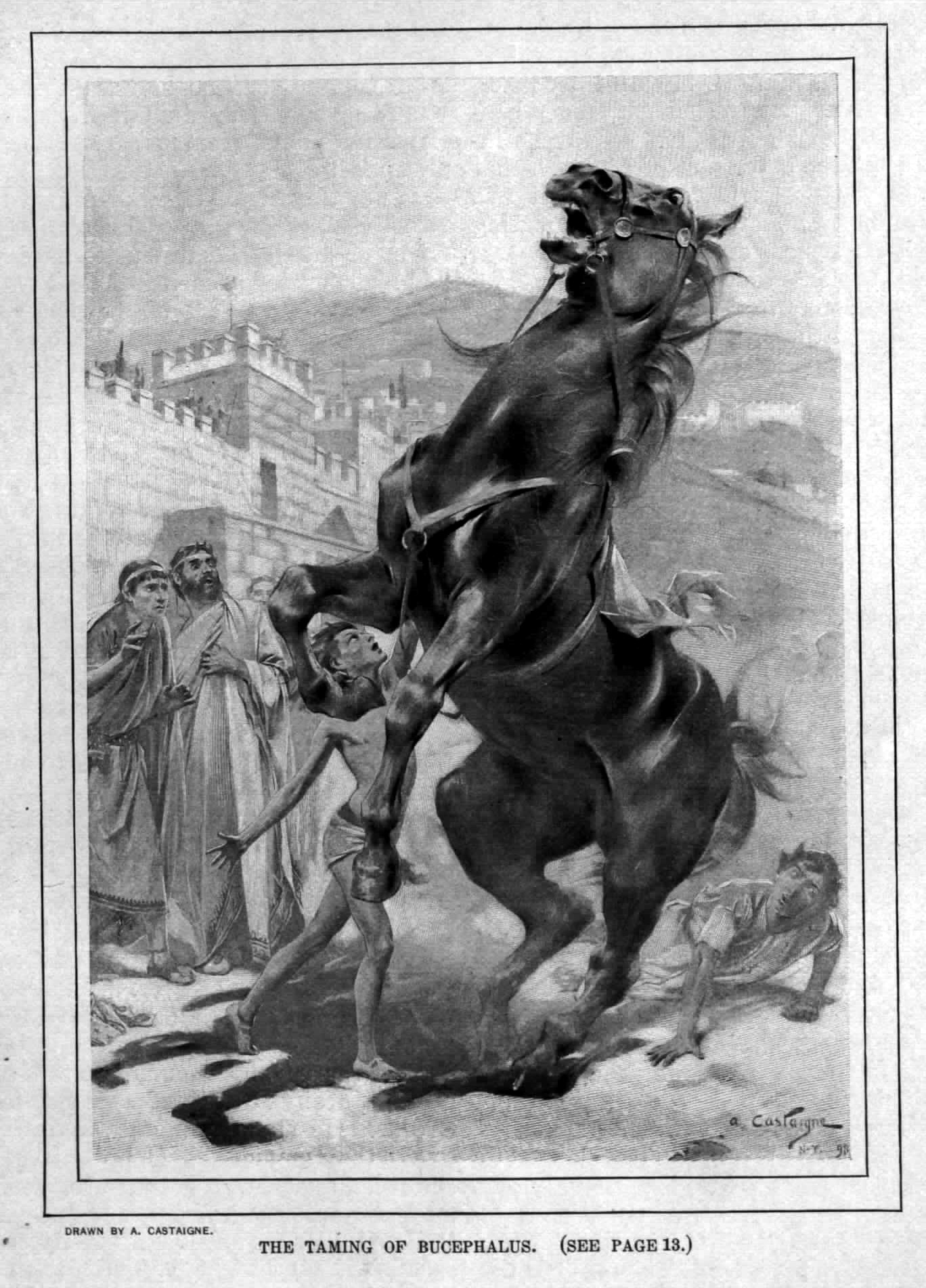
L'apprivoisement de Bucéphale.
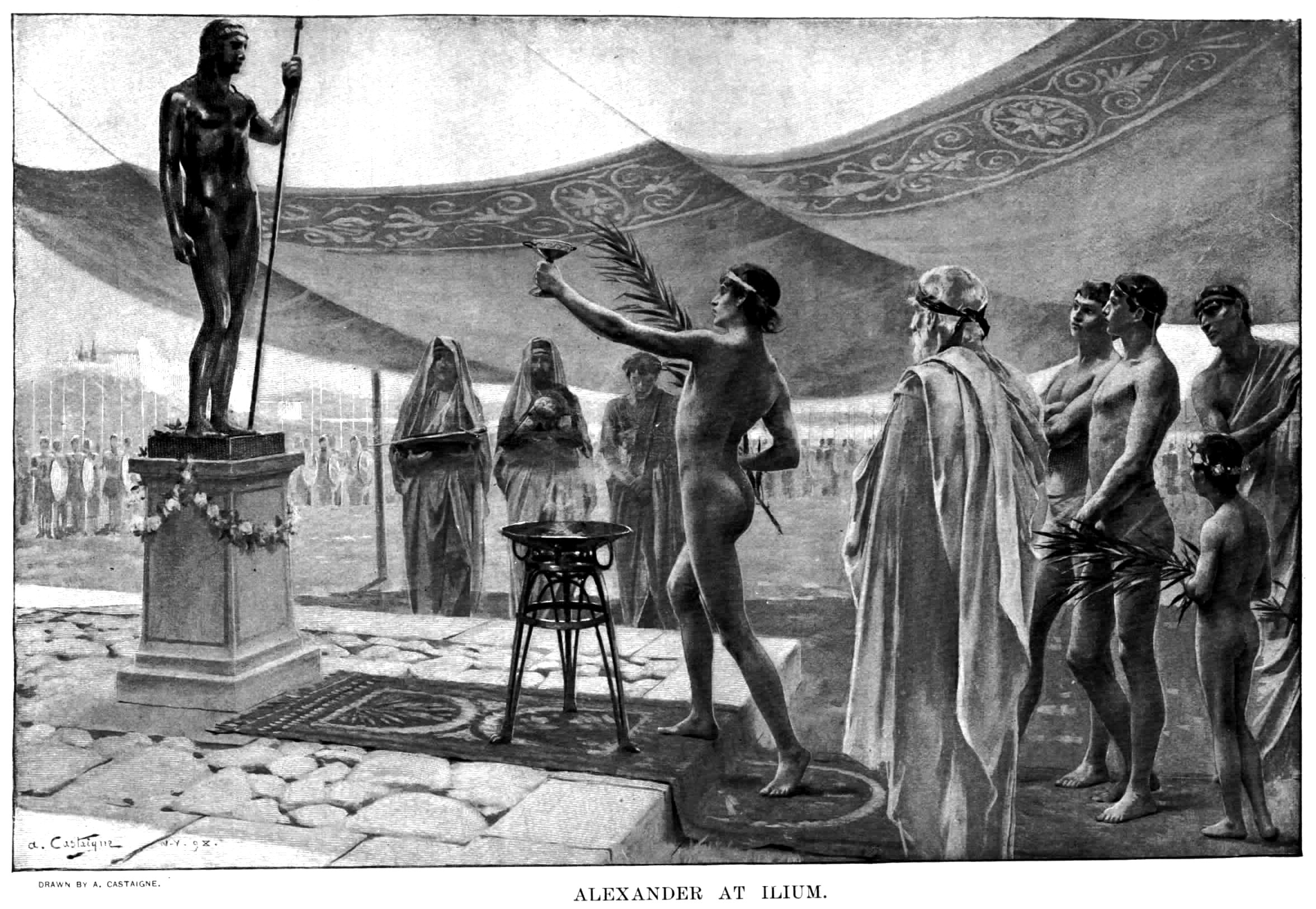
Alexandre à Ilion.
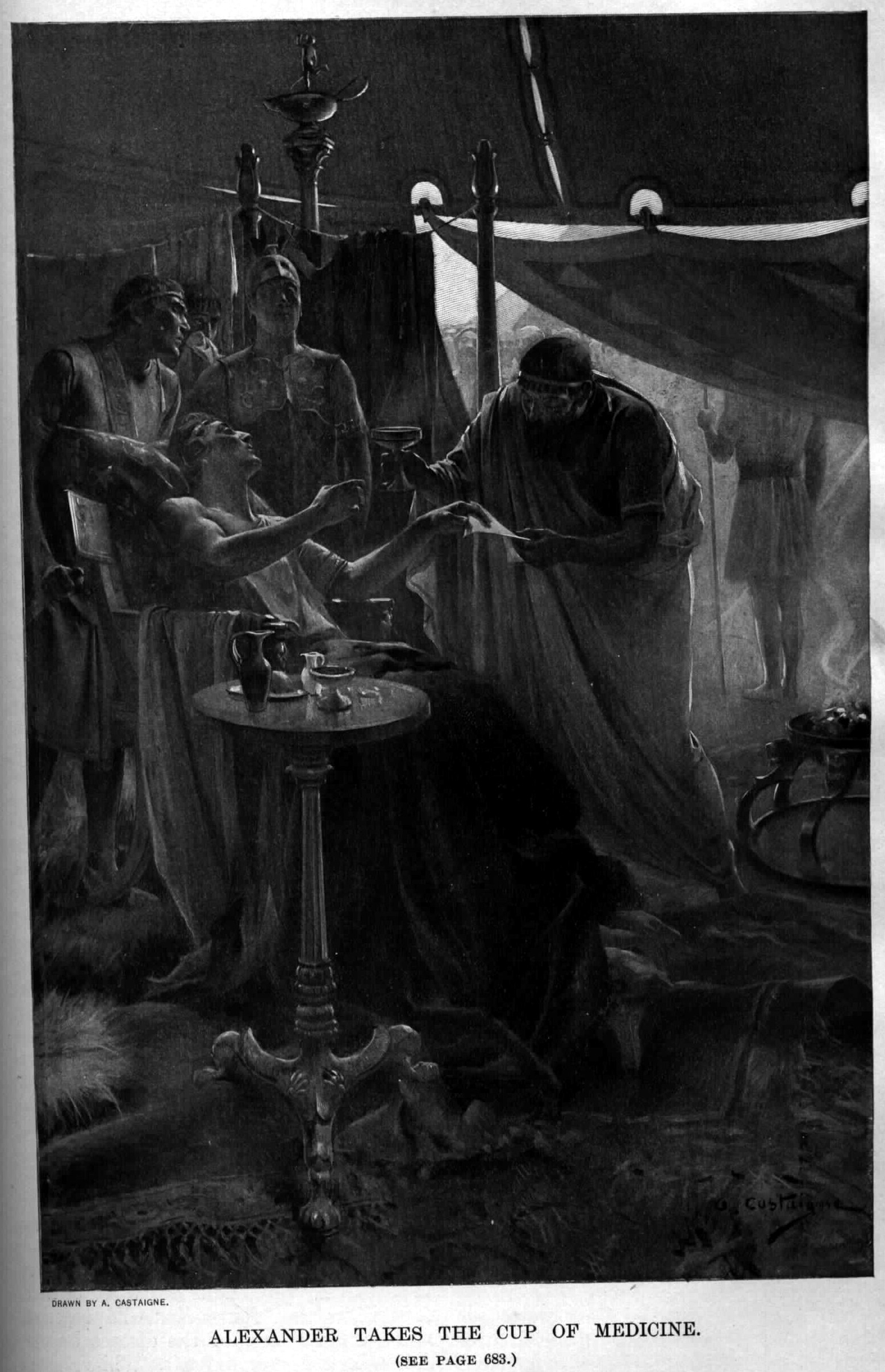
Alexandre buvant une potion médicinale.
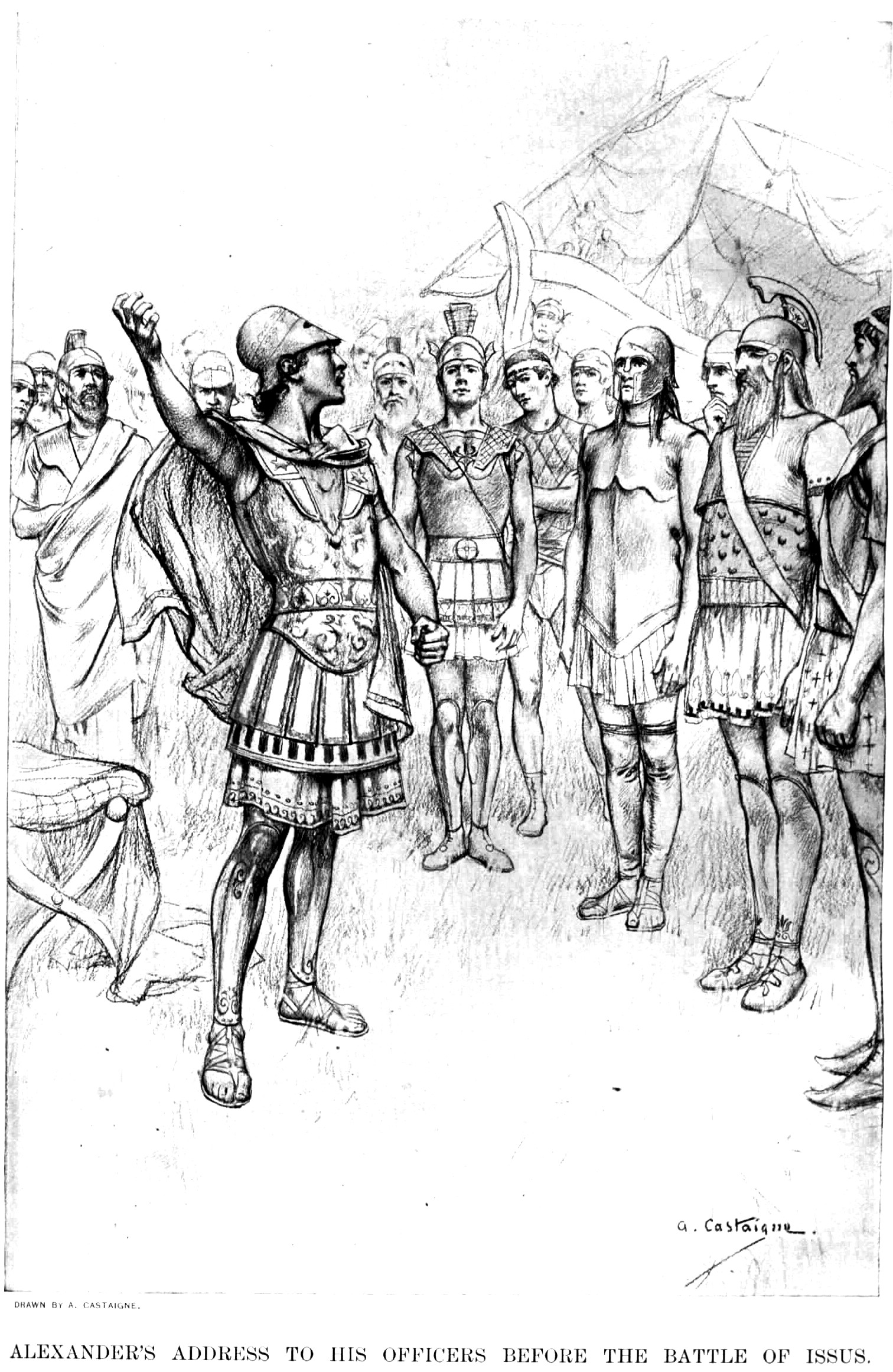
Alexandre s'adressant à ses officiers avant la bataille d'Issos.
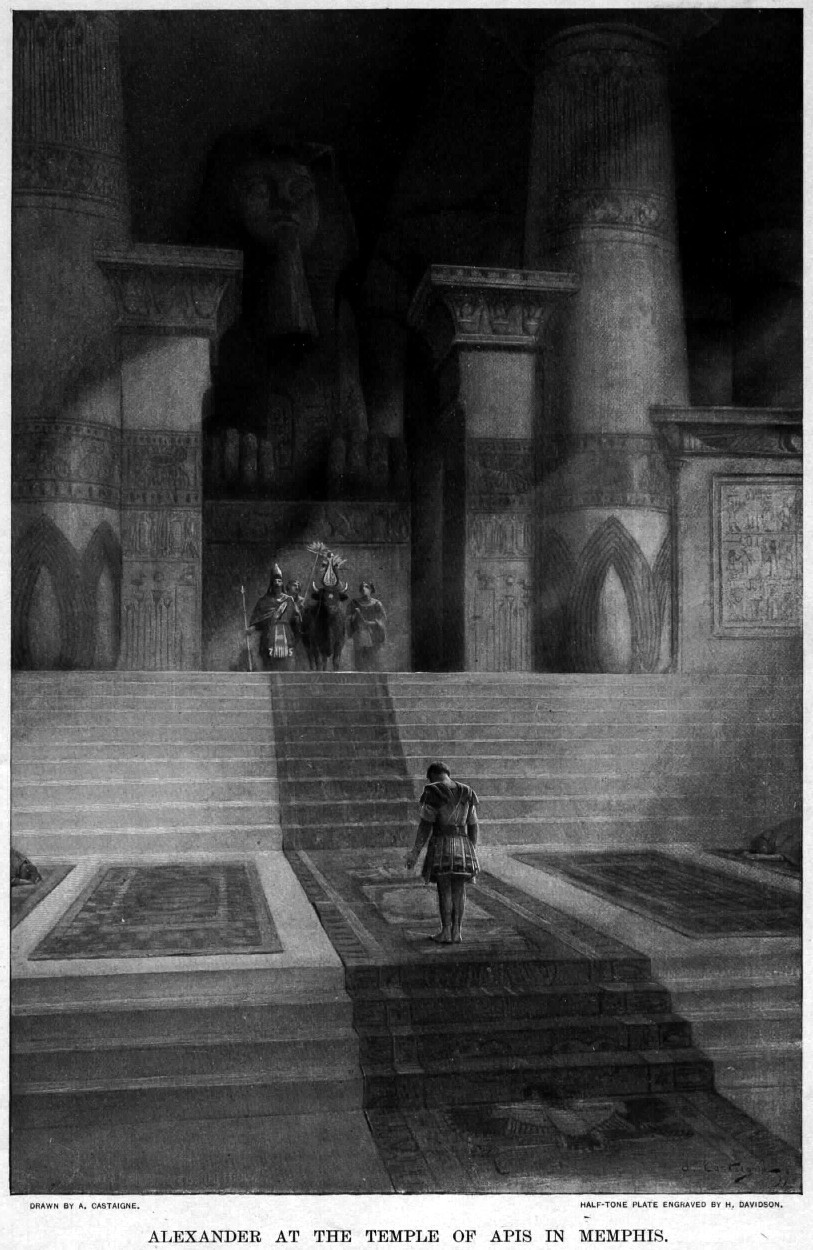
Alexandre visitant le temple d'Apis à Memphis.
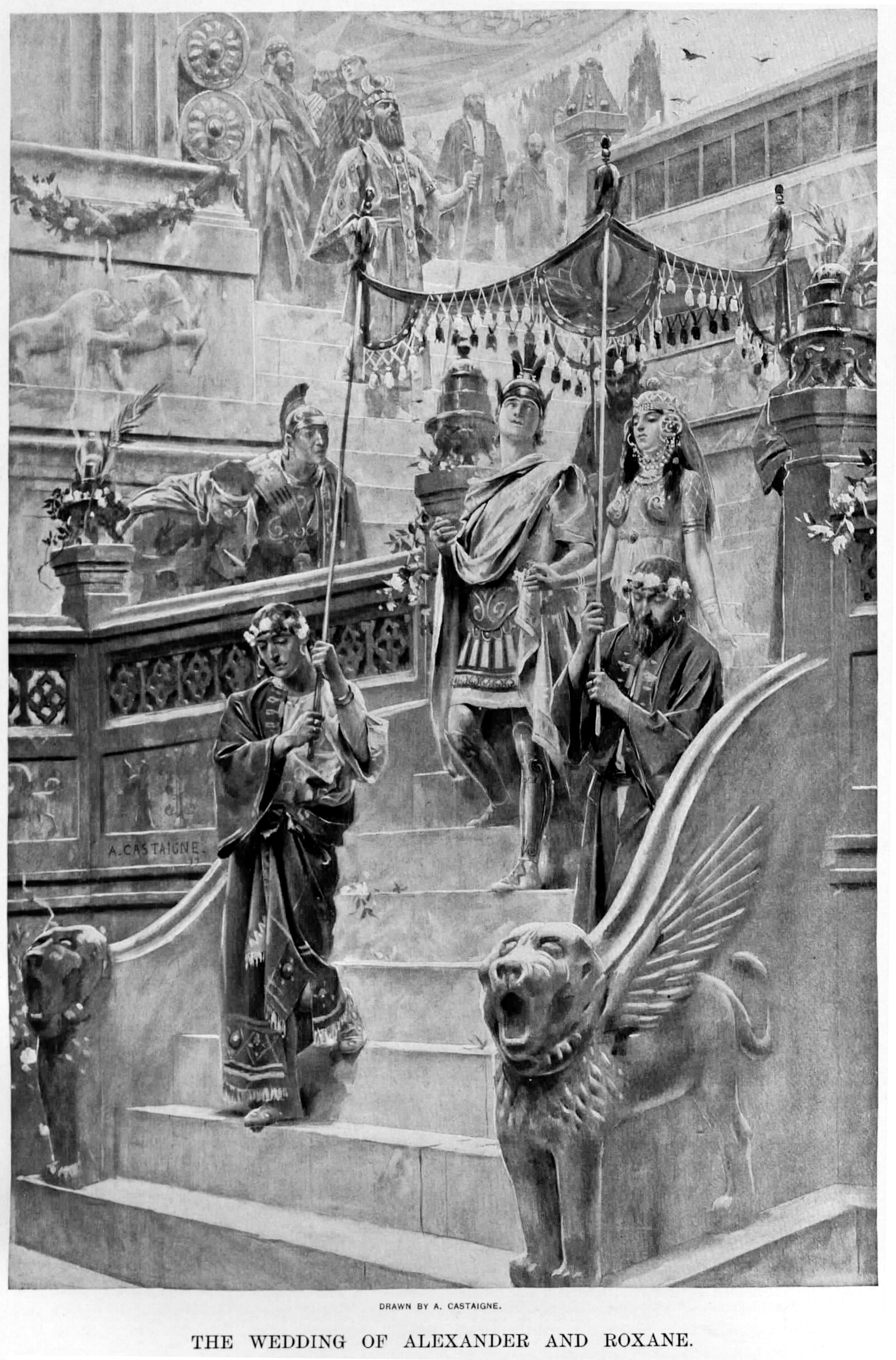
Les noces d'Alexandre et de Roxane.
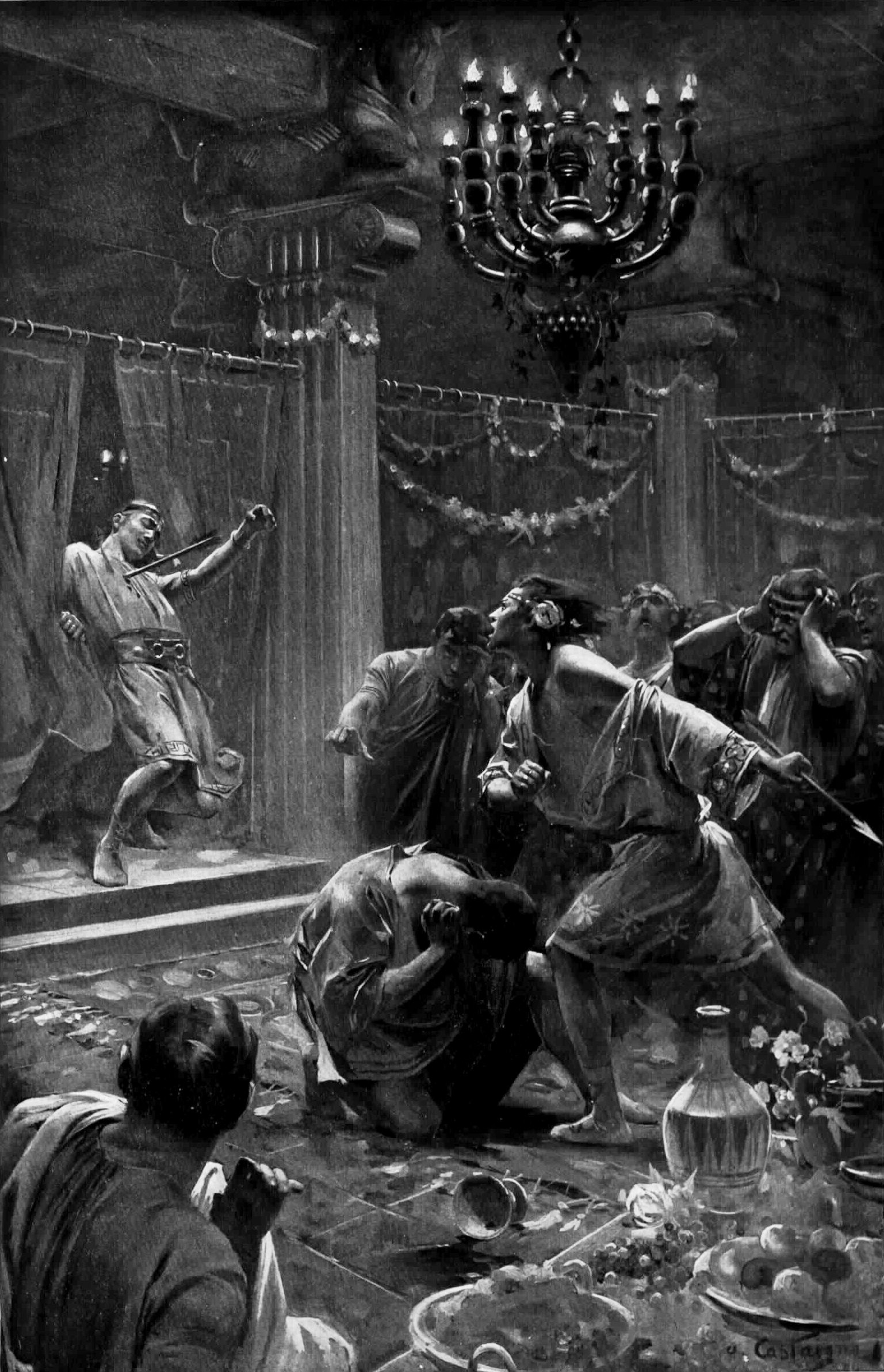
Le meurtre de Cleitos.
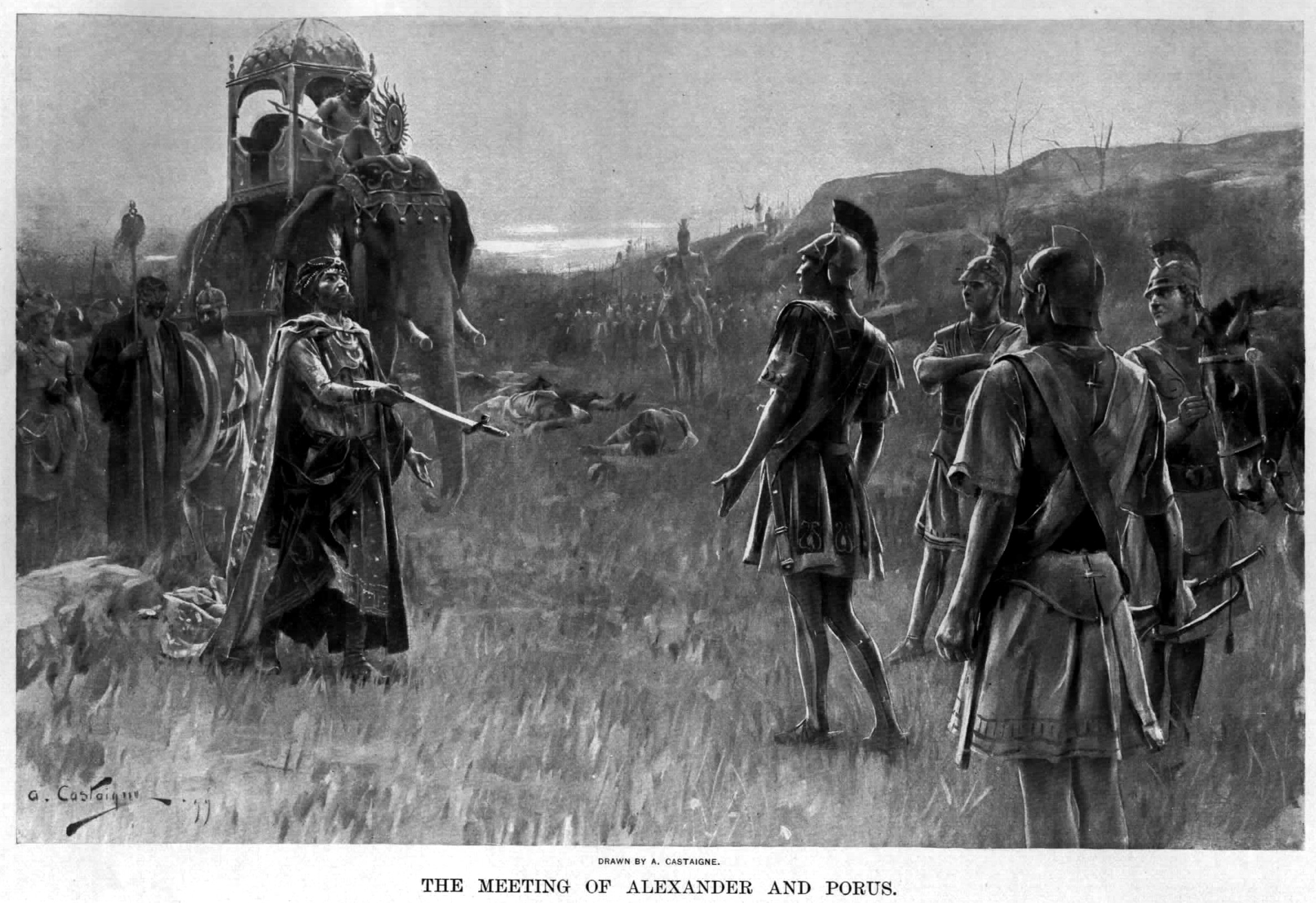
Alexandre rencontre Poros.
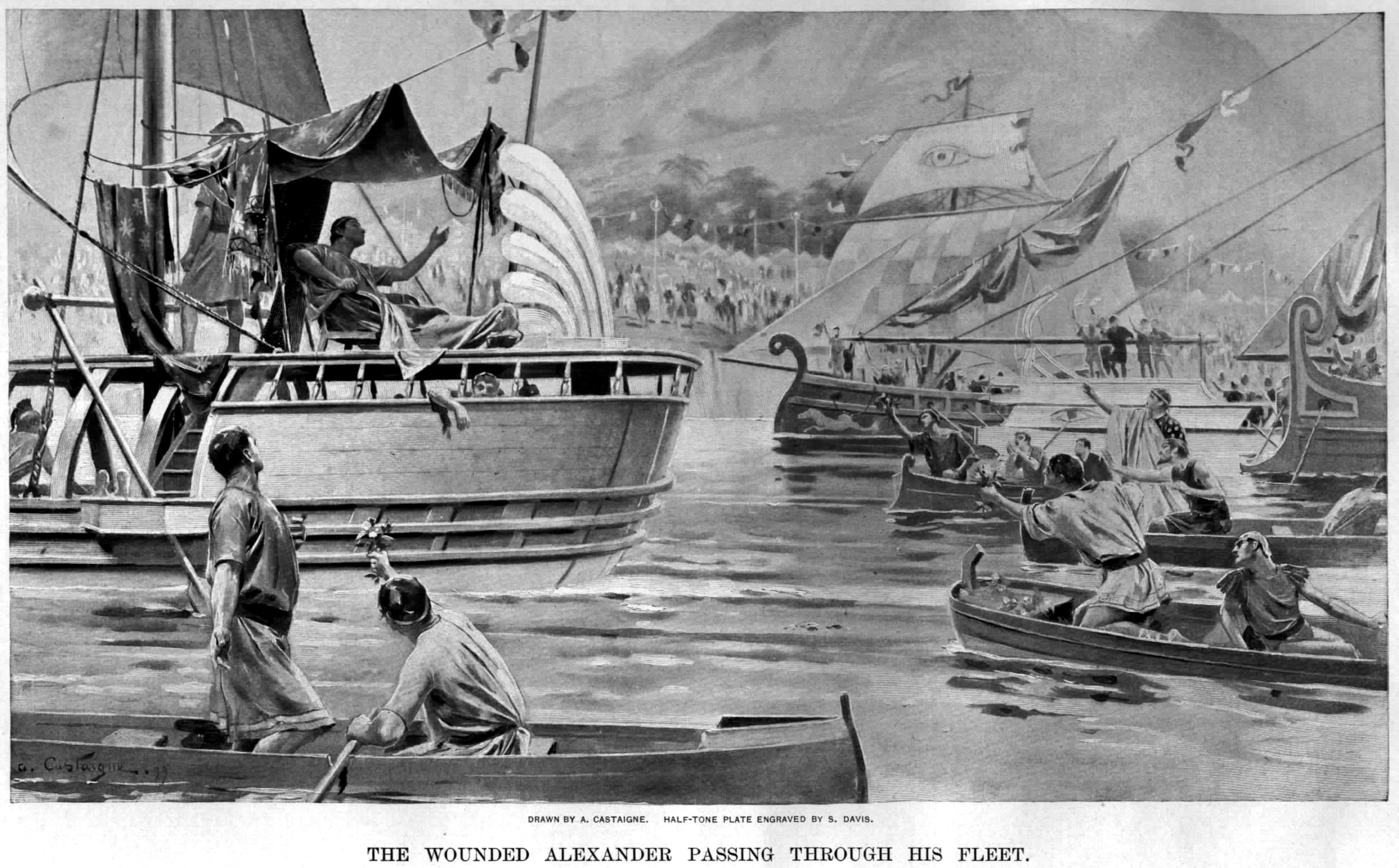
Alexandre blessé au milieu de sa flotte en Inde.
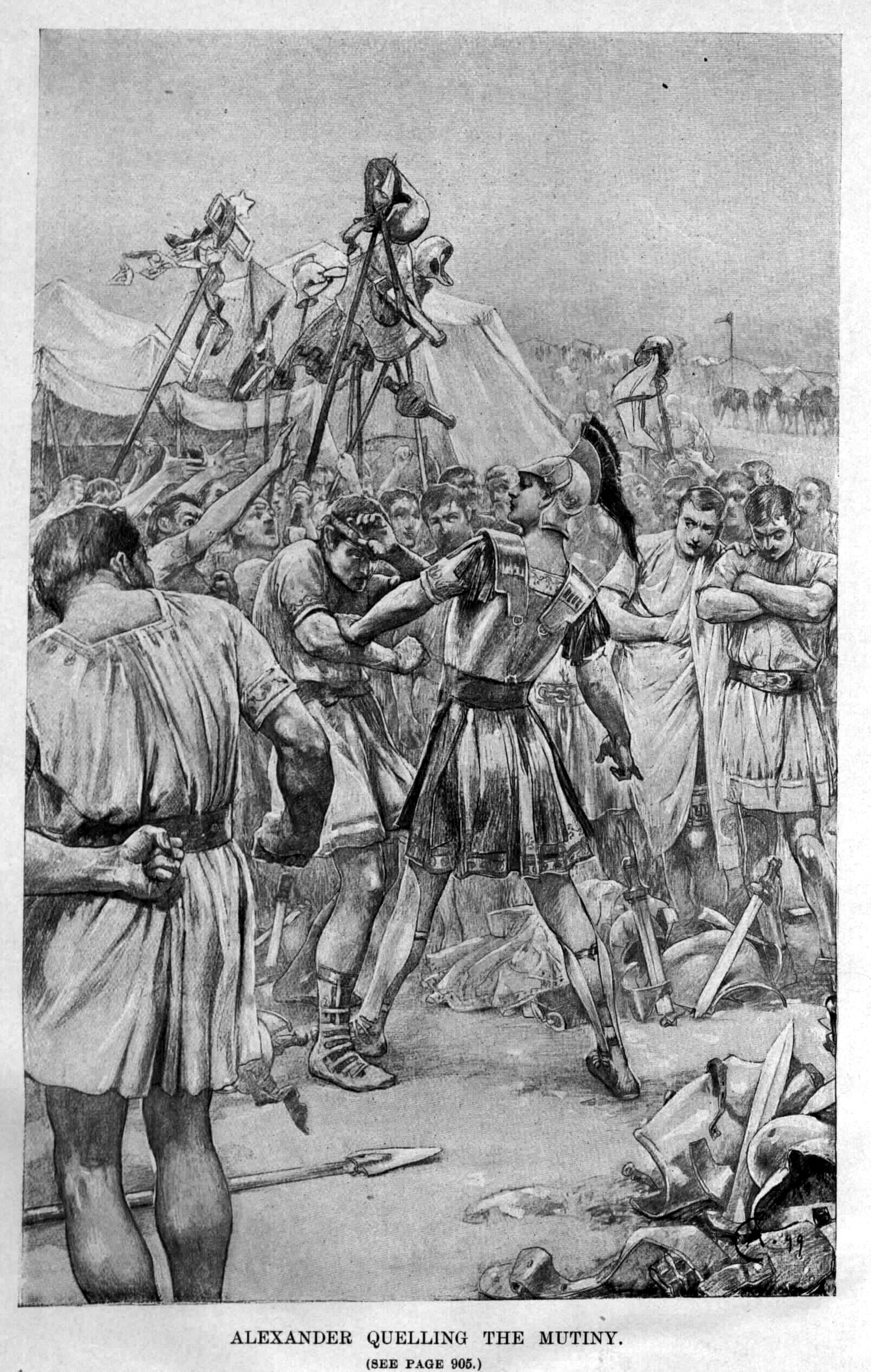
Alexandre réprimant la mutinerie.
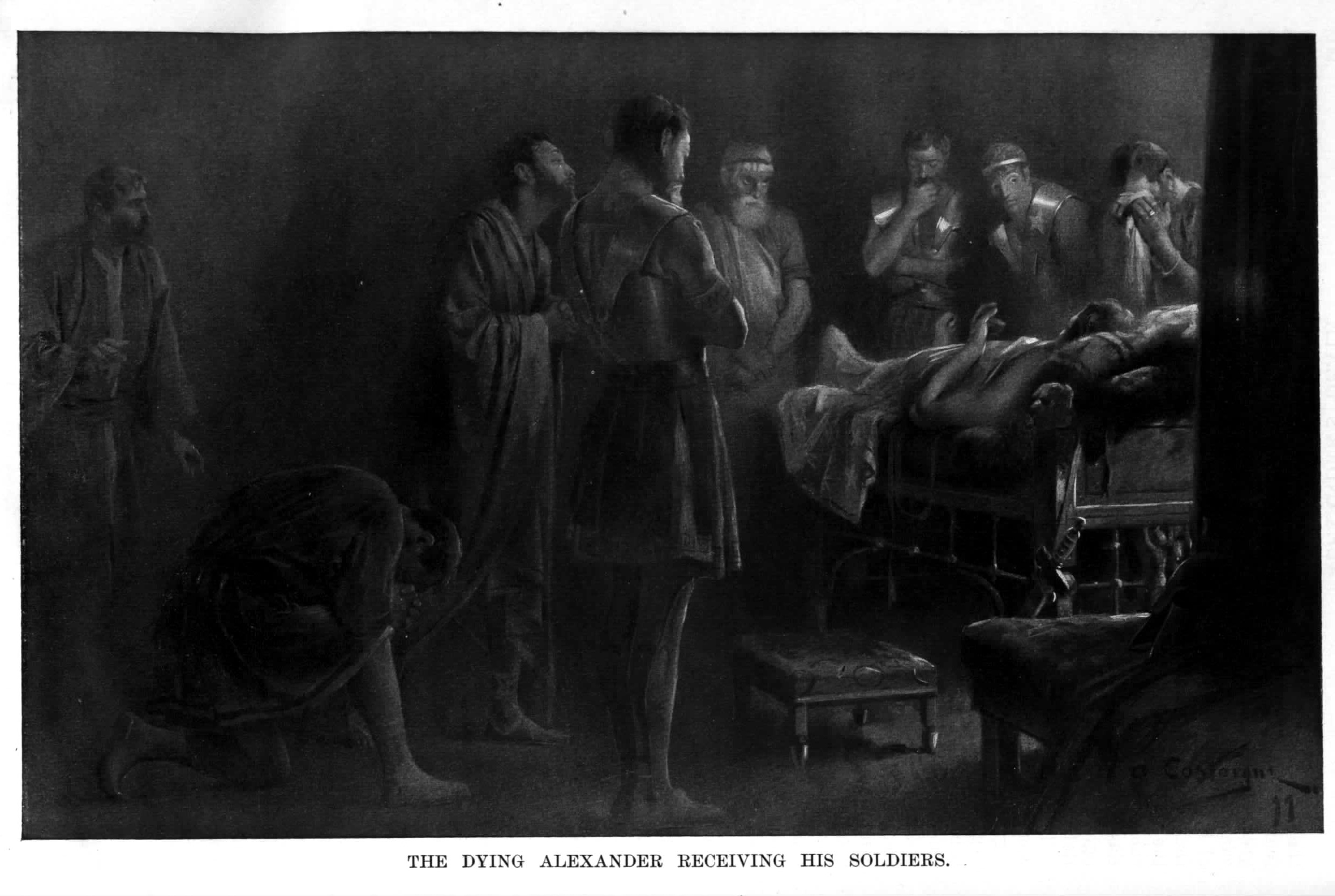
Alexandre mourant reçoit ses soldats.

Illustrations contemporaines représentant Alexandre
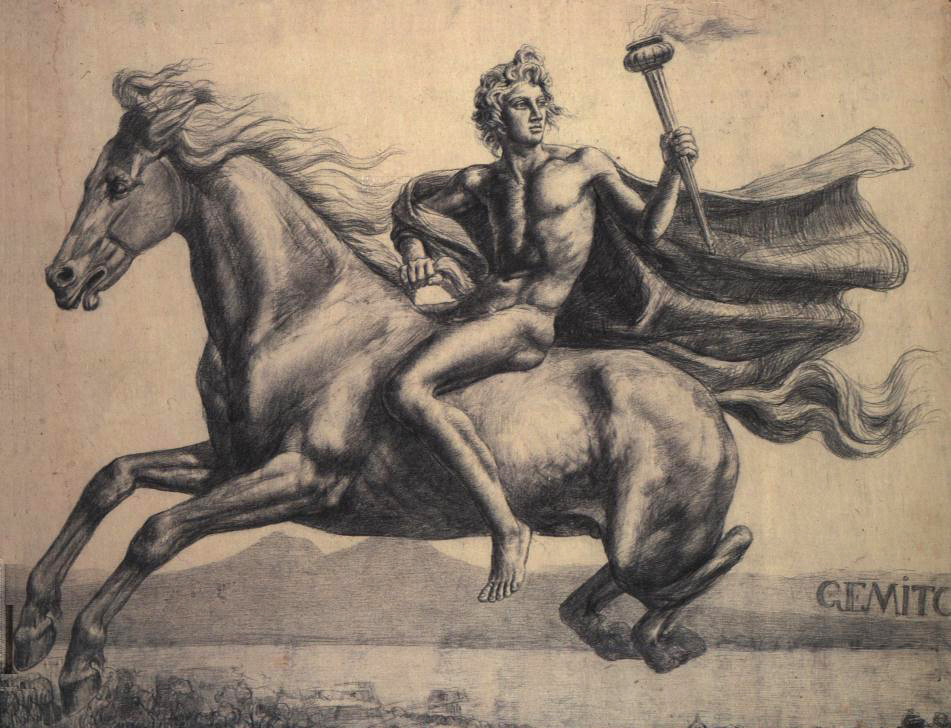
Alexandre chevauchant Bucéphale.
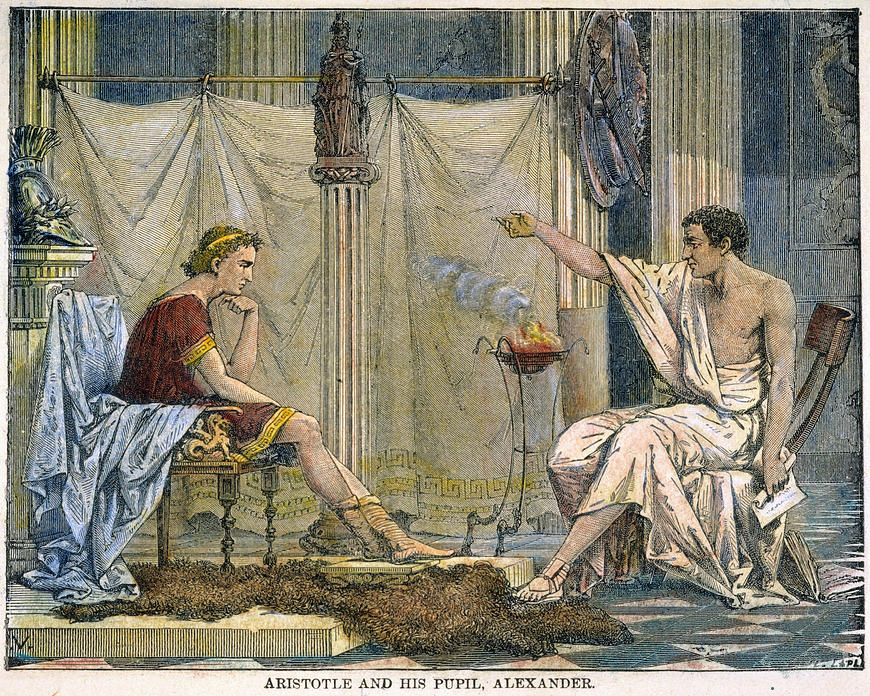
Alexandre et Aristote.
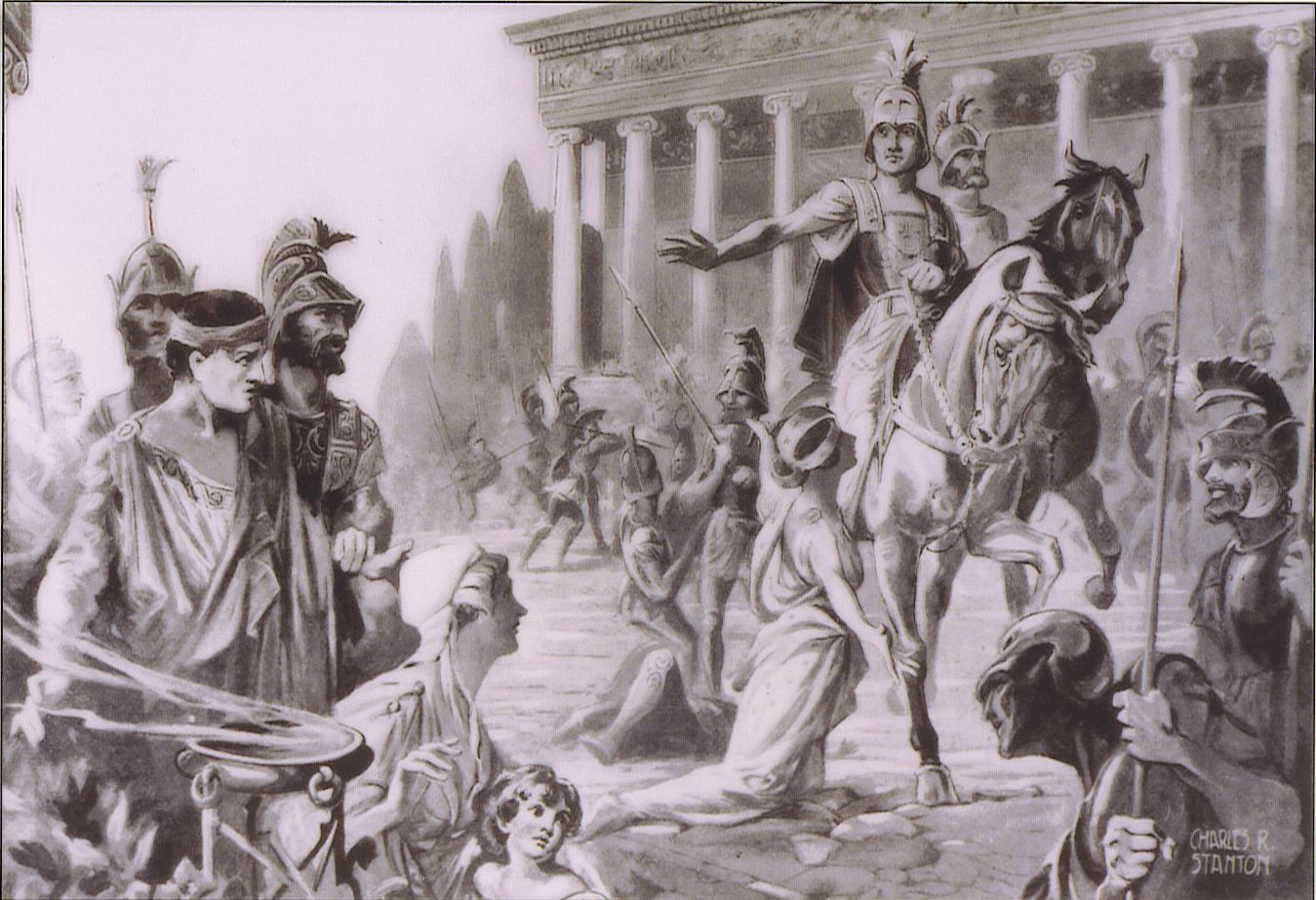
Alexandre pendant le sac de Thèbes.
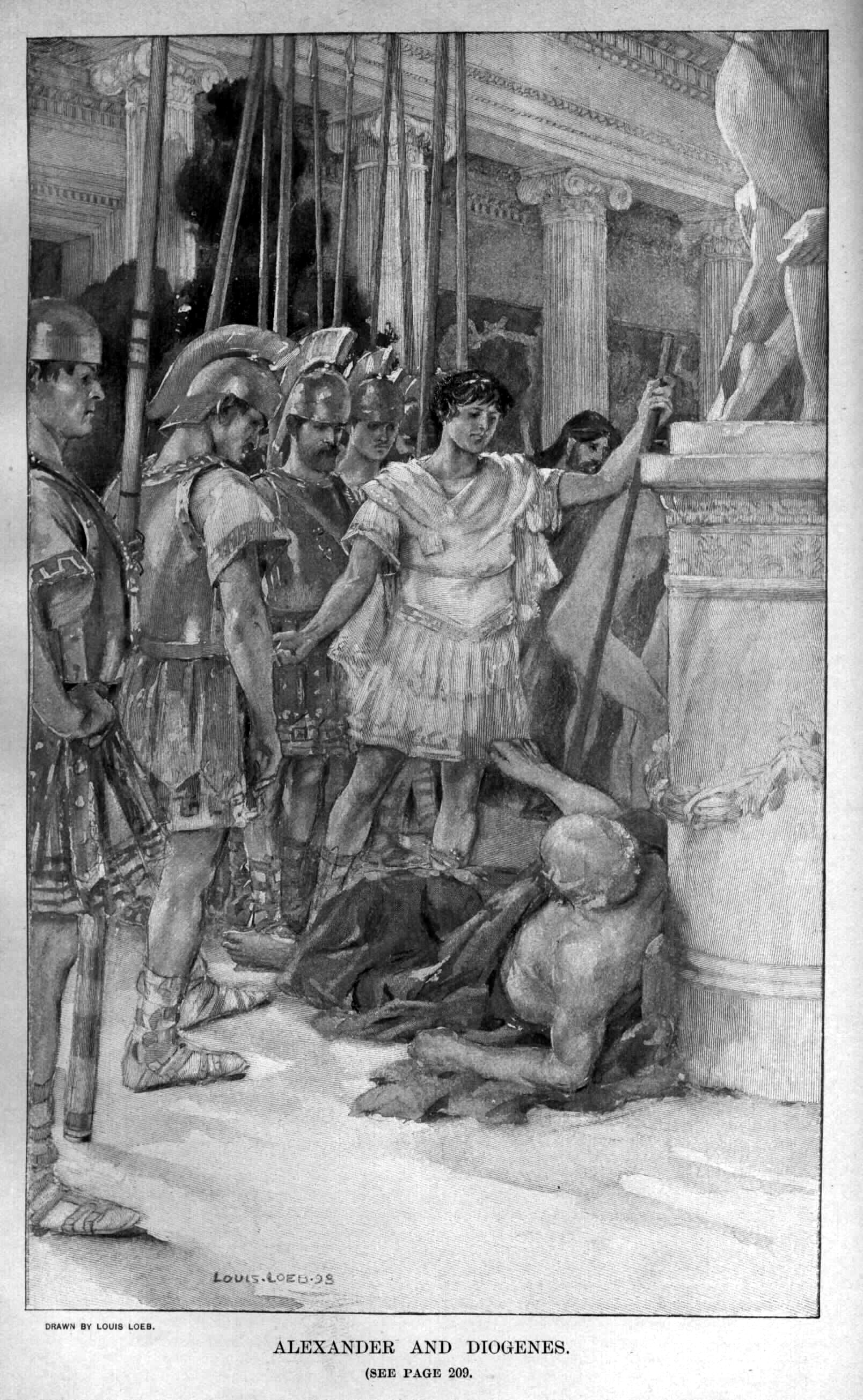
Alexandre visite Diogène à Corinthe.
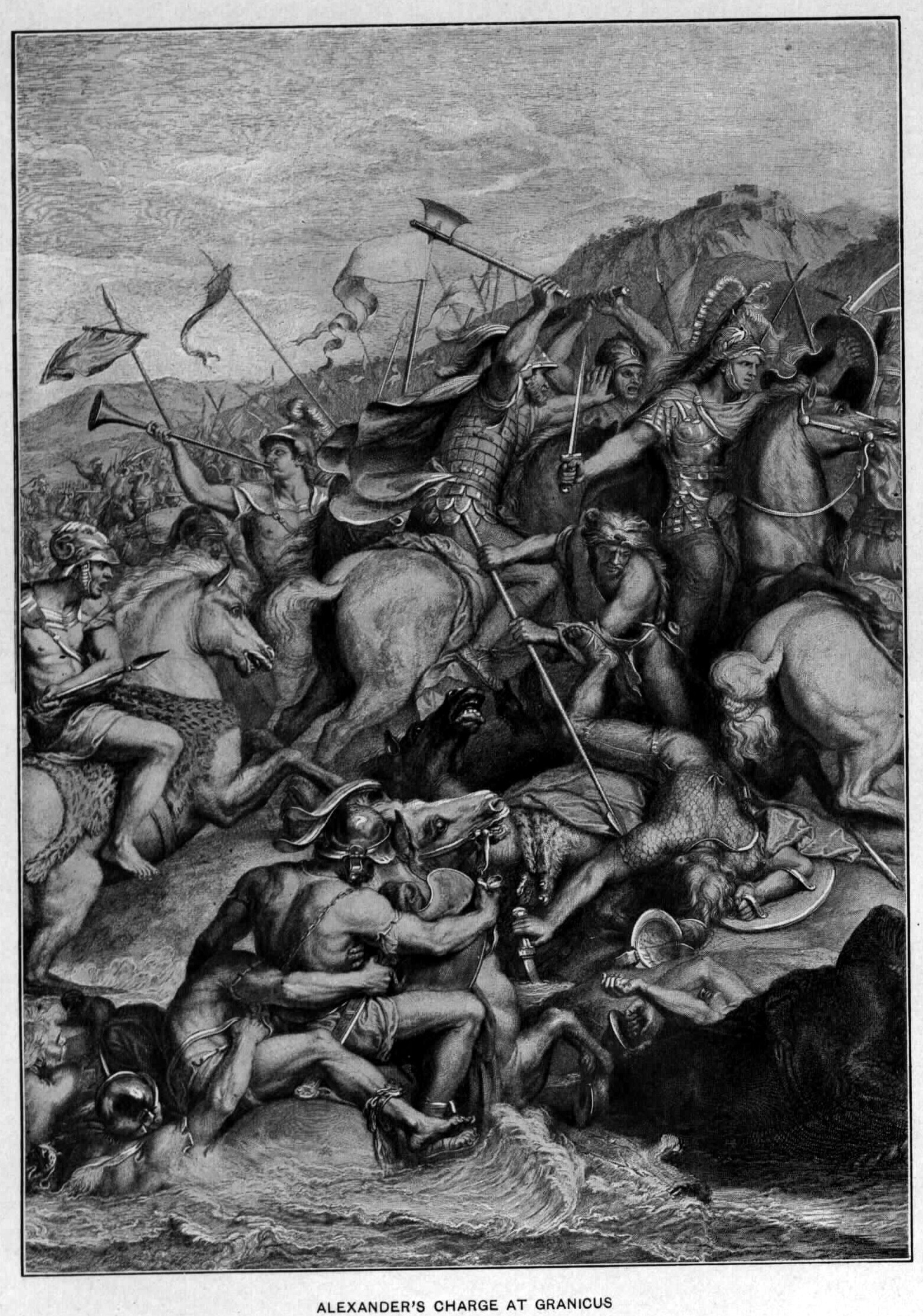
Cleitos le Noir sauve Alexandre pendant la charge au Granique.
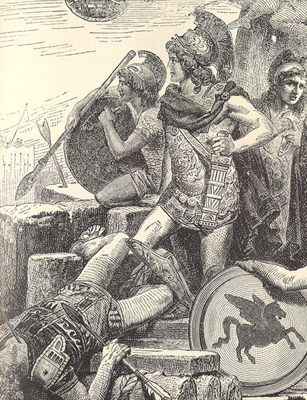
Alexandre au siège de Tyr.
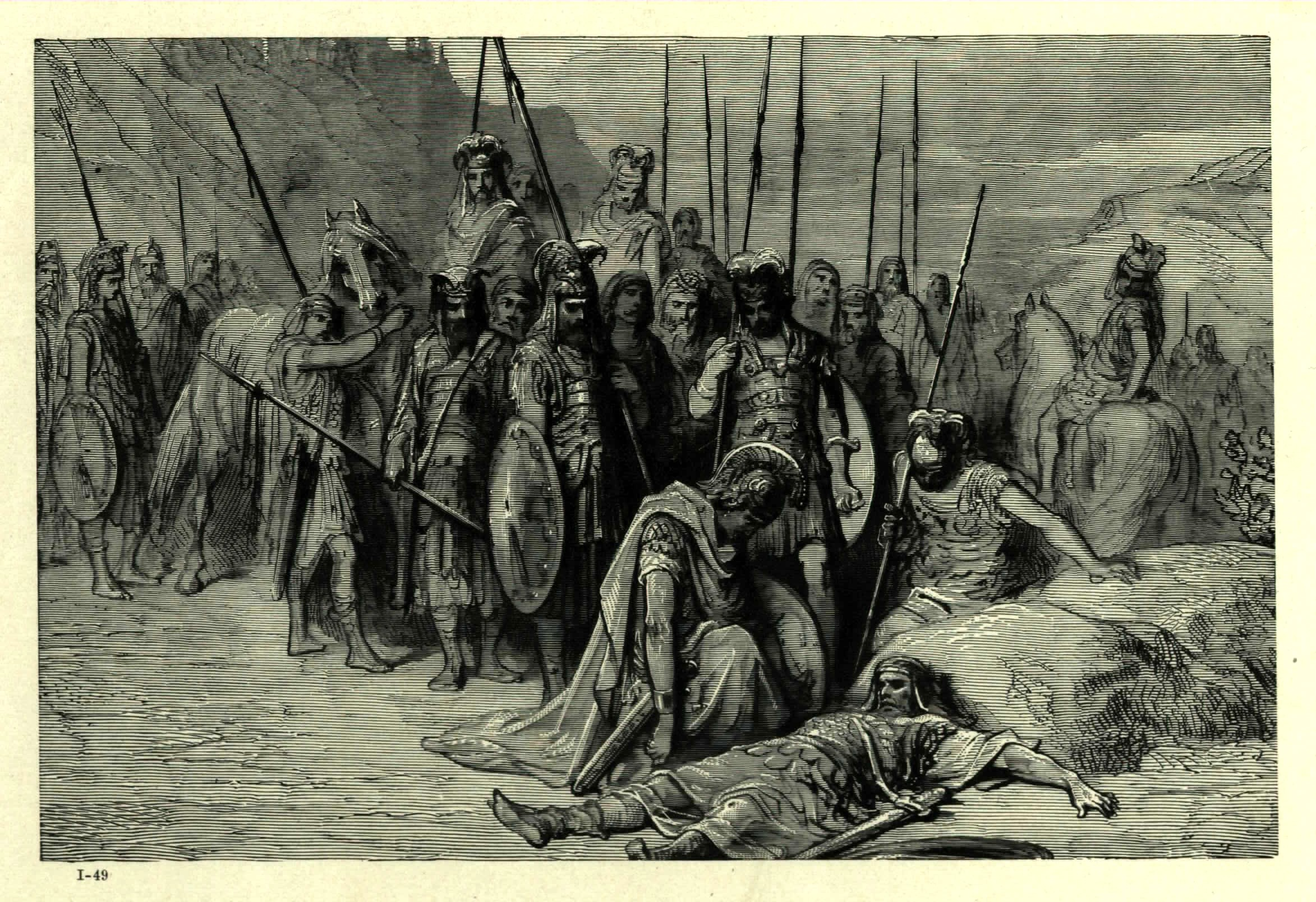
Alexandre examine le corps de Darius.
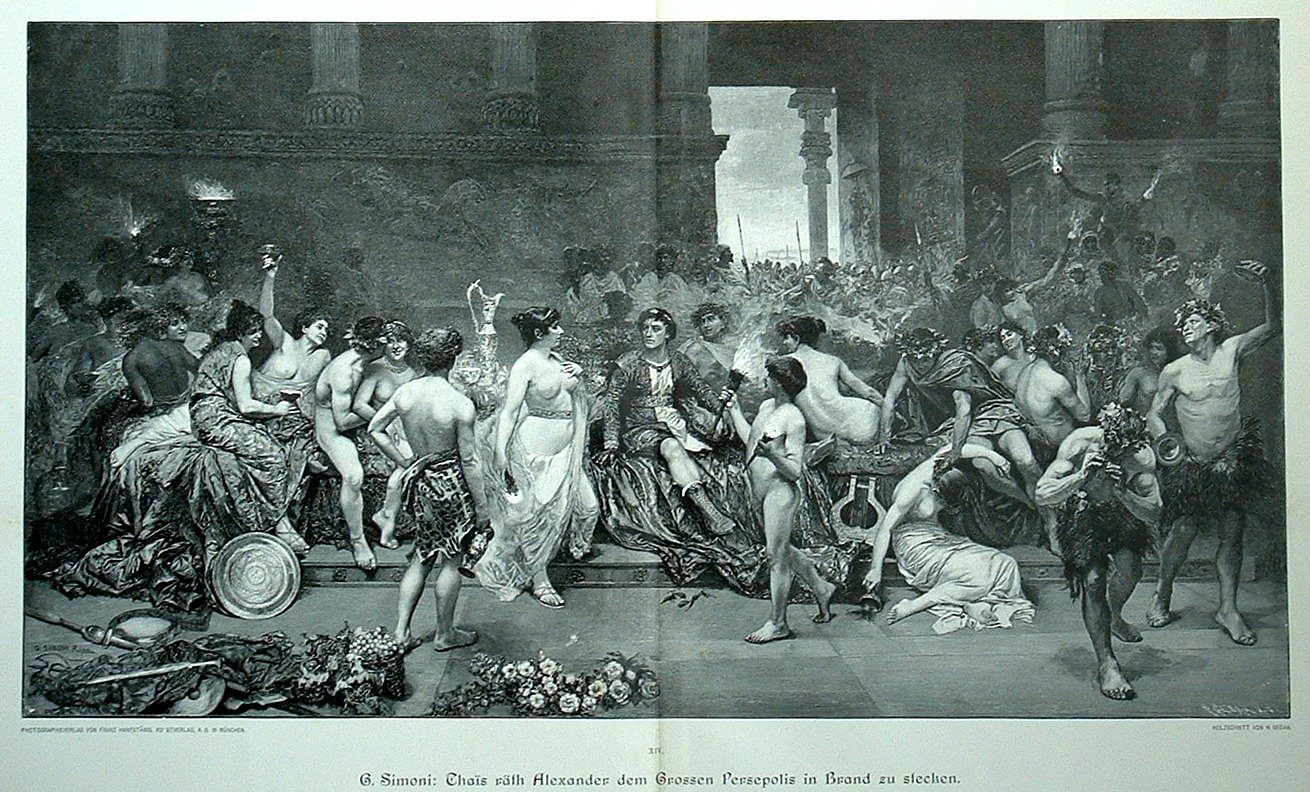
Thaïs demande à Alexandre le Grand de brûler le palais de Persépolis.
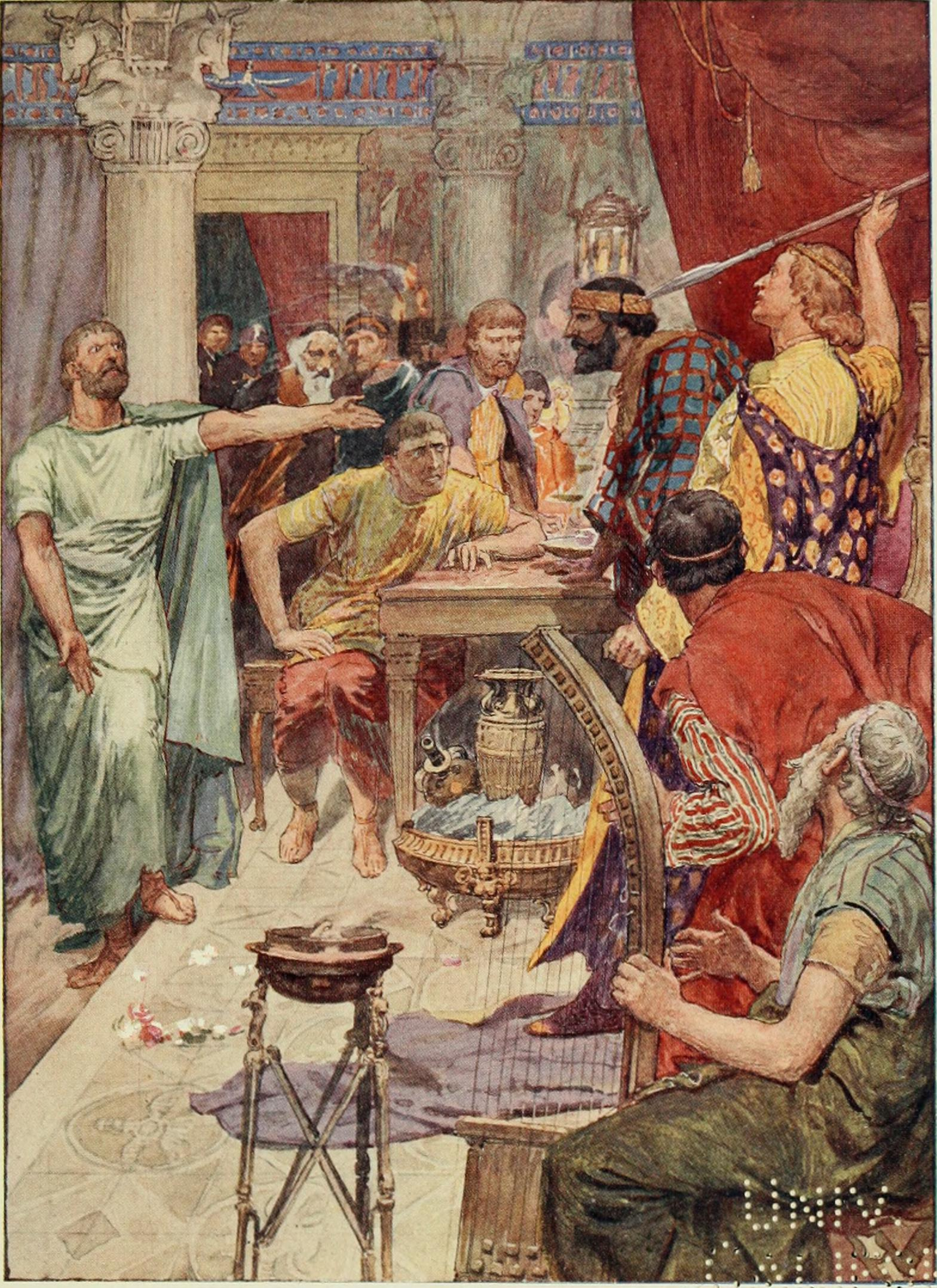
Le meurtre de Cleitos.
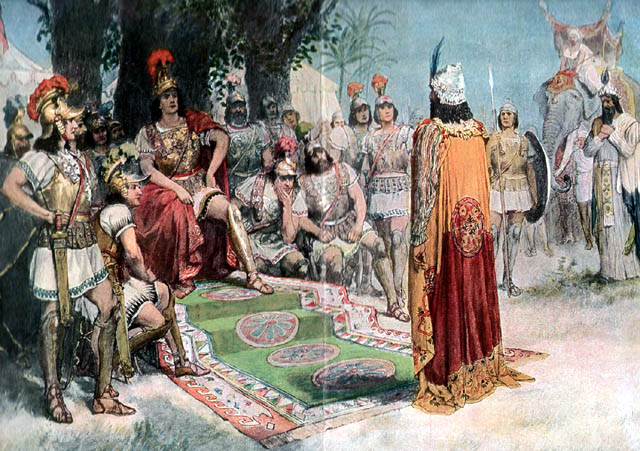
Alexandre rencontre Poros.
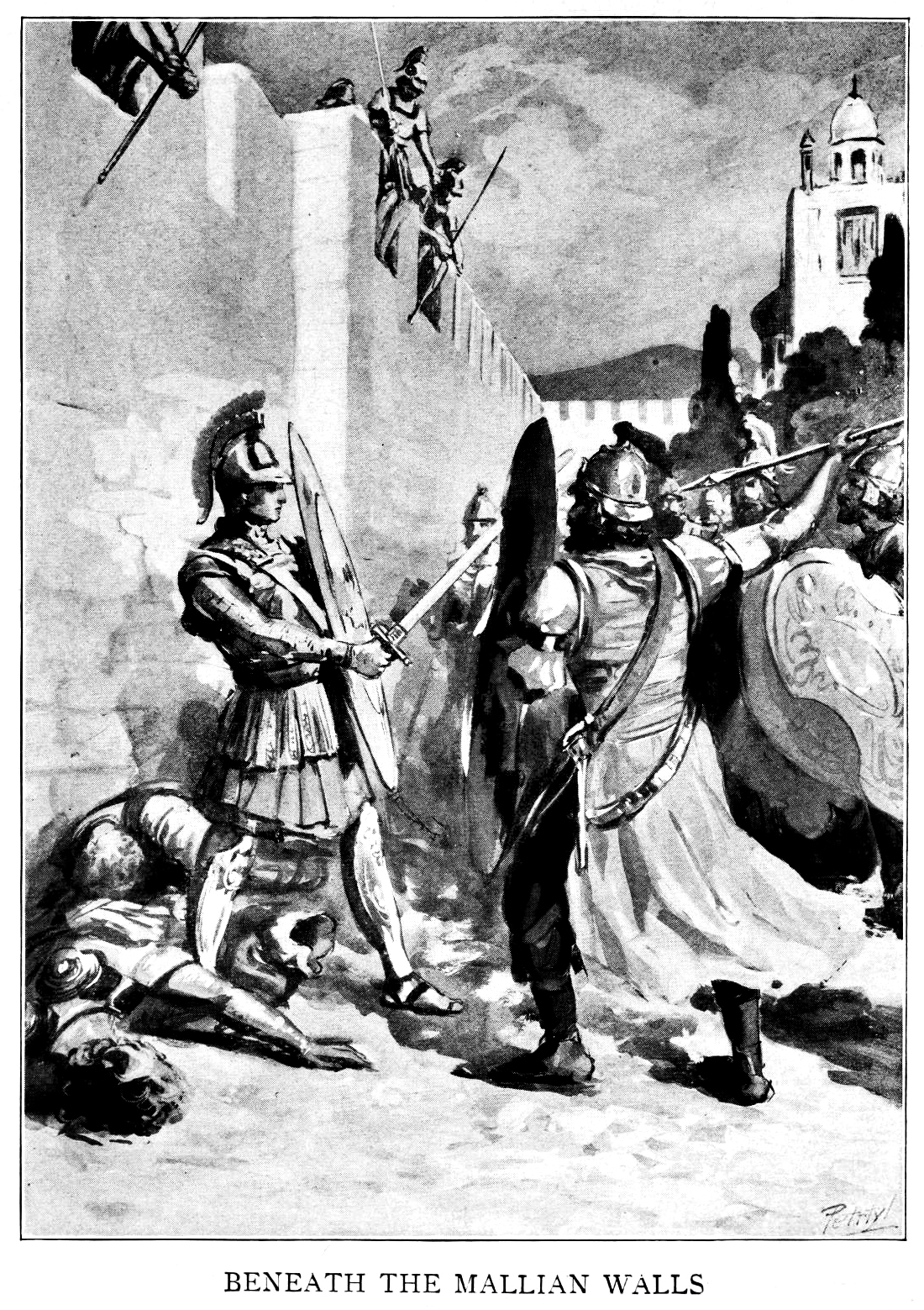
Alexandre sous les murailles des Malliens.
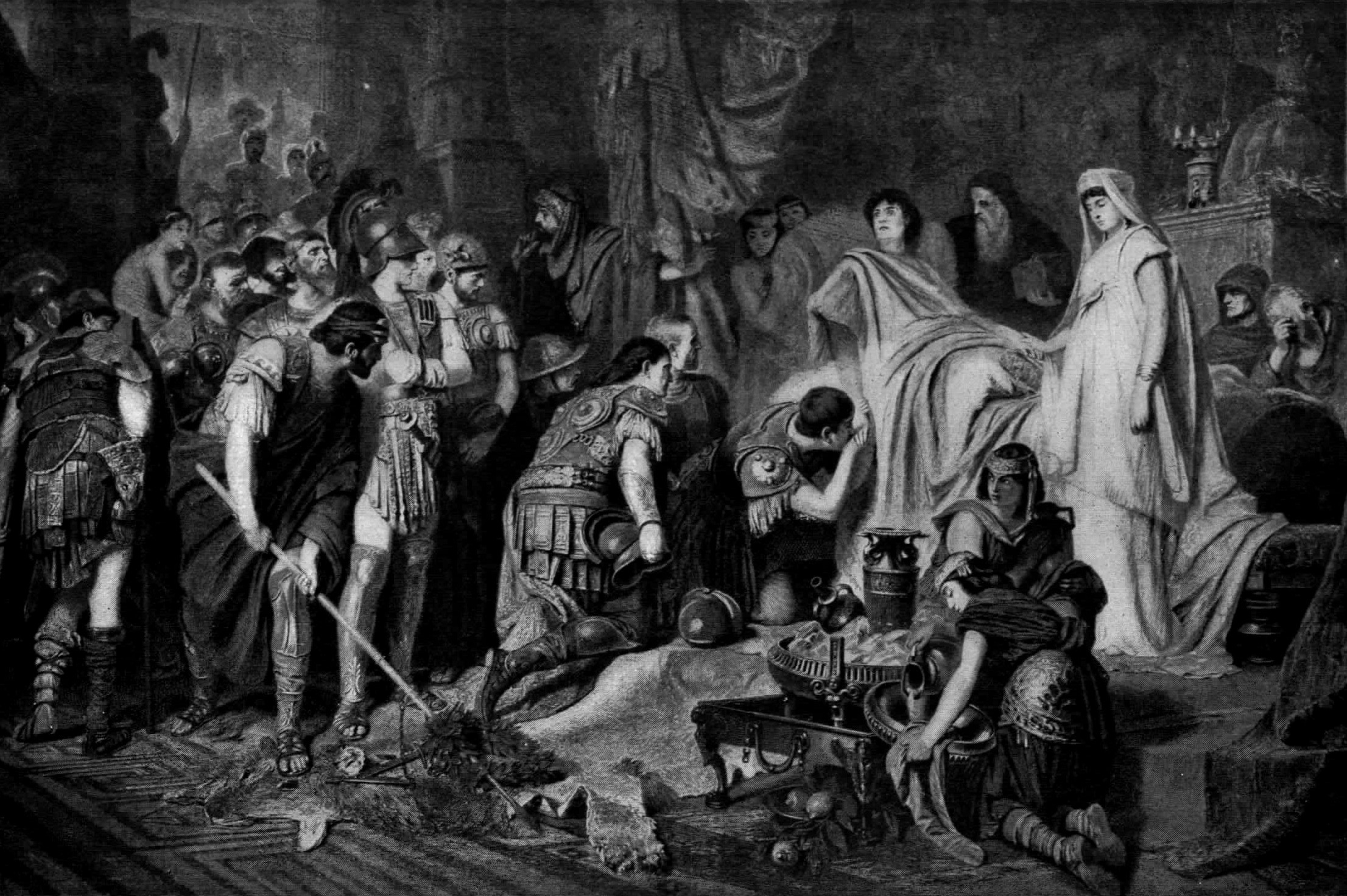
La mort d'Alexandre le Grand.

## Littérature

### Littérature antique
Au IIe siècle, Lucien de Samosate dépeint Alexandre dans les Dialogues des morts en compagnie de Minos, Hannibal Barca et Scipion l'Africain. 
À la fin de l'Antiquité, l'épopée d'Alexandre est connue à travers un récit légendaire rédigé à Alexandrie au IIIe siècle par le Pseudo-Callisthène, La Vie et les hauts faits d'Alexandre de Macédoine, communément appelé le Roman d'Alexandre. Ce texte qui mêle réalité historique et légendes d'origines grecques et égyptiennes se compose de trois livres. Le livre I traite de l'épopée d'Alexandre en Grèce, en Asie Mineure et en Égypte ; le livre II traite de la conquête de l'empire perse, le livre III traite de l'exploration de l'Inde. Il est adapté en latin au IVe siècle par Julius Valerius sous le titre d’Histoire d'Alexandre de Macédoine. C'est donc du Pseudo-Callisthène que dérive la plupart des Légendes, Vies, Romans, Histoires ou Exploits d'Alexandre qui se multiplient à partir du Ve siècle. Une version en syriaque de l’œuvre du Pseudo-Callisthène, écrite par Jacques de Saroug au VIe siècle, raconte le voyage d'Alexandre au « pays des ombres » et la construction d'un « mur d'airain », destinée à contenir les assauts des Gog et des Magog, c'est-à-dire ici les Scythes et les Amazones, récit que l'on retrouve dans le Coran à la sourate 18, même si les avis divergent quant au fait qu'il s'agisse ici d'Alexandre.
Dans le livre IX de l'Histoire Romaine, Tite-Live opère une digression uchronique sur l'invasion, prévue selon Arrien, de l'Ouest de la Grèce par Alexandre, affrontant à terme la République romaine.

### Littérature médiévale

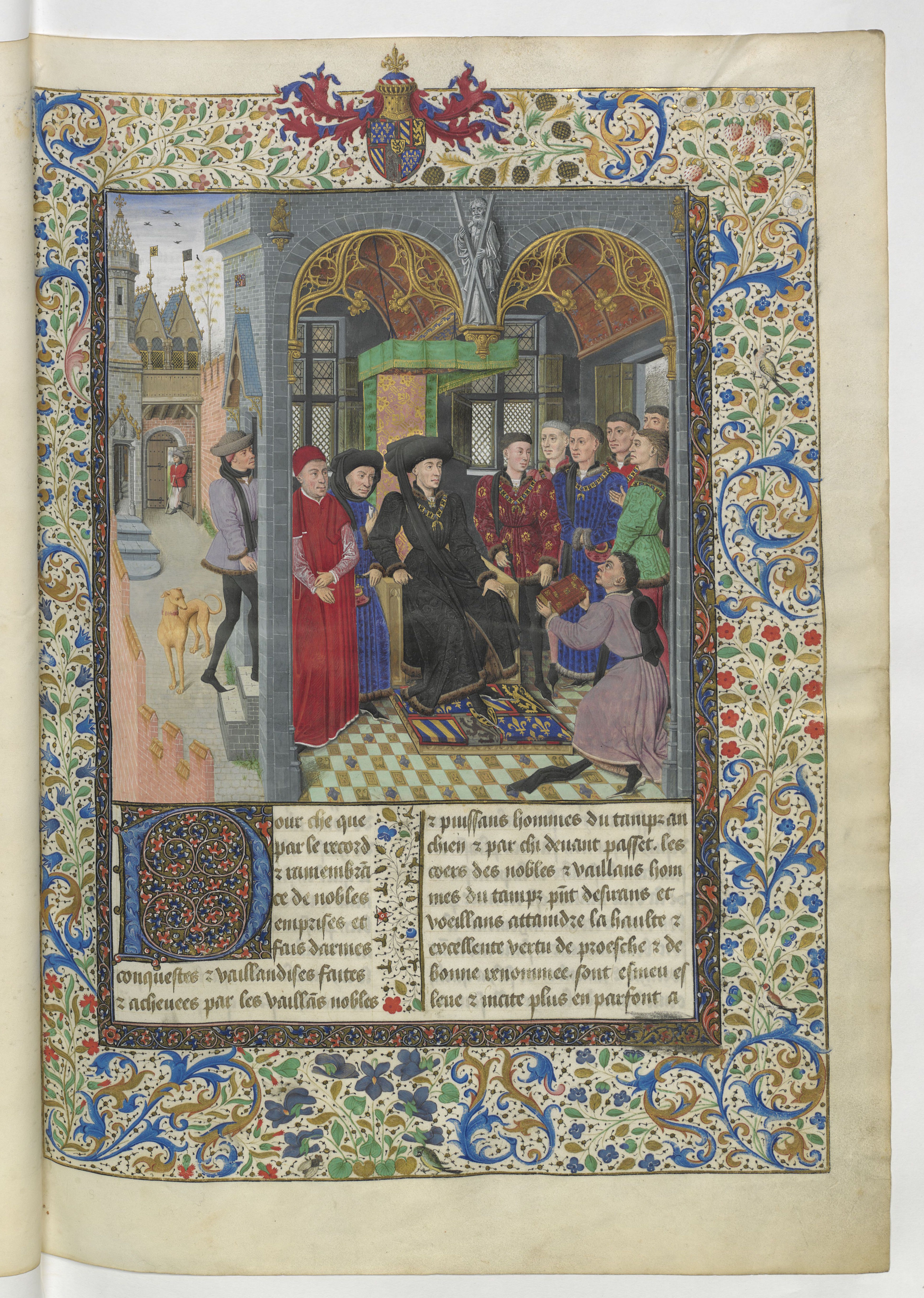
Dédicace à Philippe le Bon du Livre des conquêtes et faits d'Alexandre de Jean Wauquelin, v.1446.

Au Moyen Âge en Occident, parmi les textes antiques narrant l'épopée d'Alexandre, seule l’Histoire d'Alexandre le Grand de Quinte-Curce est connue ; les récits en grec de Diodore et d'Arrien ne seront accessibles qu'à la Renaissance. Son œuvre est surtout connue grâce à La Vie et les hauts faits d'Alexandre de Macédoine, rédigée au IIIe siècle par le Pseudo-Callisthène. Au XIIe siècle, se développe à la cour d'Henri II Plantagenêt et d'Aliénor d'Aquitaine une littérature en langue française consacrée à Alexandre, dont un Roman d'Alexandre en vers décasyllabiques qui fait de lui un modèle de chevalier courtois. Il sert de modèle pour deux œuvres en vers dodécasyllabiques, le premier sous le titre Roman de toute chevalerie, attribué à Thomas de Kent, le second sous le titre Roman d’Alexandre, attribué à Alexandre de Bernay,, écrit en 16 000 vers de douze syllabes ; c'est de là que provient l'alexandrin, terme forgé au XVe siècle. Au début du XIVe siècle, est publiée La Vraie Histoire du Bon Roi Alexandre. Au milieu du XIVe siècle, Jean Wauquelin compile les Romans d'Alexandre dans le Livre des conquêtes et faits d'Alexandre. Au milieu du XVe siècle, Johannes Hartlieb traduit en allemand le Roman d'Alexandre. Dans l'Angleterre médiévale, l'ouvrage le plus populaire est l’Historia de preliis Alexandri Magni (l’Histoire des Batailles d'Alexandre). Quinte-Curce est traduit en français par Vasque de Lucène entre 1461 et 1468 en dédicace à Charles le Téméraire.
La légende d'Alexandre, incarnation des valeurs chevaleresques, est aussi un sujet de poésie. Entre 1178 et 1182, Gautier de Châtillon compose en latin L'Alexandréide, un poème épique fondé sur le Pseudo-Callisthène et Quinte-Curce et qui s'inspire de l’Éneide de Virgile. Cette œuvre a également pour ambition d'exalter à travers la figure d’Alexandre, qui n'en est pas moins victime de sa démesure, celle de Philippe II Auguste qui s'apprête à reconquérir Jérusalem. Au milieu du XIIe siècle, Lamprecht compose en francique la Chanson d'Alexandre ; au XIIIe siècle Rodolphe d'Ems écrit une épopée, inachevée, sur Alexandre ; Ulrich von Etzenbach écrit, entre 1271 et 1282, le poème Alexandre composé de 28 000 vers ; au XIIIe siècle Henri d'Andeli compose en langue romane le Lai d'Aristote ; en Angleterre, il faut attendre le XIVe siècle pour voir apparaître un poème en moyen anglais, Kyng Alisaunder. Alexandre est mentionné par Dante dans ses traités De Monarchia et Il convivio écrits au début du XIVe siècle. Dans la Divine Comédie, l'auteur fait référence à Alexandre comme étant un tyran. Il est notablement absent de la liste des païens vertueux dans l'Enfer.
Alexandre est évoqué de manière légendaire par le géographe Al Idrissi dans la Tabula Rogeriana écrite au XIIe siècle. Alexandre aurait ainsi creusé le détroit de Gibraltar, comme Héraclès l'a fait selon Diodore de Sicile. Ce récit est repris par Ahmad al-Maqrîzî au XVe siècle dans sa description historique et topographique de l'Égypte. Ibn Khallikân, qui rapporte ici des traditions andalouse, affirme dans son dictionnaire biographique qu'Alexandre a, au contraire, édifié un pont par-dessus le détroit afin de relier les deux continents.
Alexandre est connu dans la littérature persane sous les noms d'Iskandar (اسکندر) ou de Sikandar (سکندر). Le Livre des Rois, l'un des plus anciens livres en persan écrit par Ferdowsi vers le début du XIe siècle, contient un chapitre sur Alexandre. Après avoir exposé une histoire mythique de la Perse, l'auteur raconte l'histoire d’Alexandre, qui est décrit comme étant le fils d'un roi perse mythique, Daraaye Darab, et d'une fille de Philippe II. Cependant, en raison de tensions entre le roi de Perse et la fille de Philipe, celle-ci est envoyée à Rome. Alexandre serait né par la suite, mais Philippe le revendique comme son propre fils en cachant sa véritable identité. Alexandre est présenté comme un sage, qui a notamment dépassé le bout du monde et conversé avec l'arbre waq-waq. À la fin du XIIe siècle, Nizami compose en persan Eskandar-Nameh (Le Livre d'Alexandre), un des cinq poèmes du Khamsé.
Jean de Mandeville a rédigé entre 1355 et 1357 un ouvrage géographique intitulé Livre des merveilles du monde. Il y parle beaucoup des hauts faits d'Alexandre, mêlant histoire et légende. Pour ce faire, il se fonde sur le Roman d'Alexandre et le Speculum historiale de Vincent de Beauvais, rajoutant au passage plusieurs détails de son crû.
Le Liber monstrorum, catalogue de peuples et créatures légendaires anonyme du VIIIe siècle, parle de nombreuses créatures rencontrées par Alexandre et ses hommes, dont un monstre bicéphale : « On raconte qu'il existe en Inde une bête à deux têtes, dont l'une (imaginez-vous !) représentait une lune à deux cornes, l'autre un crocodile. Avec son dos dentelé et ses dents féroces, on raconte qu'elle s'est jetée un jour sur les soldats d'Alexandre et en a tué deux.
Mais cette bête est considérée comme l'une des plus féroces de toutes les bêtes, et on affirme qu'elle contient une telle quantité de venin que les lions la craignent, bien qu'elle soit d'un corps plus faible. On estime que son venin est si puissant que même le fer, trempé dedans, fond. » Ainsi que ces serpents énormes :
« Les Stares sont des serpents qui seraient nés en Inde avec un corps énorme, terribles par leurs couleurs variées, et dont certaines écailles brillaient d'un éclat doré, et qui étaient vus séparément en blanc, violet et noir. On dit qu'Alexandre de Macédoine leur aurait fait la guerre. »
Et, encore, cette vallée aux serpents :
« On dit aussi que les serpents naissent en Inde dans une vallée appelée Iordia, dans le cou de laquelle on trouve des pierres très précieuses, et dont les reflets s'appellent émeraudes. On les nourrit de laser et de poivre blanc. Alexandre de Macédoine emporta quelques-unes de ces pierres dans la vallée, fermée par des pyramides d'une longueur de cinq cent cinq pieds. »

### Littérature moderne et théâtre
Au XVIIe siècle, au temps des Précieuses, Alexandre est un héros de roman, infortuné en amour. 
Il devient surtout une figure populaire du théâtre. Claude Boyer compose en 1647 Porus ou la générosité d'Alexandre qui obtient un certain succès et inspire Jean Racine. Celui-ci compose en effet une tragédie en cinq actes intitulée Alexandre le Grand, en vers de 1 548 alexandrins. Elle est jouée pour la première fois le 4 décembre 1665 au théâtre du Palais-Royal par la troupe de Molière. Elle a pour sujet les amours d'Alexandre et de la reine Axiane (un personnage fictif), ainsi que la rivalité avec les rois indiens Poros et Taxilès pour l'amour de la reine Cléophile. Racine, dans un souci de réalisme historique, fonde son intrigue sur le livre VIII de l’Histoire d'Alexandre le Grand  de Quinte-Curce. Racine illustre ici la clémence d'Alexandre envers Poros, vaincu à Bataille de l'Hydaspe. Au travers du personnage d'Alexandre, c'est Louis XIV qui est célébré. Cette pièce rencontre un grand succès et assure à Racine le soutien du Roi-Soleil.

### Littérature contemporaine

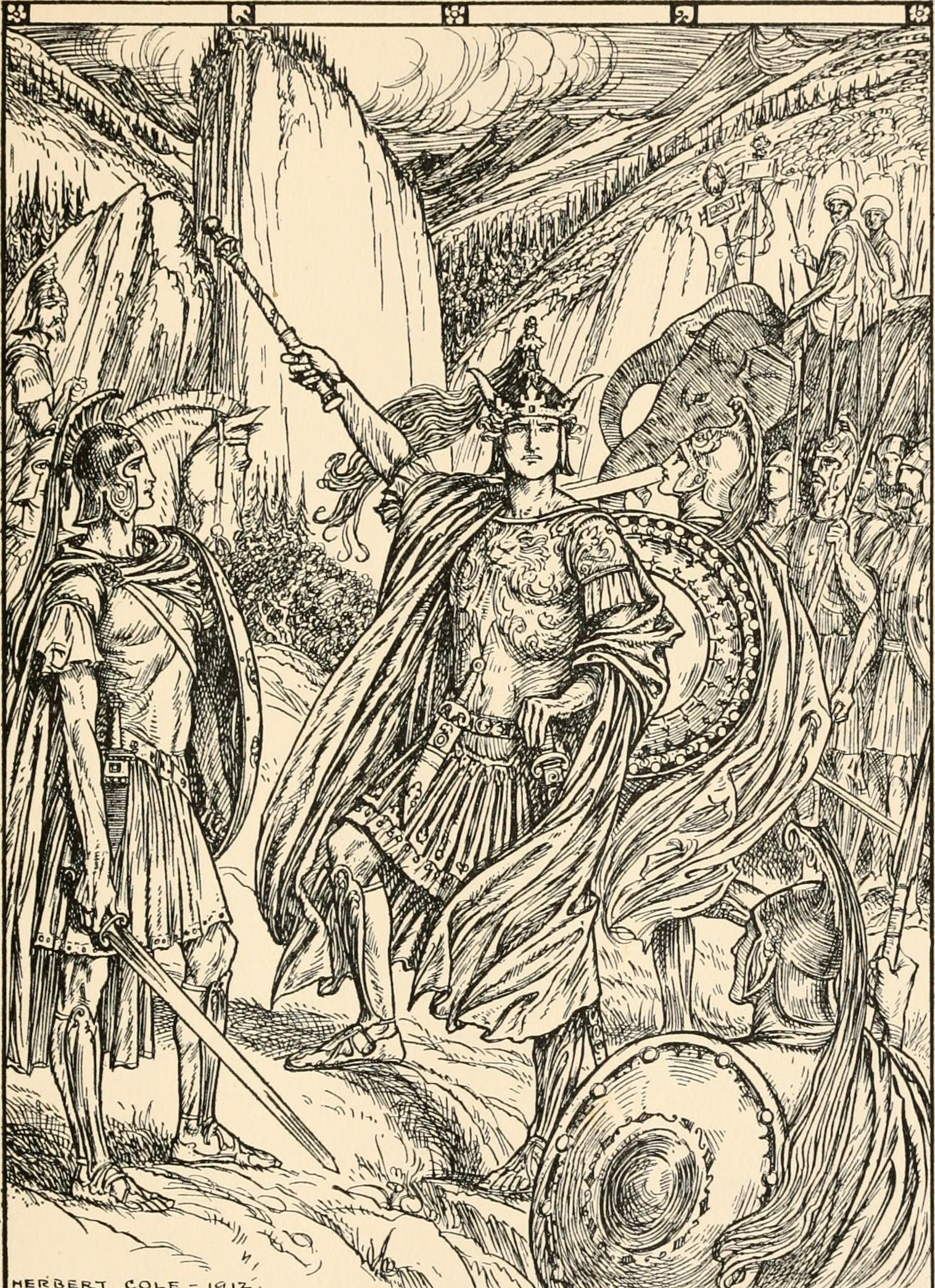
Illustration d'Alexandre dans A child's book of warriors, William Canton, 1907.

L'homme qui voulut être roi de Rudyard Kipling, publié en 1888, ne raconte pas l'épopée d'Alexandre mais évoque sa conquête de l'Afghanistan actuelle en décrivant les habitants du Kafiristan qui descendraient de colons gréco-macédoniens. Cette nouvelle est portée au cinéma par John Huston en 1975.
Maria Savi-Lopez (it) narre dans son Leggende dal mare (1894) une légende qu'elle dit tirer du volume 2 du Folk-Lore Journal. Elle raconte que, lorsque Alexandrie a commencé à être construite, des monstres marins sont venus chaque nuit détruire les fondations de la nouvelle ville. Alexandre fait alors fabriquer une structure en verre, dans laquelle il descend au fond de la mer pour faire le portrait de ces créatures. Au retour de son périlleux voyage, il fait réaliser des statues ressemblant à ses dessins, et les fait placer sur la plage, près de la ville naissante. Dans la nuit, lorsque les monstres marins sont sortis des vagues pour effectuer leur travail habituel de destruction, ils ont vu leurs propres images horribles. Effrayés, ils ont fui pour toujours.
Alexandre est une grande figure du roman historique au XXe siècle. Dans l'Alexandre de Klaus Mann (1929), Alexandre est décrit comme ayant créé un univers propre, à la fois symbole d'infini et prison ; se voyant comme l'égal des dieux, il a poursuivi ses rêves jusqu'à la folie. L'académicien Maurice Druon, auteur des Rois maudits, a publié Alexandre le Grand en 1958. Cette biographie romancée retrace la vie et les conquêtes d'Alexandre racontées par Aristandre de Telmessos, devin officiel du roi. Dans Alexandre ou Qu'est-ce que la vérité ? (1959), Arno Schmidt raconte le règne d'Alexandre au travers du personnage de Lampon de Samos, un jeune élève d'Aristote qui suit une troupe de comédiens en Asie. L'auteur, qui emploie de manière assumée les anachronismes, rapproche l'empire d'Alexandre du Troisième Reich en opérant une comparaison entre le culte d'Alexandre, décrit comme mégalomane et sanguinaire, et la propagande nazie, dans la lignée de l'historiographie de l'époque. En 1964, Jacques Benoist-Méchin, publie Alexandre le Grand, ou Le rêve dépassé dans la série Le Rêve le plus long de l'histoire. L'historien de l'Orient, ancien collaborateur, propose une biographie apologétique inspirée par l'œuvre de Johann Gustav Droysen, pas encore traduite en français à cette date et dont il rédige la préface de la traduction française.
L'écrivaine britannique Mary Renault, réputée pour ses romans historiques sur la Grèce antique et la mythologie, a écrit une trilogie consacrée à Alexandre : Le Feu du ciel (1969) raconte la jeunesse d'Alexandre jusqu'à la mort de son père ;  L'Enfant perse (1972) raconte au travers du personnage de Bagoas la conquête de l'Empire perse ; Les Jeux funéraires (1981) raconte les querelles entre les diadoques qui suivent la mort d'Alexandre. Ces romans sont devenus des classiques au Royaume-Uni par la qualité des connaissances historiques et par la richesse des détails. Mary Renault a aussi publié en 1975 une biographie non romancée d'Alexandre, The Nature of Alexander (non traduite en français), dans laquelle elle remet en cause les critiques, anciennes et modernes, à son encontre. 
Roger Peyrefitte a écrit une biographie romancée d'Alexandre en trois volumes, publiée entre 1977 et 1981,. Alexandre devient dans cette œuvre, de par sa relation avec Hephaistion, un porte-drapeau de l'homosexualité. André Malraux témoigne d'une fascination pour Alexandre en faisant de lui une sorte de Génie vivant. Dans Hôtes de passage (1975), il évoque en effet le contact d'une relique d'Alexandre qui lui procure des visions de son règne.
Dans le genre de la fantasy historique, le romancier britannique David Gemmell a écrit une quadrilogie Le Lion de Macédoine, parue en 1990-1991, centrée autour du personnage de Parménion. Gemmell invente une vie totalement fictive à ce général d'Alexandre en intégrant des éléments fantastiques et magiques. L'écrivain et historien italien Valerio Manfredi a publié en 1998 une trilogie consacrée à Alexandre. L'auteur, comparé à Christian Jacq, propose une version romancée de l'épopée d'Alexandre fondée sur les sources antiques. En 2002, l'écrivain espagnol Javier Negrete publie
Le mythe d'Er ou le dernier voyage d'Alexandre le Grand, un roman uchronique dans lequel Alexandre s'est lancé à la conquête de l'Occident, détruisant Carthage, puis Rome, pour ensuite découvrir les régions hyperboréennes. L'auteur poursuit son récit uchronique dans Alexandre le Grand et les Aigles de Rome publié en 2007. Dans Alexandre et Alestria (2006), la romancière française Shan Sa raconte la relation légendaire entre Alexandre et Alestria (Thalestris pour les auteurs antiques), la reine des Amazones. Dans Pour seul cortège (2012), Laurent Gaudé raconte à la manière d'une épopée les événements qui ont cours après la mort d'Alexandre au travers de Drypteis, fille cadette de Darius III, et d'un messager, personnage fictif, dénommé Éricleops. La dépouille momifiée d'Alexandre joue un rôle majeur dans l'intrigue.

## Opéra

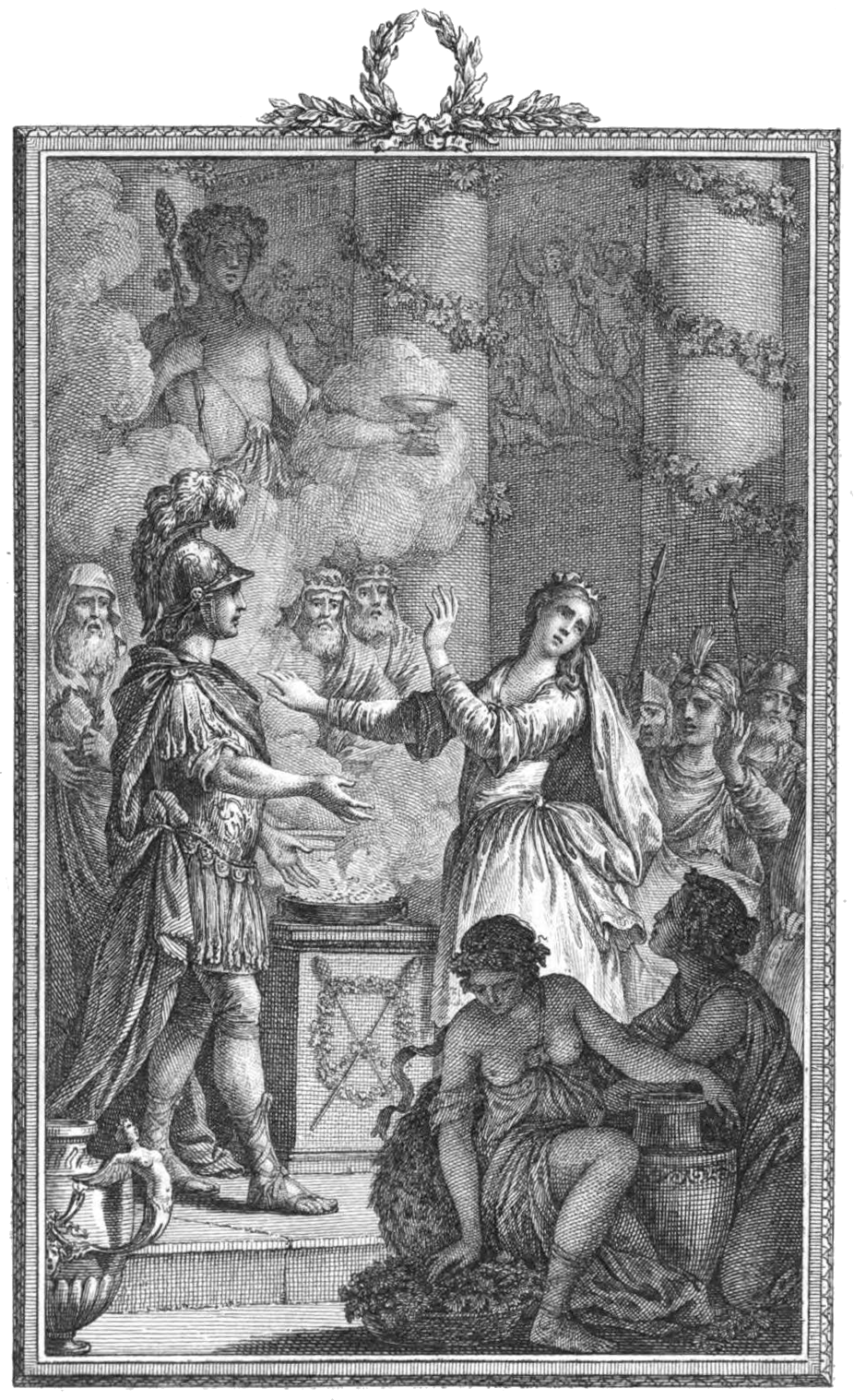
Extrait du livret d’Alessandro nell Indie par Pietro Metastasio, 1780.

Alexandre est le personnage central de nombreux opéras : Antonio Cesti compose Alessandro vincitor di se stesso, représenté en 1651 ; Francesco Lucio compose en 1651 Gl'amori d'Alessandro Magno et di Rossane, avec un livret de Giacinto Andrea Cicognini ; Marc'Antonio Ziani compose Alessandro Magno in Sidone en 1679, avec un livret de Aurelio Aureli ; Francesco Bartolomeo Conti compose Alessandro in Sidone en 1721, avec un livret d'Apostolo Zeno ; Georg Friedrich Haendel compose Alessandro en 1726, avec un livret de Paolo Antonio Rolli ; Leonardo Vinci compose Alessandro nell'Indie en 1729, avec un livret de Pietro Metastasio ; enfin Gluck compose Poro (Alessandro nell’India), représenté en 1744, avec un livret de Pietro Metastasio, ainsi qu'un ballet, Alessandro. Giovanni Pacini a également composé l'opéra Alessandro nell'Indie.
En 1868, Tchaïkovski envisage d'écrire un opéra mettant en scène Alexandre, comme le prouve des lettres contenant des détails sur l'intrigue et les personnages. L'opéra, censé se dérouler en Grèce et à Babylone, a pour thème central les relations entre Grecs et Juifs. Une femme juive serait en effet tombée amoureuse d'Alexandre et aurait quitté son amant. Tchaïkovski décide finalement d'abandonner ce projet pour choisir à la place un opéra inspiré par la culture russe.

## Musique contemporaine
Alexandre a été le sujet de plusieurs chansons ou albums. Les plus notables sont : l'album Iskander (1973) du groupe néerlandais de rock progressif, Supersister ; I Mana Tou Alexandrou (La mère d'Alexandre) par Georges Dalaras (1974) ; Alexander the Great par le groupe de heavy metal britannique Iron Maiden (1986) ; Alexandre (1998) par le chanteur brésilien Caetano Veloso ; Alexander the Great par le groupe de power metal belge Iron Mask (2005) ; Iskander Dhul Kharnon (2009) par le groupe de brutal death metal américain Nile ; Age of Glory (2013) par le groupe de power metal autrichien Serenity.

## Filmographie

### Cinéma
Alexandre est le personnage principal de deux péplums. Alexandre le Grand (Alexander the Great) de Robert Rossen est sorti en 1956. Richard Burton y joue le rôle d'Alexandre. Ce film se veut à la fois bien documenté et somptueux de par ses décors et costumes. La première partie du film, plus psychologique, montre les rapports entre Alexandre et son père, la deuxième partie expose les différentes batailles qui ont permis la conquête de l'empire perse.
L’Alexandre (Alexander) d'Oliver Stone est sorti en 2004, avec Colin Farrell dans le rôle d'Alexandre. Basé sur l'ouvrage de l'historien Robin Lane Fox, le film insiste sur ses rapports familiaux, sa soif de pouvoir et son ambiguïté sexuelle. Présentant un Alexandre ouvertement amant d'Héphaistion, le film a été mal accueilli en Grèce.
Le film indien Sikandar de Sohrab Modi (1941) raconte la lutte entre Alexandre et le roi du Pendjab, Poros. L'Alexandre le Grand (O Megalexandros) de Theo Angelopoulos, avec Omero Antonutti (1980) est une allégorie contre le stalinisme à travers un dirigeant du XXe siècle qui se prend pour la réincarnation d'Alexandre le Grand,.

### Télévision
Alexandre a été le sujet d'un téléfilm diffusé le 26 janvier 1968 sur ABC : Alexander the Great, écrit par Robert Pirosh et William Yates, réalisé par Phil Karlson avec comme principaux acteurs : William Shatner, John Cassavetes et Joseph Cotten. 
Alexandre a aussi été le sujet de plusieurs documentaires historiques. Alexandre Le Grand, le Macédonien a été diffusé le 14 décembre 2011 sur Arte, en France et en Allemagne : il a été écrit et réalisé par Bernard George. Alexandre le Grand - De l’histoire au mythe (Alexander der GroBe - Kampf und Vision) a été diffusé lui aussi sur Arte. Il a été réalisé par Christian Twente et Martin Carazo Mendez. Ce documentaire a reçu le concours de plusieurs historiens, dont Alexander Demandt, Hans-Joachim Gehrke de l'université de Fribourg-en-Brisgau) Tanja Scheer de l'université de Göttingen. 
Dans le cadre du magazine Secrets d'histoire, présenté par Stéphane Bern, une émission consacrée à Alexandre le Grand, intitulée Alexandre le Grand, des rêves et des conquêtes a été diffusée le 30 août 2016 sur France 2. Écrit par Quentin Canette, ce documentaire a été réalisé par Quentin Canette et David Jankowski. Il contient quelques extraits du film Alexandre d’Oliver Stone et d’Alexandre le Grand - De l'Histoire au Mythe de Christian Twente et Martin Carazo Mendez. Il a reçu le concours d'historiens et d'écrivains, dont Paul-André Claudel, Michel de Grèce, Diane Ducret, Virginie Girod Maximilien Lormier, Joël Schmidt et Michel Woronoff. Dans l’anime Fate/Zero, Alexandre est réincarné en tant que héros pour mener la Guerre du Saint Graal sous le nom d'Iskandar.
En 2024, Alexandre fait l'objet d'une série série télévisée; Alexandre le Grand : Au rang des dieux, diffusée sur la plate-forme Netflix. Dans cette série, mélangeant documentaire historique et reconstitutions dramatiques, Alexandre est interprété par l'acteur britannique Buck Braithwaite,.

## Jeux vidéo
- Alexandre est un personnage principal dans Age of Empires, Rise of Nations: Thrones and Patriots et Rise and Fall: Civilizations at War.
- Alexandre est le chef des Grecs dans cinq des six jeux de la série Civilization et le chef des Macédoniens dans Civilization VI.
- Les conquêtes d'Alexandre sont relatées dans une campagne du deuxième pack d'extension de Rome: Total War, Alexander ; six batailles sont inspirées des batailles d'Alexandre.
- Dans Empire Earth plusieurs des niveaux de la campagne des Grecs tournent autour des conquêtes d'Alexandre. Il est également représenté sur la couverture du jeu.
- Dans Assassin's Creed II, il est dit qu'un assassin, Iltani, a empoisonné Alexandre.
- Dans Dante's Inferno, Alexandre est mentionné comme ayant déjà tenté de se frayer un chemin en Enfer.
- Plusieurs jeux de la série Final Fantasy présentent une créature appelée Alexandre qui peut être invoqué au combat et qui apparaît comme une forteresse en mouvement avec des attaques divines.
- Le MMORPG Final Fantasy XIV fait des références directes à Alexandre.